# Gdańsk
Pour les articles homonymes, voir Danzig.
Gdańsk (/ɡdaɲsk/  ; en cachoube Gduńsk ; en allemand Danzig, d’où anciennement Dantzig ou Dantzick en français) est la sixième ville de Pologne par sa population.
Ayant été le chef-lieu de la voïvodie de Gdańsk entre 1975 et 1998, la ville est, depuis 1998, le chef-lieu de la voïvodie de Poméranie, avec le rang de ville-powiat.

## Géographie

### Situation
Située sur la mer Baltique, c'est la plus grande ville portuaire polonaise.

### Quartiers
La ville est découpée administrativement en 34 quartiers: 6 dzielnicas (en) et osiedles (en).

### Dzielnicas
- Chełm
- Piecki-Migowo
- Przymorze Wielkie
- Śródmieście
- Wrzeszcz Dolny
- Wrzeszcz Górny

### Osiedles
- Aniołki
- Brętowo
- Brzeźno
- Jasień
- Kokoszki
- Krakowiec-Górki Zachodnie
- Letnica, Matarnia, Młyniska
- Nowy Port
- Oliwa
- Olszynka
- Orunia-Św. Wojciech-Lipce
- Osowa, Przeróbka
- Przymorze Małe
- Rudniki
- Siedlce
- Sobieszewo Island
- Stogi
- Strzyża
- Suchanino
- Ujeścisko-Łostowice
- VII Dwór
- Wzgórze Mickiewicza
- Zaspa-Młyniec
- Zaspa-Rozstaje
- Żabianka-Wejhera-Jelitkowo-Tysiąclecia

### Villes voisines sur le littoral baltique
- Gdynia : ville portuaire et industrielle
- Sopot : ville balnéaire

Les trois villes (trójmiasto en polonais) constituent aujourd'hui un complexe urbain de plus d'un million d'habitants dont la zone d'influence comprend les régions voisines non seulement de la Pologne, mais aussi de l'Allemagne.

### Voies de communication et transports

#### Routes

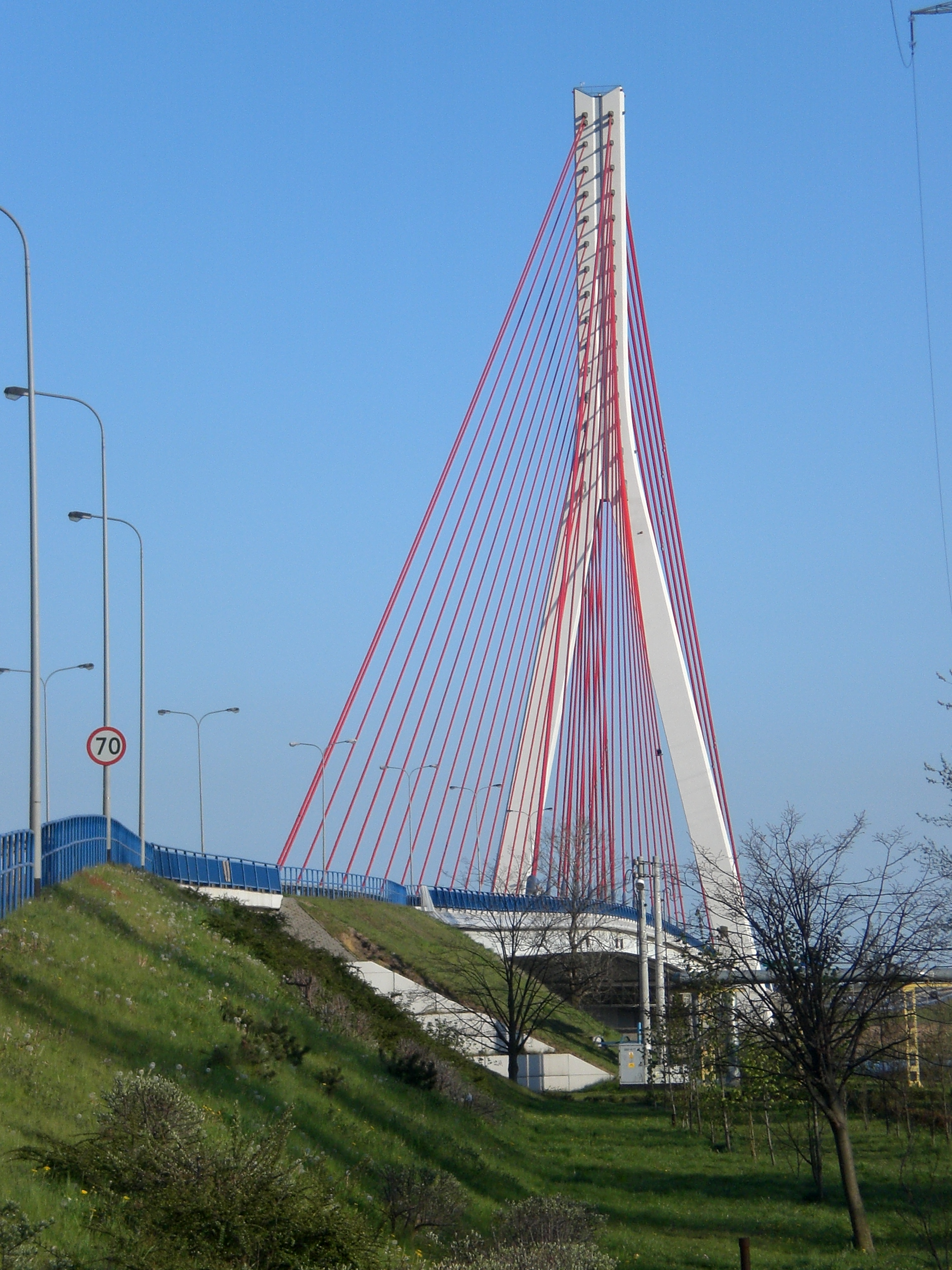
Pont du Troisième millénaire Jean-Paul II.

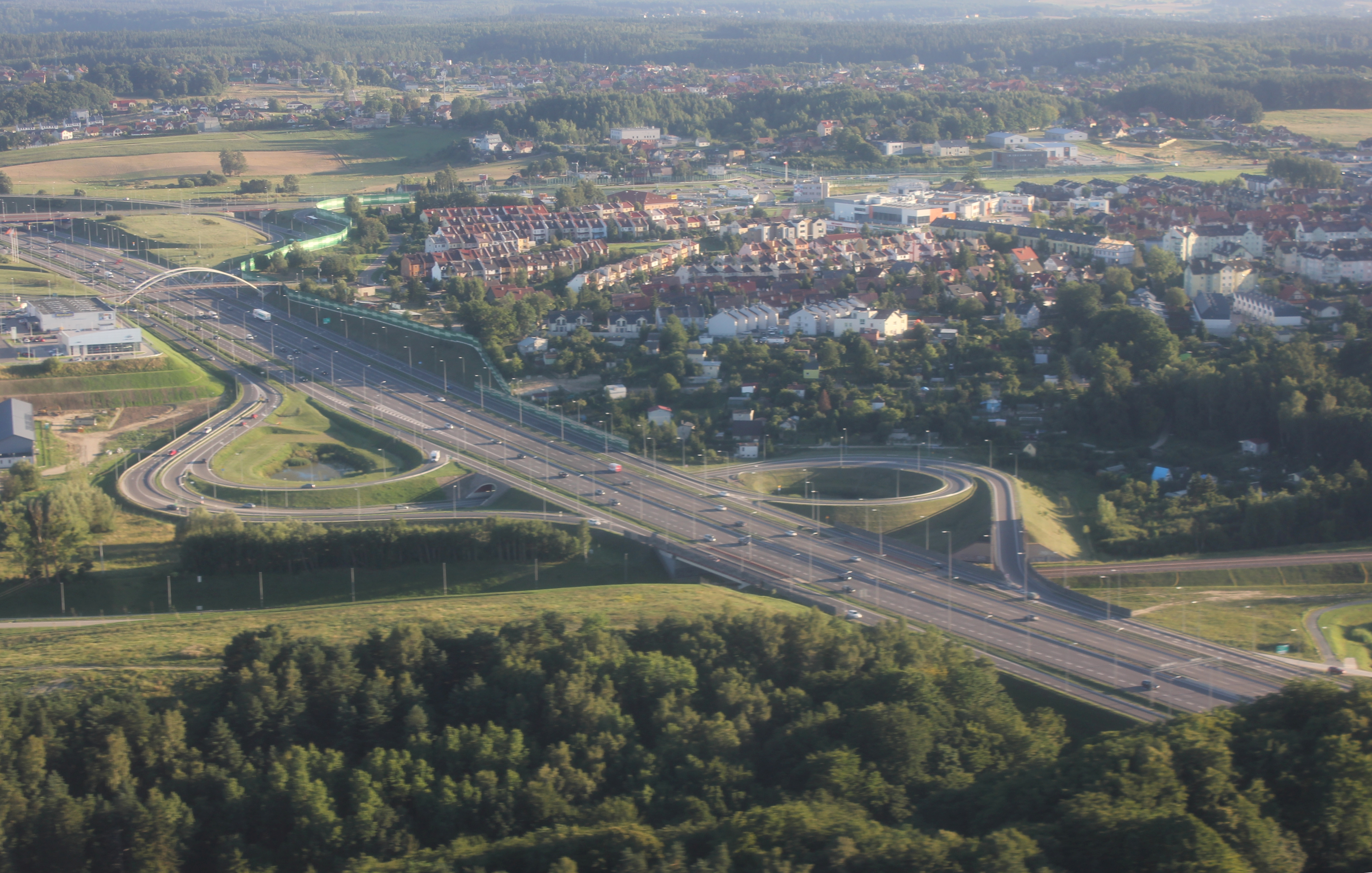
Route S6 (E28) - rocade express.

La ville dispose d'un réseau routier bien développé. Gdańsk est traversée par trois routes européennes : l'E28, l'E75 et l'E77. En outre, l'itinéraire routier de 38,6 km reliant les villes de Gdańsk et Sopot avec Gdynia (Triville), permet une relation rapide, grâce à l'extension de l'A1.
Le pont du Troisième millénaire Jean-Paul II, mis en service le 9 novembre 2001 dans le cadre de l'aménagement d'une voie de circulation reliant le port nord avec la ceinture sud de Gdańsk et le réseau routier national, constitue la première section de la future route de contournement de la ville. Il permet, à côté du pont Siennicki, de relier la route nationale no 7 avec la zone du port et la rue Sucharski menant au port nord.
Dans le cadre du transport touristique d'été, les villes de Gdańsk, Sopot et Hel ont lancé en 2006 une sorte de tramway aquatique. Ce sont des navires à moteur tels que ceux qui opèrent à Venise, qui relient les villes de Hel, Gdańsk et Sopot. Ils sont divisés en trois lignes :
- F1 - Gdańsk-Hel ;
- F2 - Sopot-Hel ;
- F4 - Gdańsk-Sobieszewo.

#### Aéroport

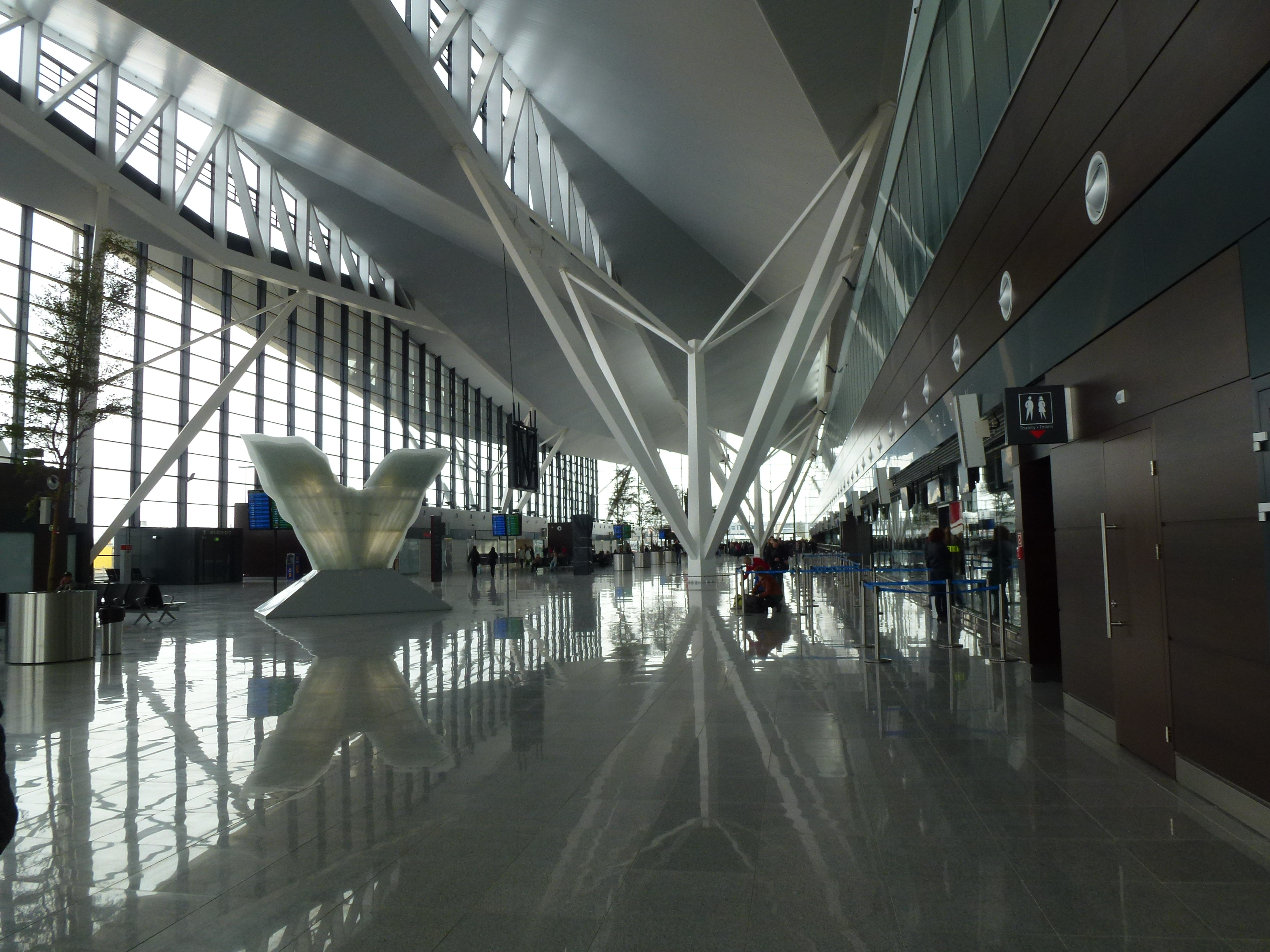
L'aéroport Lech Wałęsa.

L'aéroport Lech Wałęsa de Gdańsk (Gdańsk-Rębiechowo) est situé dans les limites de la ville, dans le quartier de Matarnia. Quatrième aéroport polonais (après Varsovie, Cracovie et Katowice) en termes de volume du trafic de passagers, il a accueilli en 2010 2 232 590 passagers nationaux et internationaux.

### Ports maritimes

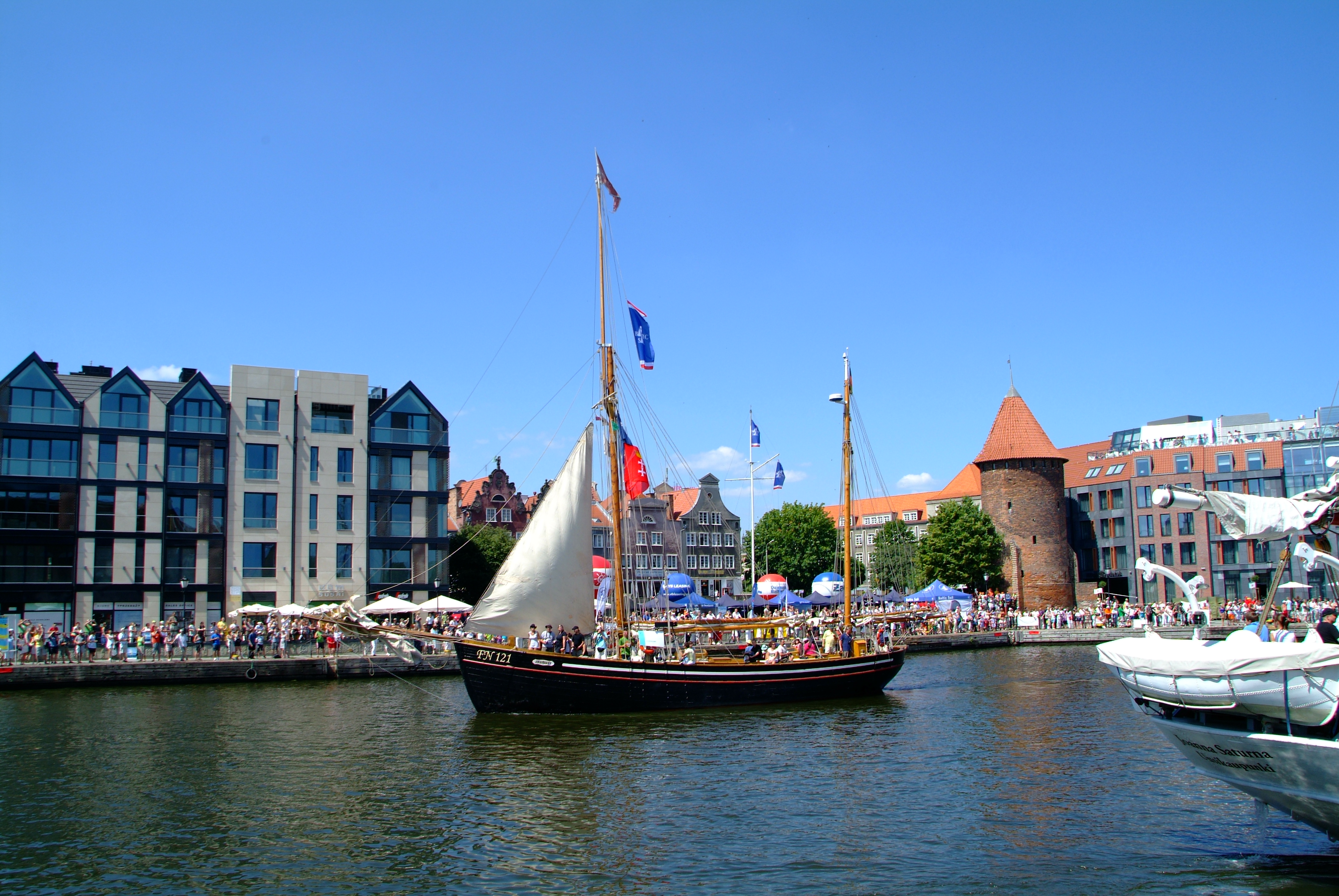
Rybackie Pobrzeże.

Le port de Gdańsk est le plus grand port de la Pologne. En 2008, il a réalisé un tonnage de 17,07 millions de tonnes.
Le vieux port de Gdańsk abrite le trafic local, en particulier les itinéraires de visite du port, ainsi que les liaisons jusqu'à Westerplatte, Sopot et Gdynia (exploitées par la compagnie maritime de Gdańsk). En outre, le port assure l'amarrage des bateaux de plaisance.
Le nouveau port de Gdańsk (Nowy Port Gdański), dispose d'un terminal passagers, d'où partent les ferries pour la Suède (via la société Polferries).

#### Chemins de fer

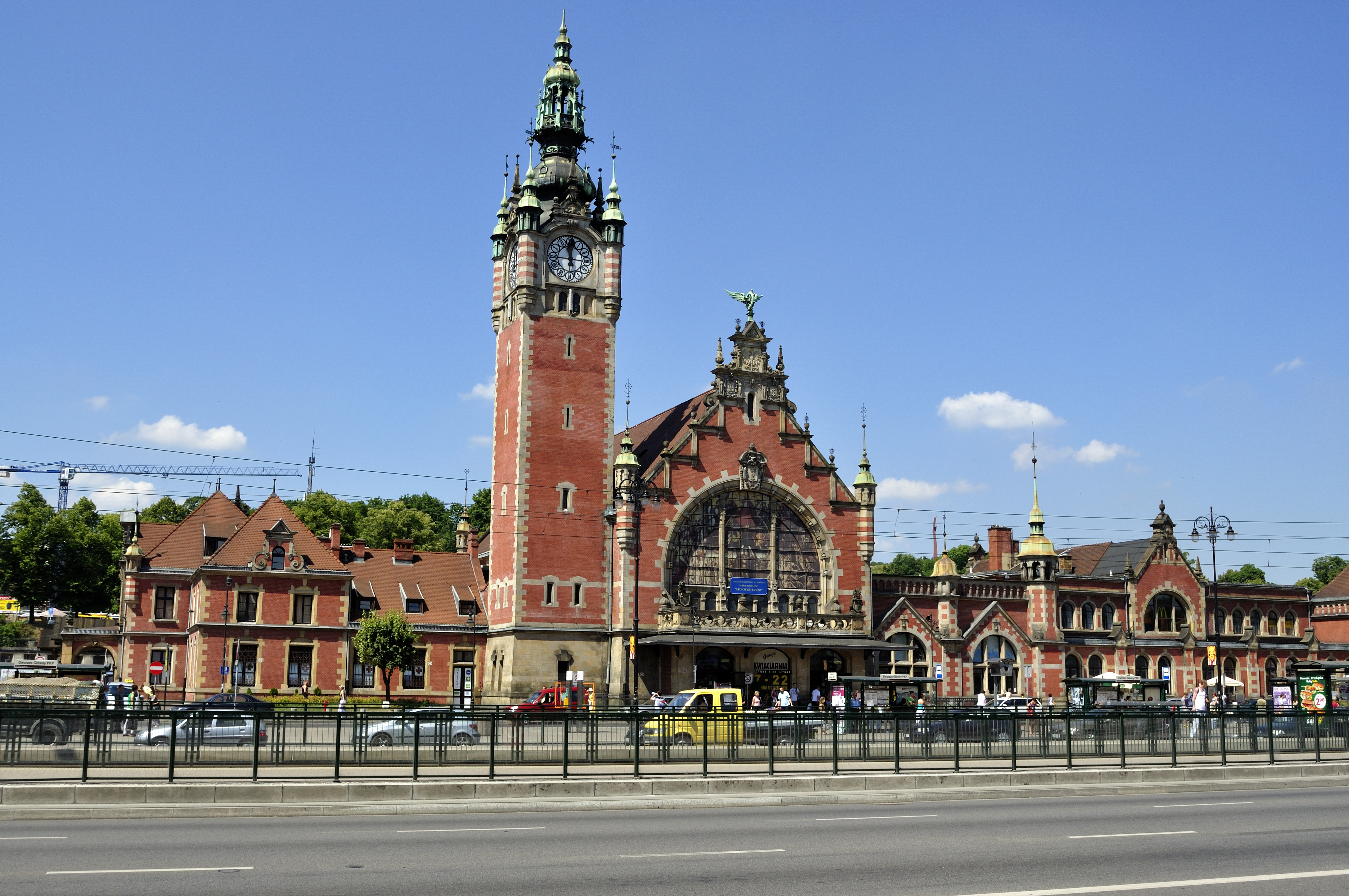
La gare centrale de Gdańsk.

L'arrivée du chemin de fer a été célébrée à Gdańsk le 6 août 1852, la ville se trouvant sur l'itinéraire du chemin de fer de Prusse orientale. La ligne avait son origine à Berlin, passait par Gdańsk et arrivait à Königsberg (aujourd'hui Kaliningrad). Gdańsk est une importante plaque tournante pour les trafics ferroviaires voyageurs et marchandises. La ville est rejointe par quelques-unes des principales lignes ferroviaires en Pologne et est reliée à toutes les grandes villes du pays. La gare centrale (Gdańsk Główny) est la principale de la ville et l'une des plus grandes en Pologne.
Gares principales à Gdańsk :
- Gdańsk Główny (gare centrale) ;
- Gdańsk Oliwa ;
- Gdańsk Wrzeszcz.

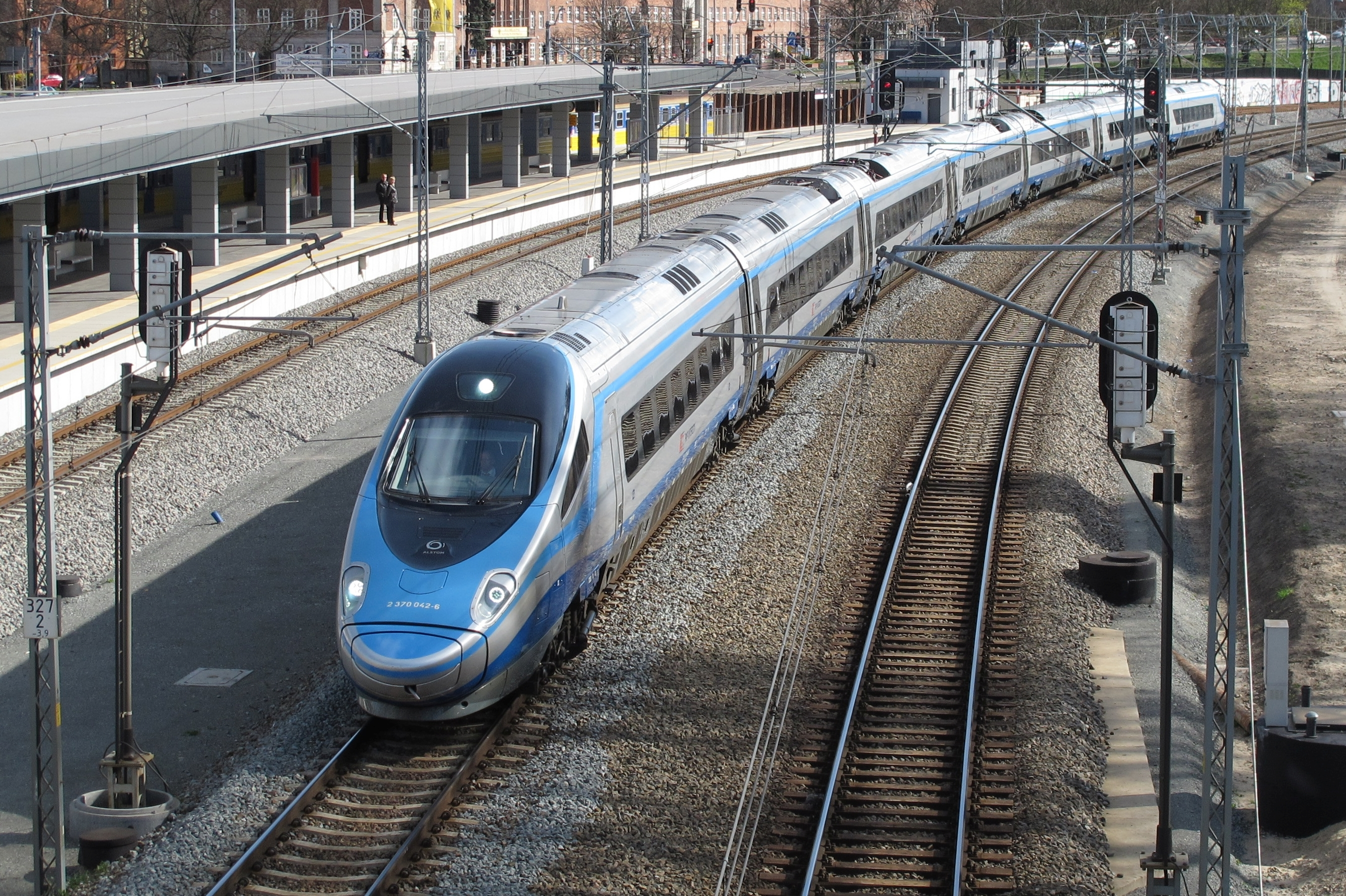
Pendolino ETR460 polonais à Gdańsk.

Après la guerre, un service de desserte de la banlieue, le SKM (Szybka Kolej Miejska), fut créé pour satisfaire les besoins croissants de transports dans l'agglomération. Exploité par PKP, le réseau national, il est devenu le chemin de fer le plus important de la région pour le transport de passagers. Le SKM est un réseau de banlieue, reliant Gdańsk à l'agglomération de la Tricité. Initialement, le réseau reliait seulement Gdańsk, Sopot et Gdynia, mais a été étendu plus tard aux villes de Słupsk, Lębork, Wejherowo et Tczew. Cependant, l'itinéraire Gdańsk - Rumia représente le trafic le plus important. Le réseau bénéficie d'un service cadencé, l'intervalle allant de six minutes à une heure, selon la ligne et le moment de la journée.
Metropolitan Railway Poméranie projette actuellement un chemin de fer métropolitain de Poméranie (Pomorska Kolei Metropolitalna), ce sera un train de banlieue reliant le centre de Gdańsk et la partie sud de la ville (aéroport-Lech Walesa), une extension vers Gdynia et Żukowo restant à l'étude. Ce projet de chemin de fer est le plus grand investissement d'infrastructure de la voïvodie de Poméranie, au coût total de 760 millions de zlotys. La fin des travaux est prévue pour 2015.

#### Bus
La principale entreprise locale de transport public par autobus est le ZTM (ZKM). Le réseau couvre toute la zone de la ville de Gdańsk, relie également la ville de Sopot, Gdynia, Żukowo et Kolbudy. Le réseau de bus de Gdansk est divisé en: 73 lignes permanentes, 11 lignes de service nocturne et deux lignes saisonnières.

#### Tram

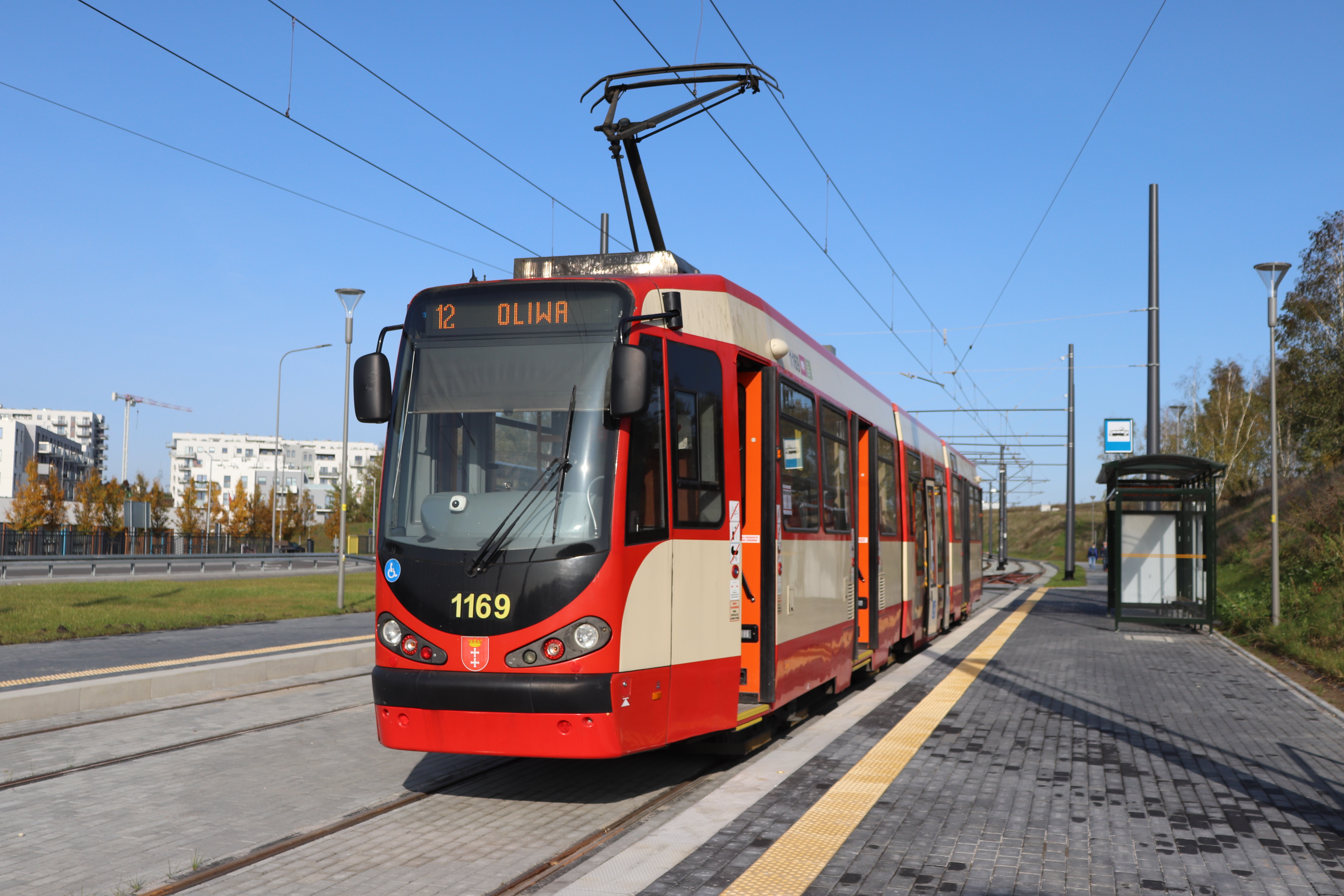
Tram de Gdańsk.

Le premier tramway est entré en service le 23 juin 1873. Le service de tramway a été entièrement détruit en avril 1945, après cette catastrophe commença alors la reconstruction du réseau, qui ne rentrera en fonction qu'en 1947.
Actuellement, la société appartenant ZTM exploite 126 tramways, sur un réseau de 116,7 km de voies avec 211 arrêts.

### Climat
| Mois                                | jan. | fév. | mars | avril | mai  | juin | jui. | août | sep. | oct. | nov. | déc. |
| ----------------------------------- | ---- | ---- | ---- | ----- | ---- | ---- | ---- | ---- | ---- | ---- | ---- | ---- |
| Température minimale moyenne (°C)   | −3,8 | −3,1 | −0,7 | 3,1   | 7,9  | 11,1 | 13,6 | 13,2 | 9,9  | 5,6  | 1,2  | −2,2 |
| Température maximale moyenne (°C)   | 1,4  | 2,3  | 6,1  | 11,4  | 16,7 | 19,6 | 22,2 | 22,2 | 17,7 | 12,6 | 6,1  | 2,5  |
| Précipitations (mm)                 | 28,7 | 22,5 | 27,9 | 31,2  | 54,8 | 68   | 68,4 | 69,2 | 63,9 | 49,3 | 46,4 | 38,8 |
| Nombre de jours avec précipitations | 17   | 14,7 | 14,7 | 12,2  | 12,8 | 14,4 | 13   | 13,9 | 13,2 | 15   | 17   | 18,1 |

## Toponymie
Le nom est d'origine slave, la racine proto-slave gъd désignant les terrains humides et les marécages. L'étymologie exacte n'a pas été déterminée clairement. La ville est mentionnée pour la première fois sous le nom de Gyddanyzc, dans La Vie de Saint-Adalbert,.
Durant son histoire, la ville fut connue sous les noms Kdansk, Gdanzc, Dantzk, Dantzig, Dantzigk, Danzig, Dantiscum, Dantzick, Gédanie et Gedanum.

## Histoire
| Appartenances historiques Royaume de Pologne 997–1227 Duché de Poméranie 1227–1294 Royaume de Pologne 1294–1308 État teutonique 1226-1466 Royaume de Pologne (Prusse royale) 1466-1569 République des Deux Nations (voïvodie de Poméranie) 1569-1793 Royaume de Prusse (province de Prusse-Occidentale) 1793–1807 République de Dantzig 1807-1814 Royaume de Prusse (province de Prusse-Occidentale) 1814-1823 Royaume de Prusse (province de Prusse) 1824–1878 Royaume de Prusse (province de Prusse-Occidentale) 1878–1918 Ville libre de Dantzig 1919–1939 Reich allemand (Reichsgau de Danzig Westpreußen) 1939–1945 Pologne populaire (voïvodie de Gdańsk) 1945–1975 Pologne populaire (voïvodie de Gdańsk) 1975–1990 Pologne (voïvodie de Poméranie) 1990-présent |

### Moyen Âge

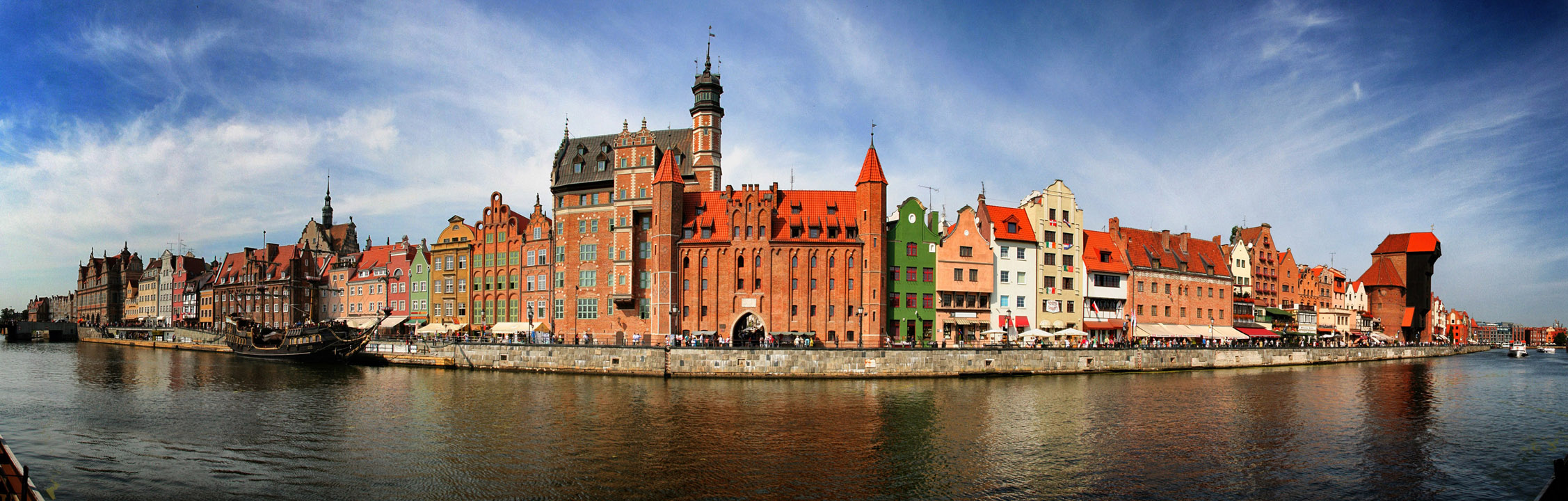
La vieille ville.

Les recherches archéologiques indiquent qu'un bourg de pêcheurs et d’artisans poméraniens, dont sont issus les Cachoubes actuels, existe depuis le VIIe siècle. Un château fortifié (grod) y fut construit par le duc de Poméranie aux environs de 980. Le bourg est fréquenté tôt par des commerçants vikings et allemands. Gdańsk est citée pour la première fois en 997, (Gyddanyzc urbs) dans l’Histoire de la Mission d’Adalbert de Prague, qui essaie en vain d’introduire le christianisme en Poméranie et en Prusse.
Gedania (en latin) obtient le statut de ville avec le droit de Lübeck en 1224. En 1295, elle passe avec sa province sous suzeraineté polonaise. Ladislas Ier de Pologne, attaqué par le Brandebourg, fait appel à l'Ordre. Le 14 novembre 1308, les chevaliers Teutoniques s’emparent de Gdańsk en chassant le duc de Poméranie, massacrent ses habitants et conservent la région (après les massacres de Człuchów (Schlochau) et Tczew (Dirschau) et l'Accord de Soldin de 1309). De ce fait même, la ville est annexée à l'Etat teutonique. Les chevaliers de l’Ordre agrandissent la ville en 1311 et la fortifient en 1314.
La population, en plus des Cachoubes, est alors largement formée de colons allemands : marchands, paysans, moines. C'est un des points d'appui du Drang nach Osten germanique au Moyen Âge. Dantzig adhère à la Hanse en 1310, devenant rapidement une des principales villes de l'association. Après le dernier congrès de la ligue en 1669, elle reste unie aux trois villes de Lübeck, Hambourg et Brême (jusqu'au XIXe siècle, on nomme ces quatre cités les villes hanséatiques). Du XIIIe au XVIIe siècle, c'est une des places commerciales les plus importantes pour l'échange des marchandises dans le trafic entre l'est, le nord et l'ouest de l'Europe.

### Renaissance et époque moderne

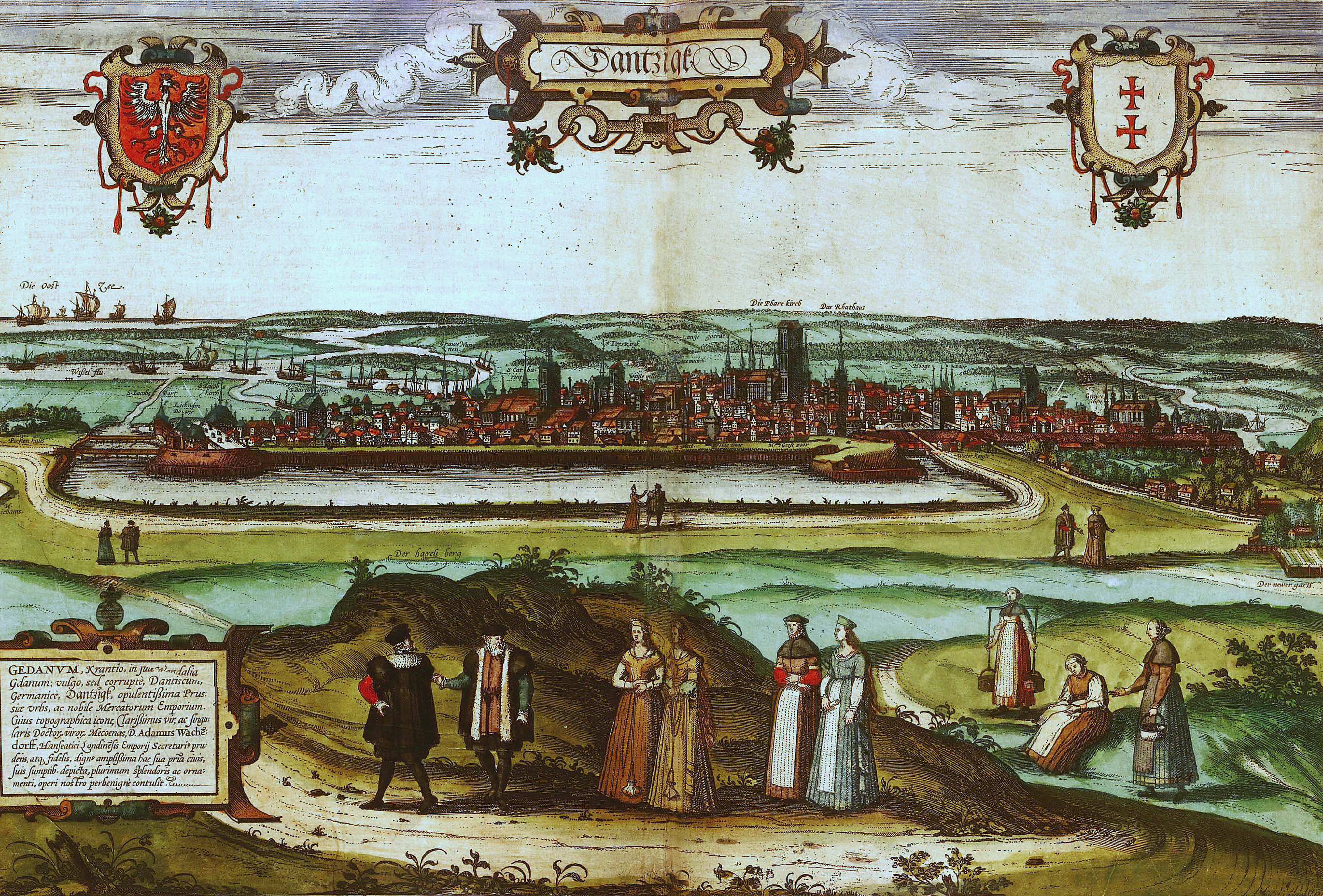
Gdańsk en 1575

En 1454, le Conseil municipal, membre de la Confédération prussienne, mécontent de la tutelle teutonique, déclara prendre pour souverain le roi de Pologne, ce qui provoqua la guerre de Treize ans.
De 1466 à 1793, Dantzig avec une population à majorité allemande, avait un statut de ville libre au sein de la Prusse royale, puis de la voïvodie de Poméranie dans la république nobiliaire de Pologne. La ville comptait environ 35 000 habitants à la fin du XVe siècle.
Ayant refusé en 1575 de reconnaître Étienne Bathory, elle eut à soutenir la guerre contre ce monarque, qui s'en empara en 1577.
Durant la guerre de Succession de Pologne, Stanislas Leszczyński, beau-père de Louis XV, s'y réfugia en 1734 et y soutint un siège, dans lequel intervinrent, sans succès, des troupes françaises.

### Époque contemporaine

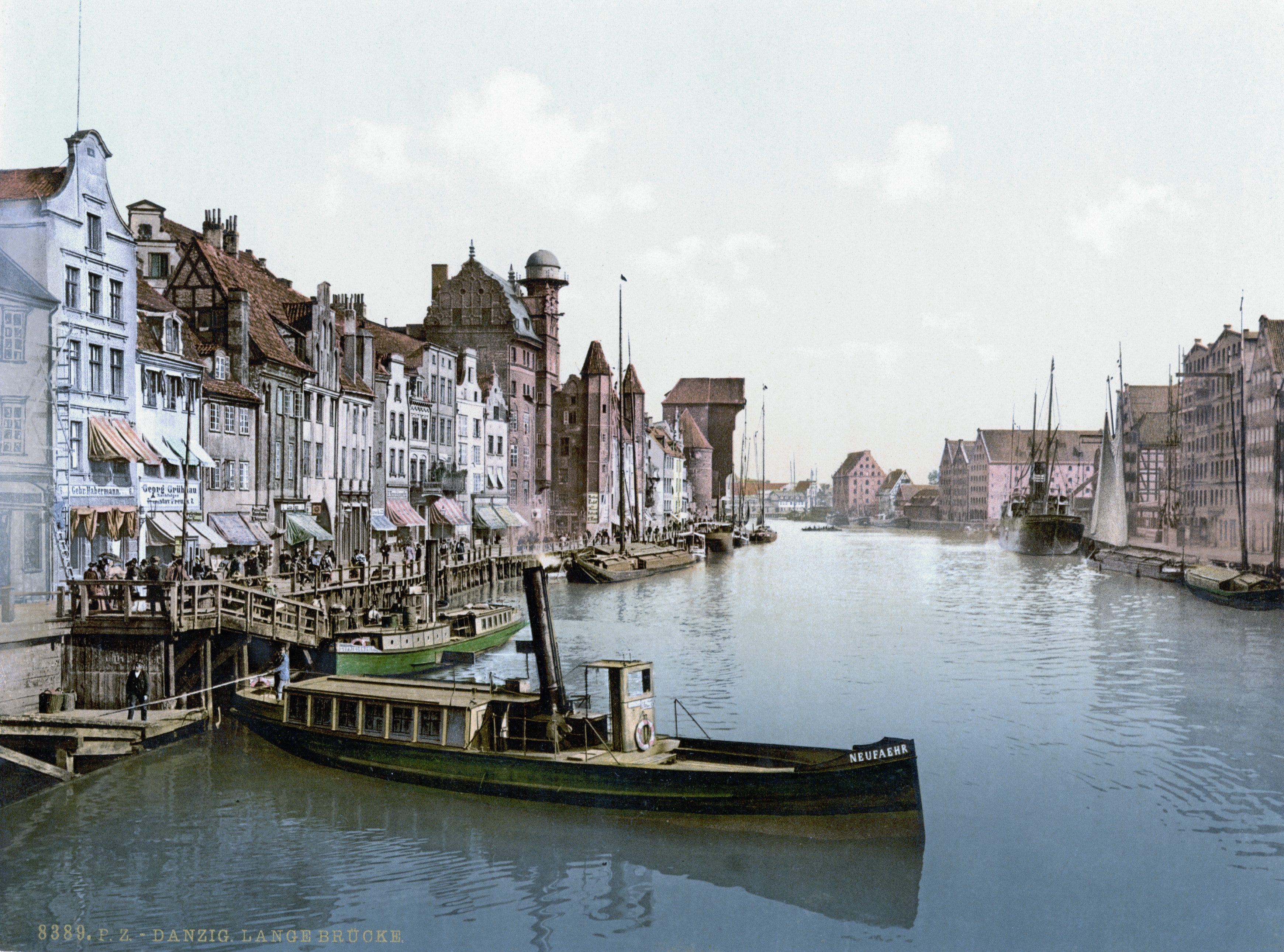
Dantzig en 1900.

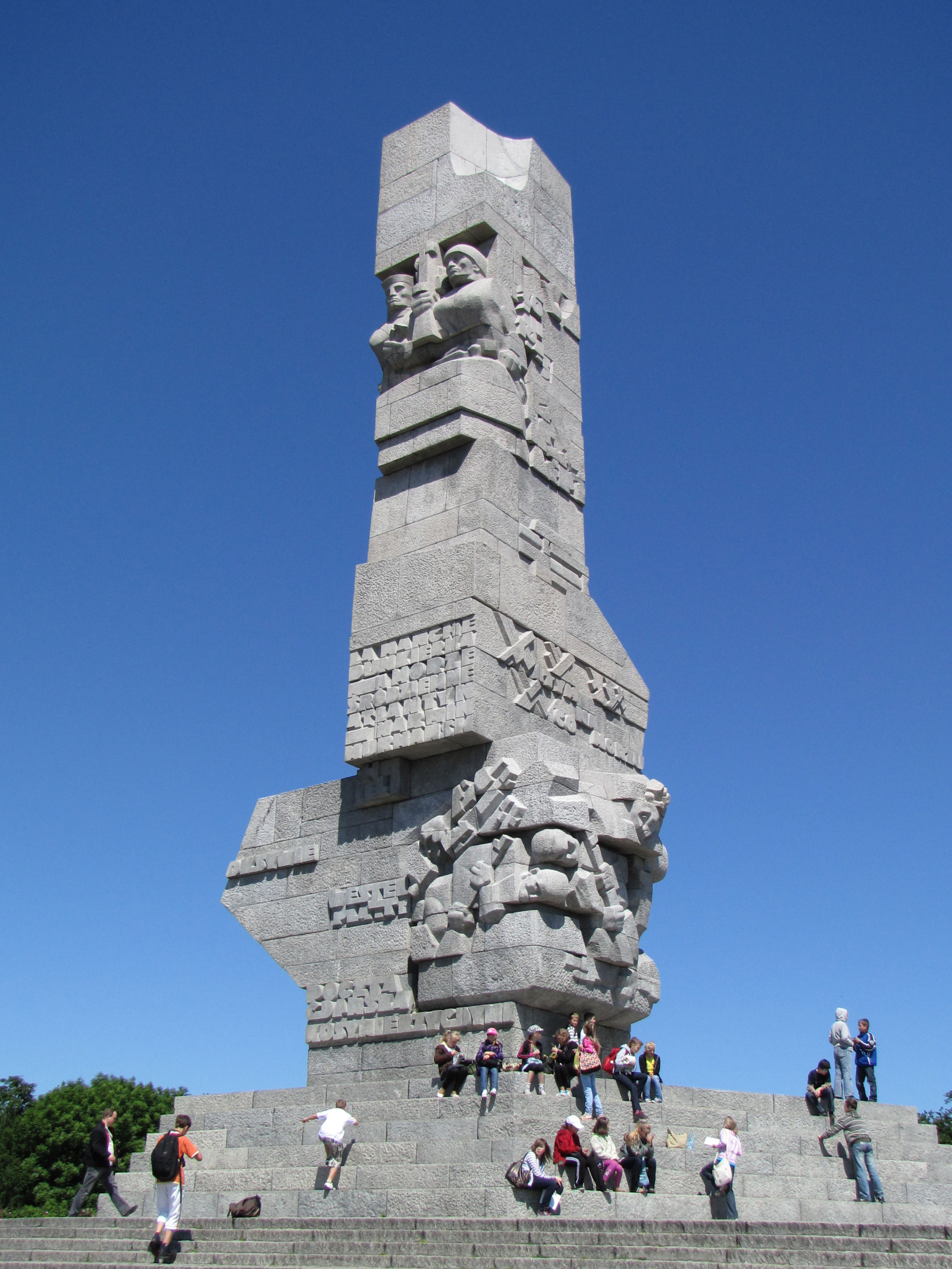
Westerplatte, monument des morts lors de la défense du littoral polonais en septembre 1939.

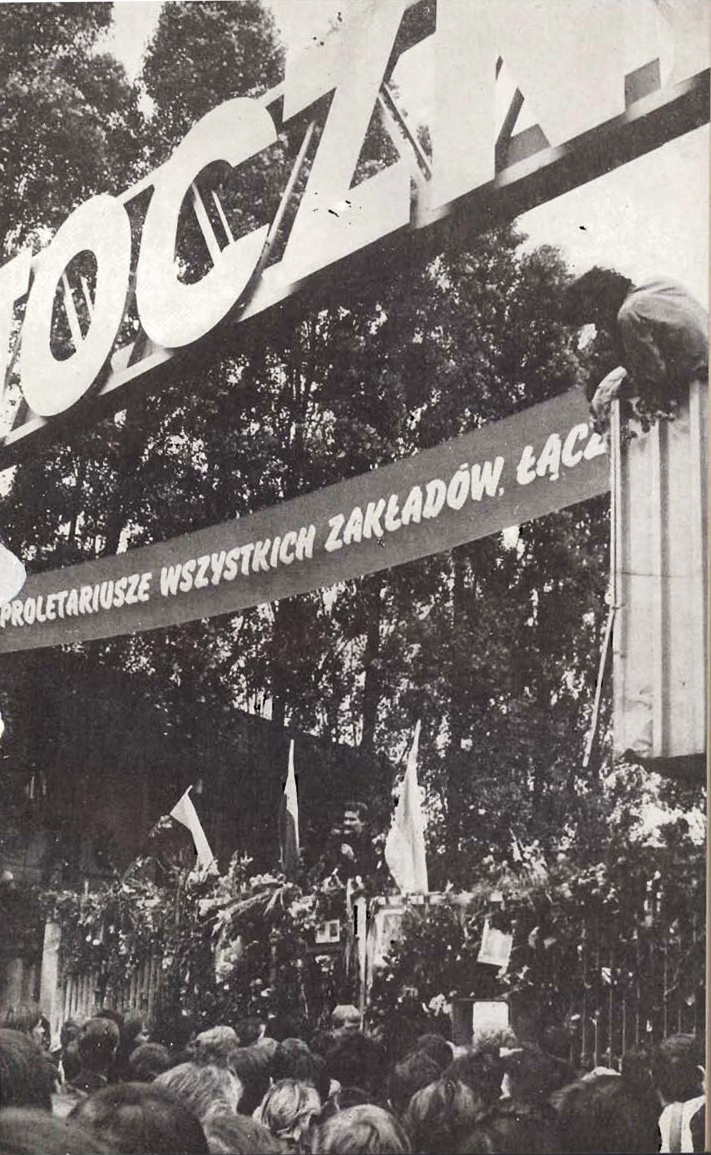
Portail 2 du chantier naval de Gdańsk pendant la grève - Lech Wałęsa parle.

La ville est annexée à la Prusse pendant le deuxième partage de la Pologne en 1793. Elle devint la capitale de la Prusse-Occidentale jusqu'à 1919 (traité de Versailles), avec une brève interruption sous Napoléon entre 1807 et 1813. En 1807, le maréchal Lefebvre mena victorieusement le siège de Dantzig. Il fut récompensé avec le titre de duc de Dantzick. Par la paix de Tilsitt, conclue la même année, Dantzig, déclarée ville libre, sous la protection de la Prusse et de la Saxe (dont le roi était également duc de Varsovie), conserva cependant une garnison française. Les puissances coalisées la reprirent en 1813 après un long siège soutenu par Rapp ; elle fut rendue à la Prusse qui en fit le chef-lieu de la province de Prusse-Occidentale (Westpreussen).
Le traité de Versailles de 1919 fit de Dantzig, alors peuplée par une large majorité allemande, une ville libre, sous le contrôle de la Société des Nations à partir de 1920. La Pologne était cependant responsable de la cité-État dans divers domaines, notamment en ce qui concernait sa politique extérieure.
En septembre 1939, la Seconde Guerre mondiale commença par le bombardement de la garnison polonaise sur la proche presqu'île de Westerplatte, puis Dantzig fut occupé par l'Allemagne.
À la fin de la Seconde Guerre mondiale, la ville partiellement détruite se retrouvait occupée par les troupes soviétiques, la population allemande ayant fui ou en ayant été expulsée. À la suite des conférences entre les Alliés, la ville fut de nouveau rattachée à la Pologne et renommée officiellement sous son nom polonais de Gdańsk. Les bâtiments historiques du centre-ville furent reconstruits, alors que les quartiers nouveaux furent édifiés plus près du littoral de la mer Baltique.
Le port de Gdańsk devint le plus important du pays. En décembre 1970, des ouvriers des chantiers navals de Gdańsk constituèrent un syndicat indépendant et se révoltèrent contre les dirigeants communistes à la suite de hausses des prix. La répression fit officiellement 44 morts et de nombreux blessés. Le 16 mai 2001, le général Jaruzelski, alors ministre de la Défense, fut accusé d'avoir ordonné aux troupes d'ouvrir le feu sur la foule. Soutenus par leurs collègues de Szczecin et de Silésie, les ouvriers de Gdańsk ont été le porte-parole de la révolte des Polonais face au régime communiste. En 1980, le syndicat Solidarność et son leader Lech Wałęsa conduisirent une révolte similaire dans les chantiers navals de la ville. En 1989, la Pologne devint une démocratie, ce qui permit à Gdańsk un développement rapide et son entrée dans l'économie de marché capitaliste.
Gdańsk est surnommée la capitale mondiale de l'ambre.

## Politique et administration

### Liste des maires
| Période | Période  | Identité              | Étiquette | Qualité                           |
| ------- | -------- | --------------------- | --------- | --------------------------------- |
| 1998    | 2019     | Paweł Adamowicz       | PO        | Mort assassiné en cours de mandat |
| 2019    | en cours | Aleksandra Dulkiewicz | PO        | Réélue en 2024                    |

### Jumelages
La ville de Gdańsk est jumelée avec:
| Ville | Ville               | Pays | Pays        | Période                     |
| ----- | ------------------- | ---- | ----------- | --------------------------- |
|       | Astana,             |      | Kazakhstan  | depuis 1996                 |
|       | Barcelone           |      | Espagne     | depuis 1990                 |
|       | Bourgas             |      | Bulgarie    | depuis le 13 juin 2023      |
|       | Brême,              |      | Allemagne   | depuis le 12 avril 1976     |
|       | Bytów               |      | Pologne     |                             |
|       | Cleveland,          |      | États-Unis  | depuis le 20 septembre 1990 |
|       | Elseneur            |      | Danemark    | depuis 1992                 |
|       | Gand                |      | Belgique    | depuis 2009                 |
|       | Kaliningrad,        |      | Russie      | 15 mars 1993 - 2022         |
|       | Kalmar,             |      | Suède       | depuis le 17 mai 1991       |
|       | Marseille,          |      | France      | depuis le 22 mai 1992       |
|       | Navapolatsk         |      | Biélorussie | depuis 2009                 |
|       | Newcastle upon Tyne |      | Royaume-Uni | depuis 2001                 |
|       | Nice,               |      | France      | depuis le 14 mai 1999       |
|       | Odessa,             |      | Ukraine     | depuis le 7 juin 1996       |
|       | Omsk,               |      | Russie      | depuis le 2 août 2008       |
|       | Palerme             |      | Italie      | depuis 2005                 |
|       | Rijeka              |      | Croatie     |                             |
|       | Rotterdam,          |      | Pays-Bas    | depuis le 27 janvier 1997   |
|       | Rouen               |      | France      | depuis 1992                 |
|       | Saint-Pétersbourg,  |      | Russie      | 19 avril 1997 - 2022        |
|       | Sefton,             |      | Royaume-Uni | depuis le 18 mars 1993      |
|       | Shanghai            |      | Chine       | depuis 2004                 |
|       | Turku,              |      | Finlande    | depuis 1987                 |
|       | Vilnius,            |      | Lituanie    | depuis le 27 août 1998      |

## Population et société

### Démographie
Selon les données du GUS (pl).

### Sports

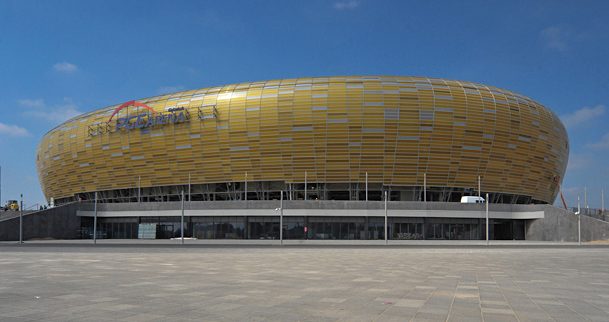
PGE Arena Gdańsk.

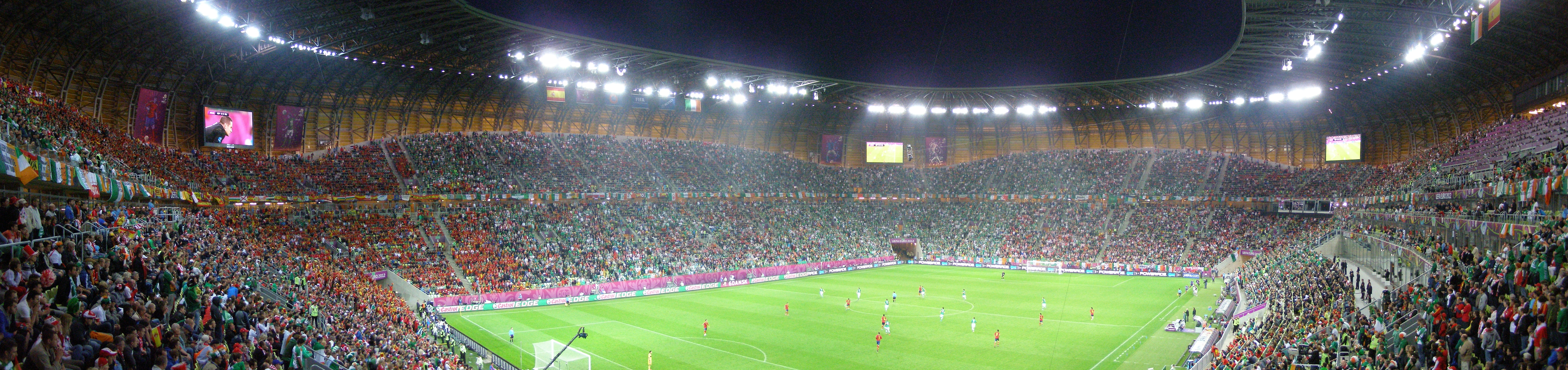
L'intérieur du stade.

La ville abrite de nombreux clubs sportifs professionnels, dans toutes les catégories. Le club de football le plus important est Lechia Gdańsk, fondée en 1945, la première division de la ligue polonaise. La société est basée dans le nouveau stade PGE Arena Gdańsk, qui a accueilli le Championnat d'Europe de football 2012. Le stade a été conçu pour ressembler à l'ambre, qui se trouve en abondance sur la côte de Poméranie. Il est également l'un des stades les plus modernes dans le monde et est également considéré comme l'un des plus beaux stades d'Europe.

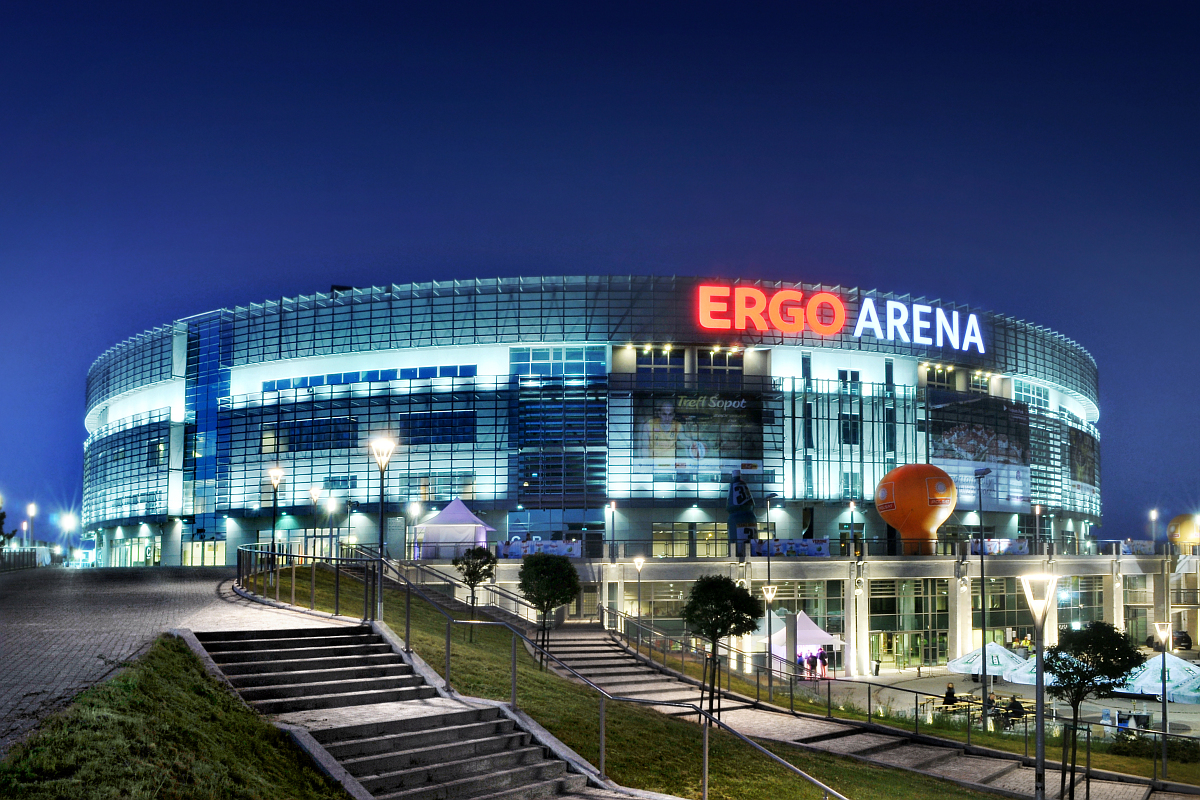
Ergo Arena.

En plus de PGE Arena Gdansk, Gdansk a de nombreuses autres installations sportives y compris le Stade MOSiR actuellement utilisé pour la formation de Lechia Gdańsk, tandis que l'une des plus grandes salles polyvalentes est Ergo Arena. Êant une ville maritime, il existe de nombreux clubs de voile, canotage, la natation et ainsi de suite.
Clubs sportifs à Gdansk :
- Lechia Gdańsk - le football
- Gedania Gdańsk - le football
- Pologne Gdańsk - le football
- GKS Wybrzeże - speedway
- Gdański Auto Moto Klub - Motocross
- Stoczniowiec Gdańsk - le hockey
- Trefl Gdańsk - volley-ball
- GTS Gdańsk - volley-ball
- Seahawks Gdynia - le football
- TKKF Stoczniowiec Gdańsk - la boxe, le kick-boxing et de muay thai
- TKKF Carrefour de Gdansk - le football, etc.
- UKS Jasieniak - volley-ball
- Zabi Kruk - Canoe / kayak
- SMS Gdańsk - Handball
- AZS AWFiS Gdańsk - la gymnastique, le judo, l'athlétisme, la natation, le rugby, le tennis, le canotage et la voile
- Champion Gdańsk - kick-boxing et de muay thai
- GKS Morena - le football
- UKS Suchanik - volley-ball
- Gdański Klub Żeglarski- voile
- Gdańskie Boule - bols

Compétitions sportives à Gdansk :
- Championnats du monde de side-car cross de 2025

### Éducation
En 2008, Gdańsk a recensé 78 626 étudiants, ce qui en fait l'un des plus grands centres universitaires de Pologne.
Grandes universités de Gdańsk :
- Université de Gdańsk (Uniwersytet Gdański) ;
- École polytechnique de Gdańsk (Politechnika Gdańska) ;
- Université de Médecine de Gdańsk (Gdański Uniwersytet Medyczny) ;
- Académie d'Éducation Physique de Gdańsk (Gdańska Akademia Wychowania Fizycznego) ;
- Académie des Beaux-Arts à Gdańsk (Akademia Sztuk Pięknych) ;
- Université de musique (Akademia Muzyczna) ;
- Université du tourisme et de l'industrie d'hôtel à Gdańsk (Wyższa Szkoła Turystyki i Hotelarstwa w Gdańsku).

En plus des universités d’État, il y a aussi à Gdańsk quelques universités privées, ainsi que divers centres de recherche.

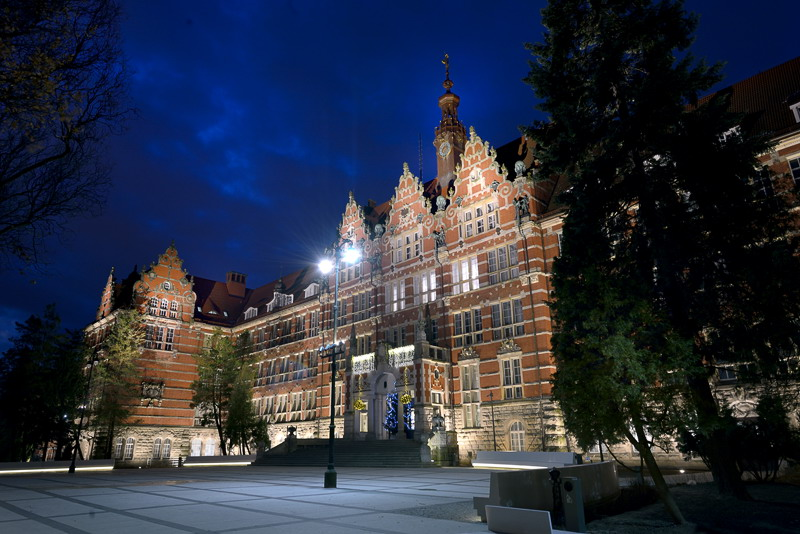
École polytechnique - le rectorat.
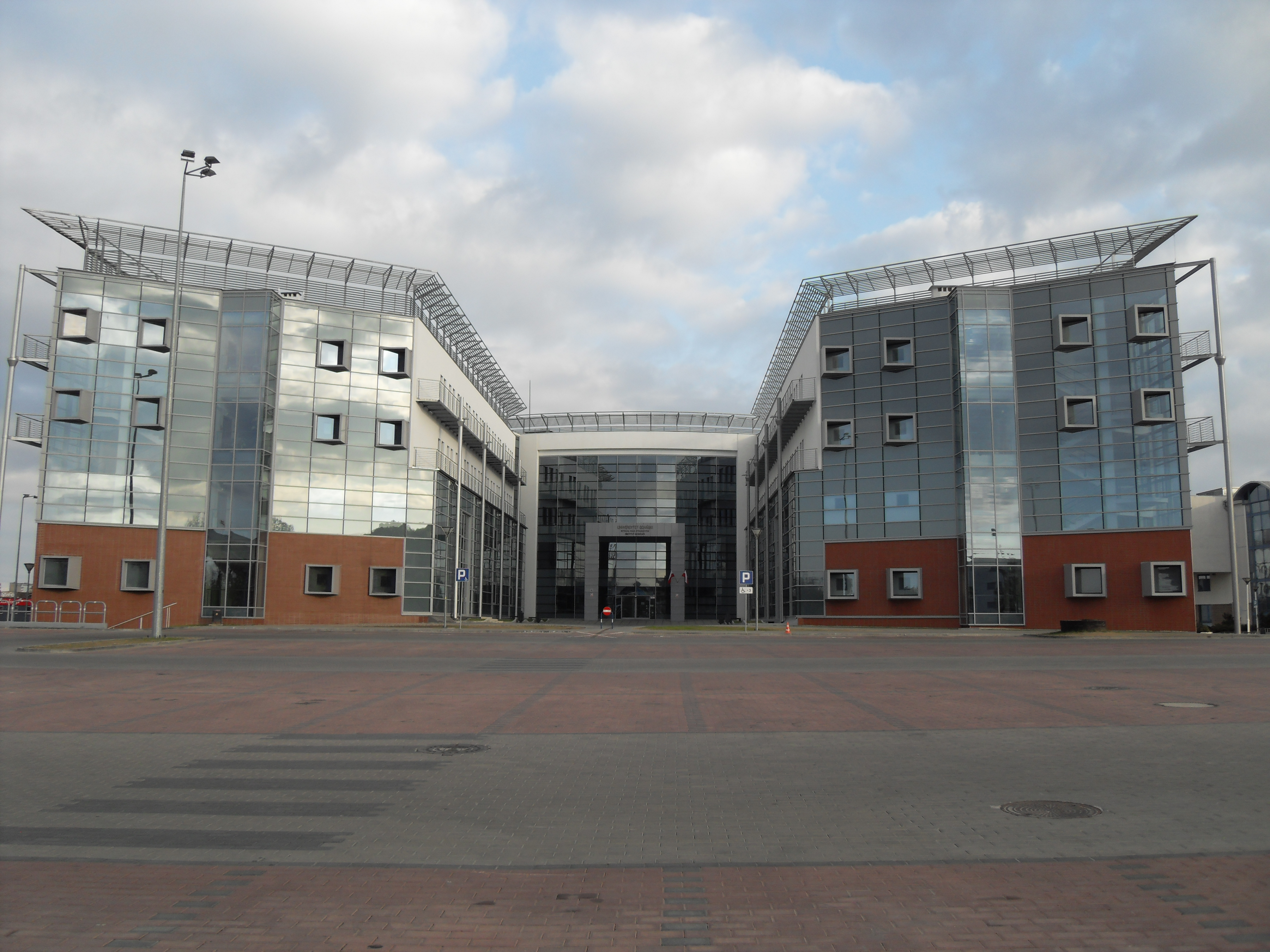
Université de Gdańsk - la faculté des sciences sociales.
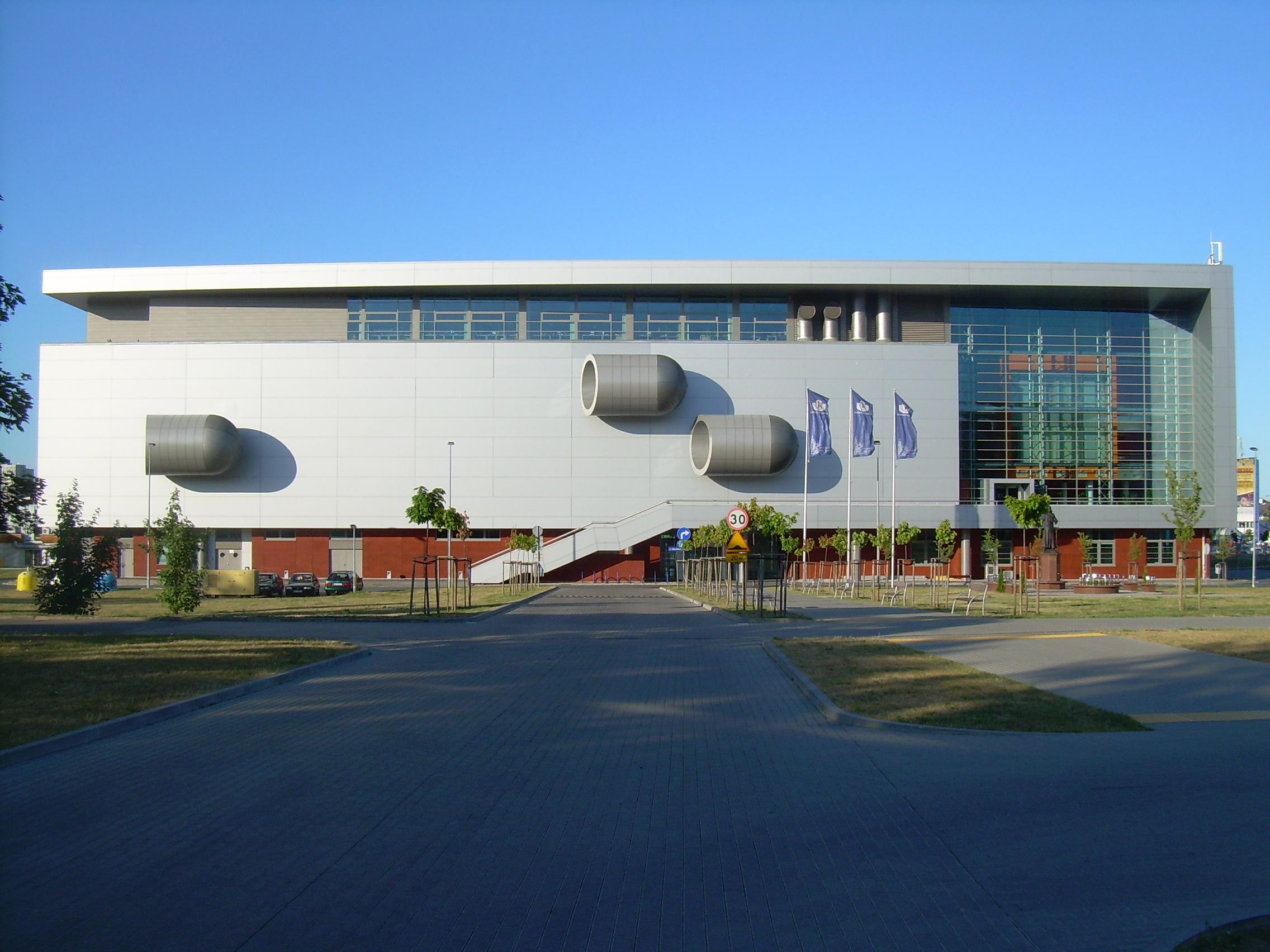
Bibliothèque de l'Université de Gdańsk.
École polytechnique de Gdańsk - la faculté de l'administration et l'économie.
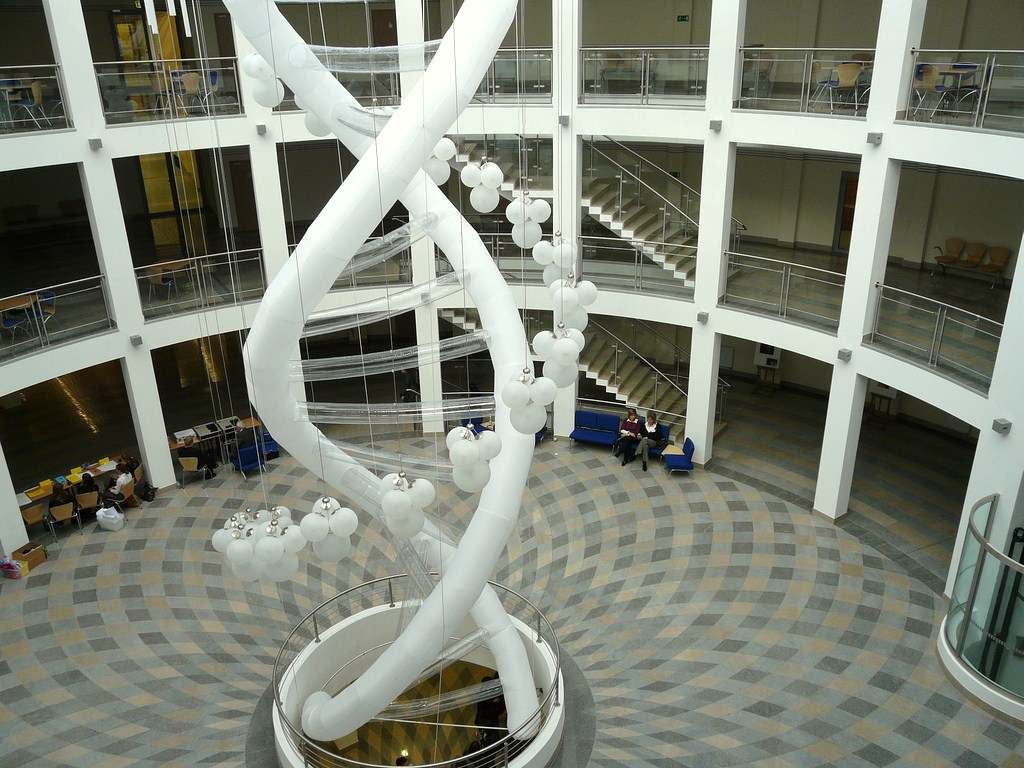
Université de Gdańsk - le patio.

## Économie

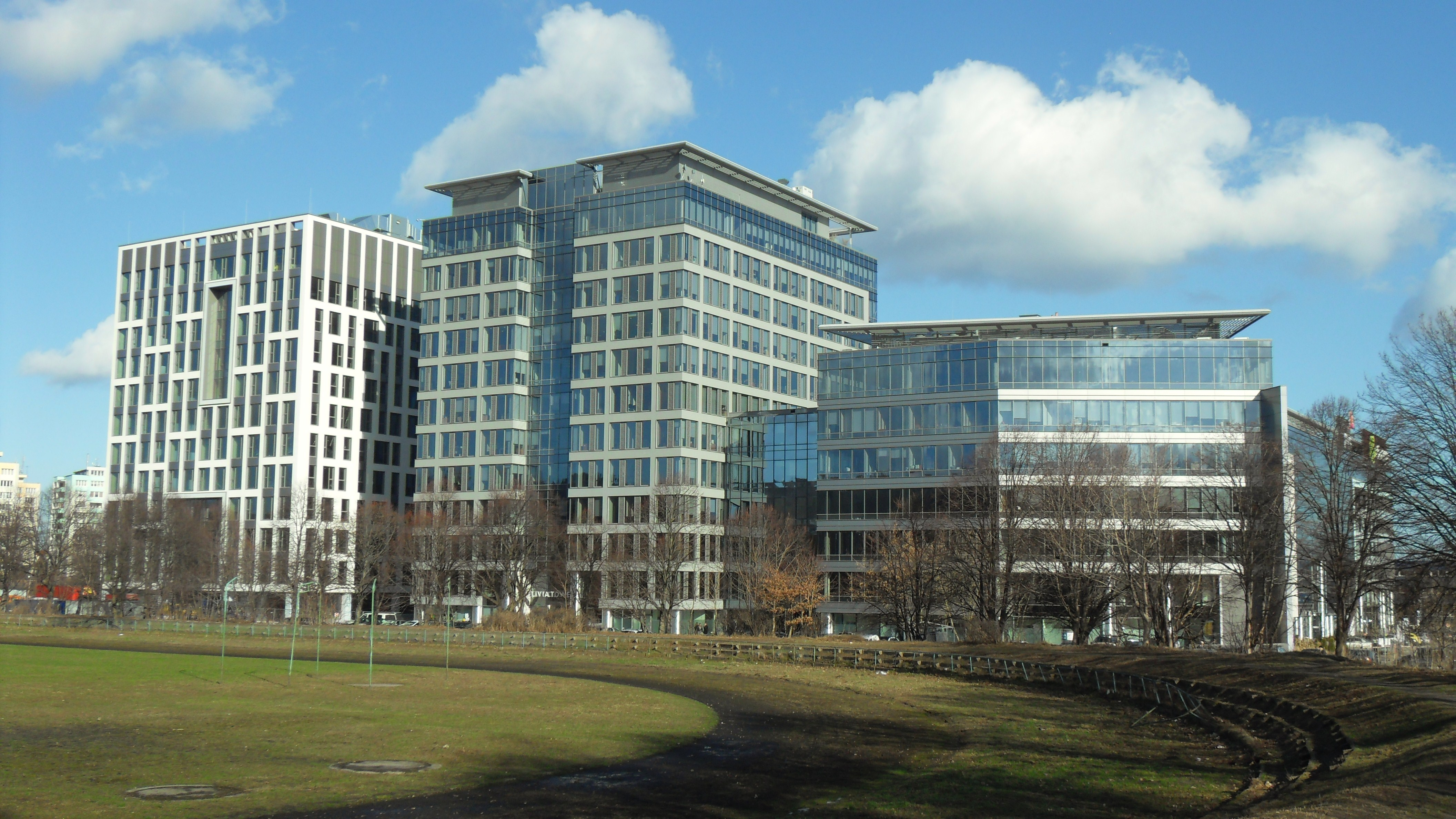
Olivia Business Centre

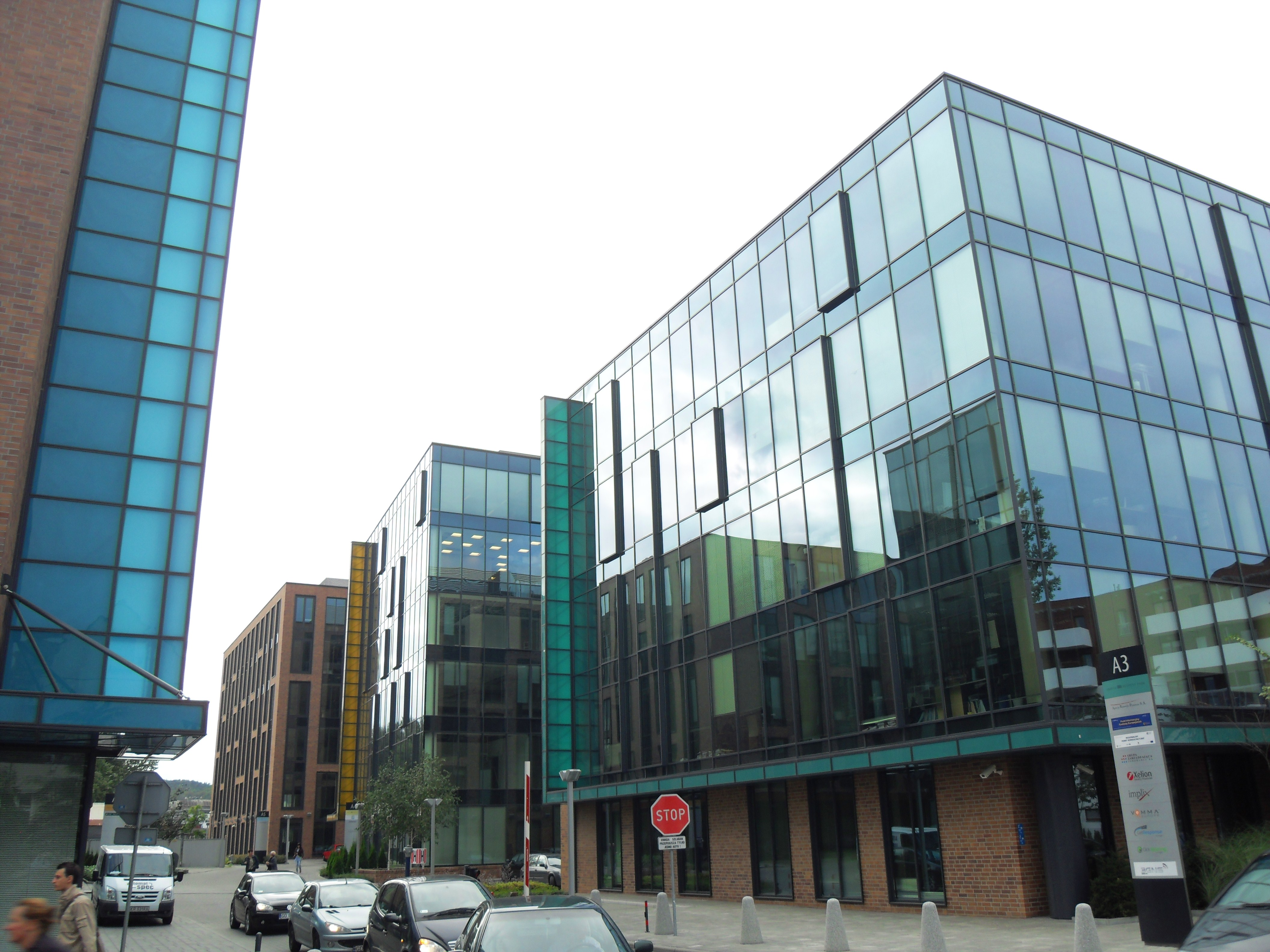
Arkońska Business Park

Le paysage industriel de la ville est dominé par la construction navale, l'industrie pétrochimique et chimique et par l'agrobusiness. Beaucoup d'entreprises sont actives dans le secteur high-tech, en particulier dans les secteurs de l'électronique, des télécommunications, du génie informatique, et des services Internet. Les secteurs de cosmétiques et pharmaceutiques sont aussi très développés.

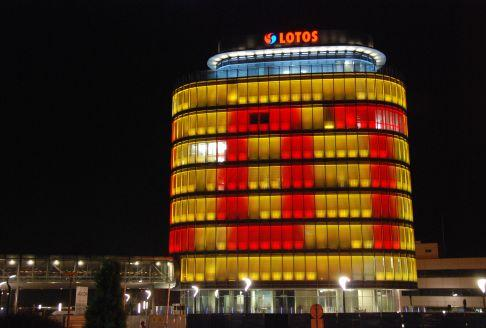
Siège du groupe Lotos.

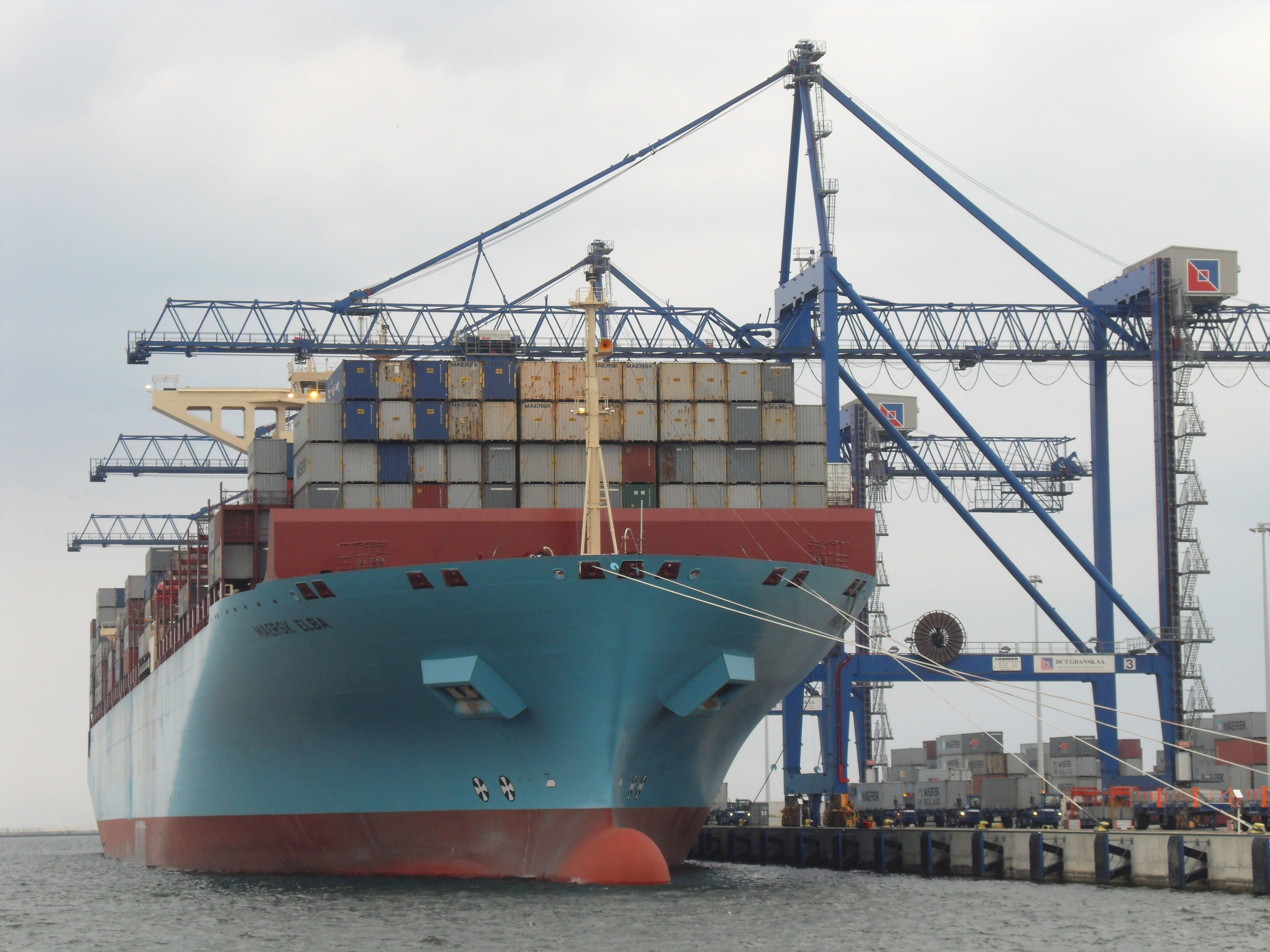
Le port de commerce de Gdańsk.

Le traitement de l'ambre est un élément fondamental de l'économie locale, comme dans la plupart des sites de production de cette oléorésine dans le monde. Il se trouve en abondance le long de la côte de la mer Baltique.

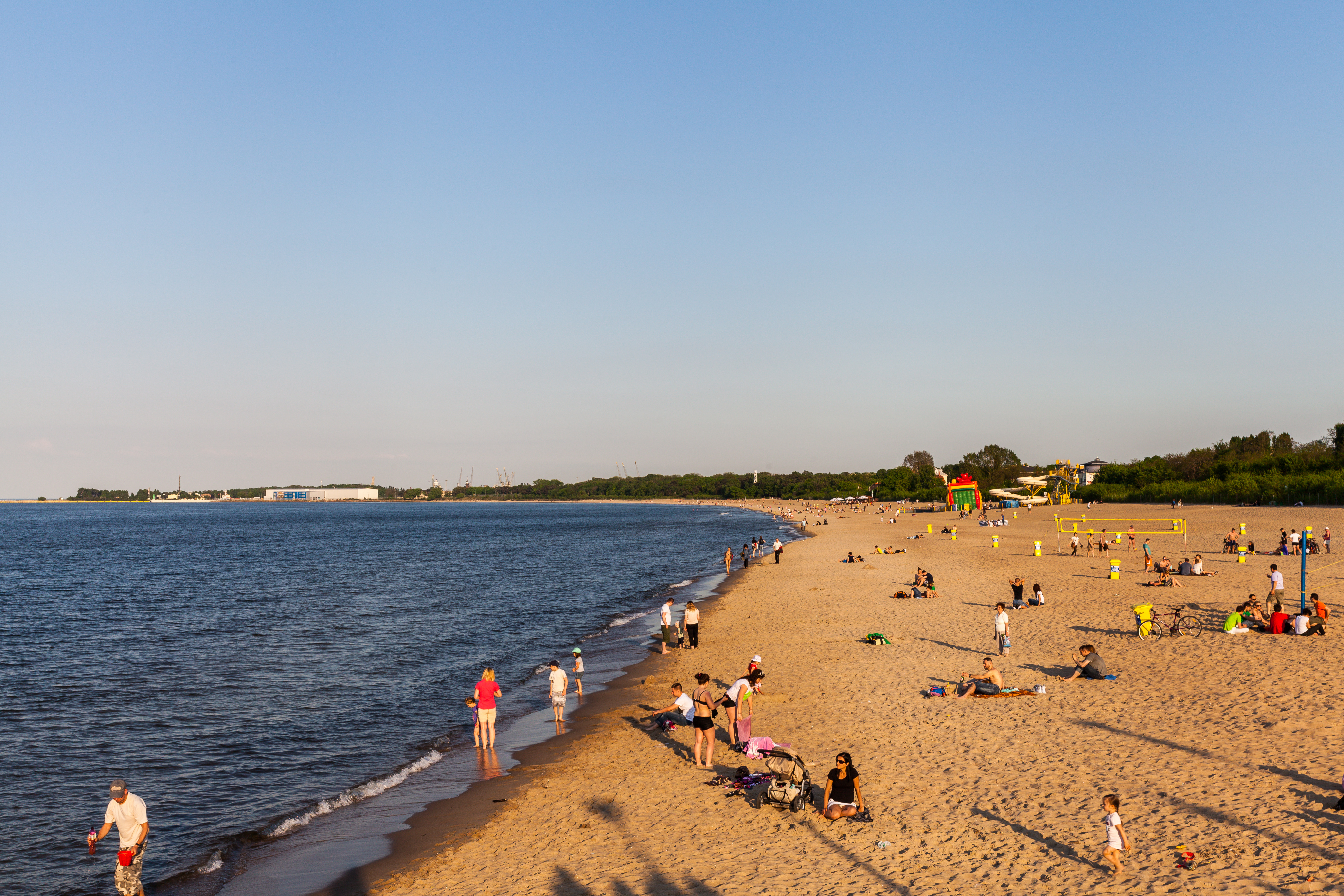
La plage de Gdańsk.

La voïvodie de Poméranie, Gdańsk et les deux autres villes composant la Tricité sont, durant les mois d'été, les principales destinations touristiques de millions de Polonais et citoyens de l'Union européenne, qui affluent vers les plages de la côte de la mer Baltique.
Pendant plus de trois cents ans, depuis le XVe siècle jusqu'au XVIIIe siècle, l'histoire de Gdańsk, grâce à son port et à ses exportations à travers l'Europe, a été une période intense de l'activité économique, ce qui a conduit au développement de la ville et à une croissance démographique.
Les principales entreprises présentes à Gdańsk sont :
- Grupa Lotos, la pétrochimie
- Petrobaltic, de la pétrochimie
- Elnord, de l'énergie
- Llentabhallen, acier
- Elektrociepłownie Wybrzeże, de l'énergie
- Energa commerce, de l'énergie
- PKN Orlen, la pétrochimie
- Fosfory Ciech, chimiques
- Compuware, high-tech
- Lufthansa Systems, high-tech
- Intel, high-tech
- IBM, high-tech
- FINEOS, high-tech
- Wirtualna Polska, services Internet
- Skanska, la construction
- Stocznia Gdańska, chantier naval
- Stocznia Północna, chantier naval
- Dr. Oetker, l'agro-industrie
- Stabilator, la construction
- Crist, chantier naval
- Glencore, négoce en matières premières

## Culture locale et patrimoine

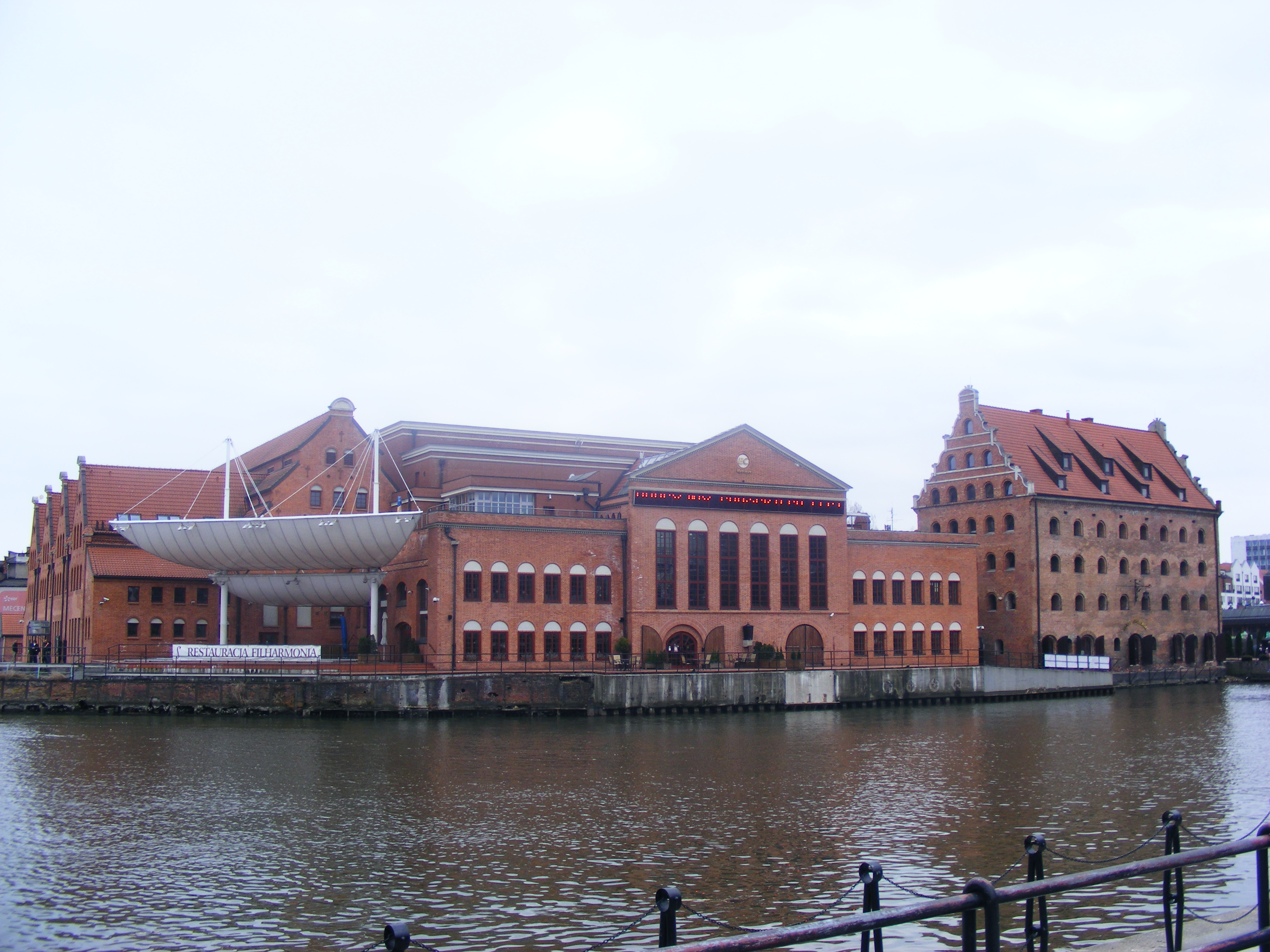
Orchestre philharmonique de la Baltique.

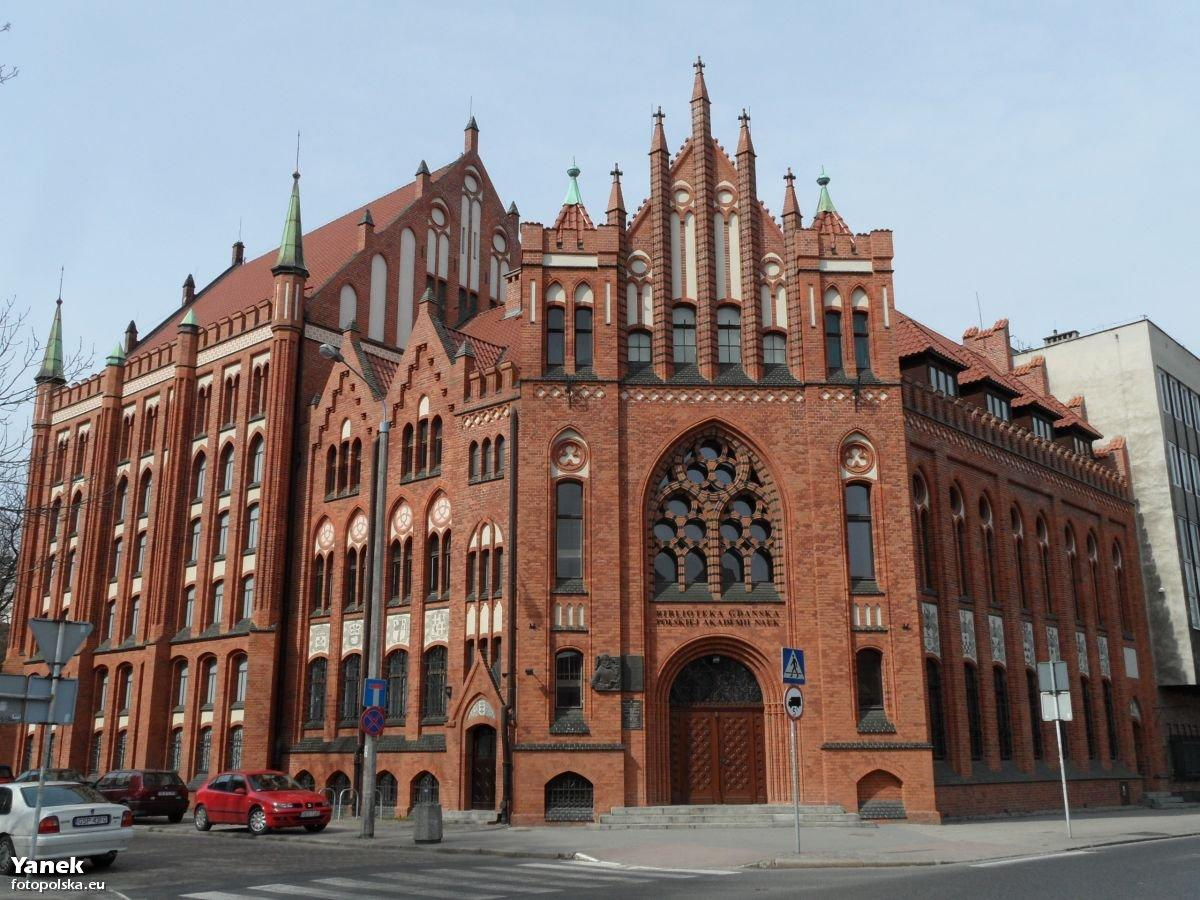
Gdańsk - Bibliothèque de l'Académie polonaise des sciences.

Gdańsk est un des plus grands centres culturels de la Pologne. Gdańsk possède de nombreux musées et théâtres, comme l'Opéra Baltica ou l'Orchestre philharmonique de la Baltique et de la Zoological Park Oliwa (le plus grand en Pologne).

### Festivals

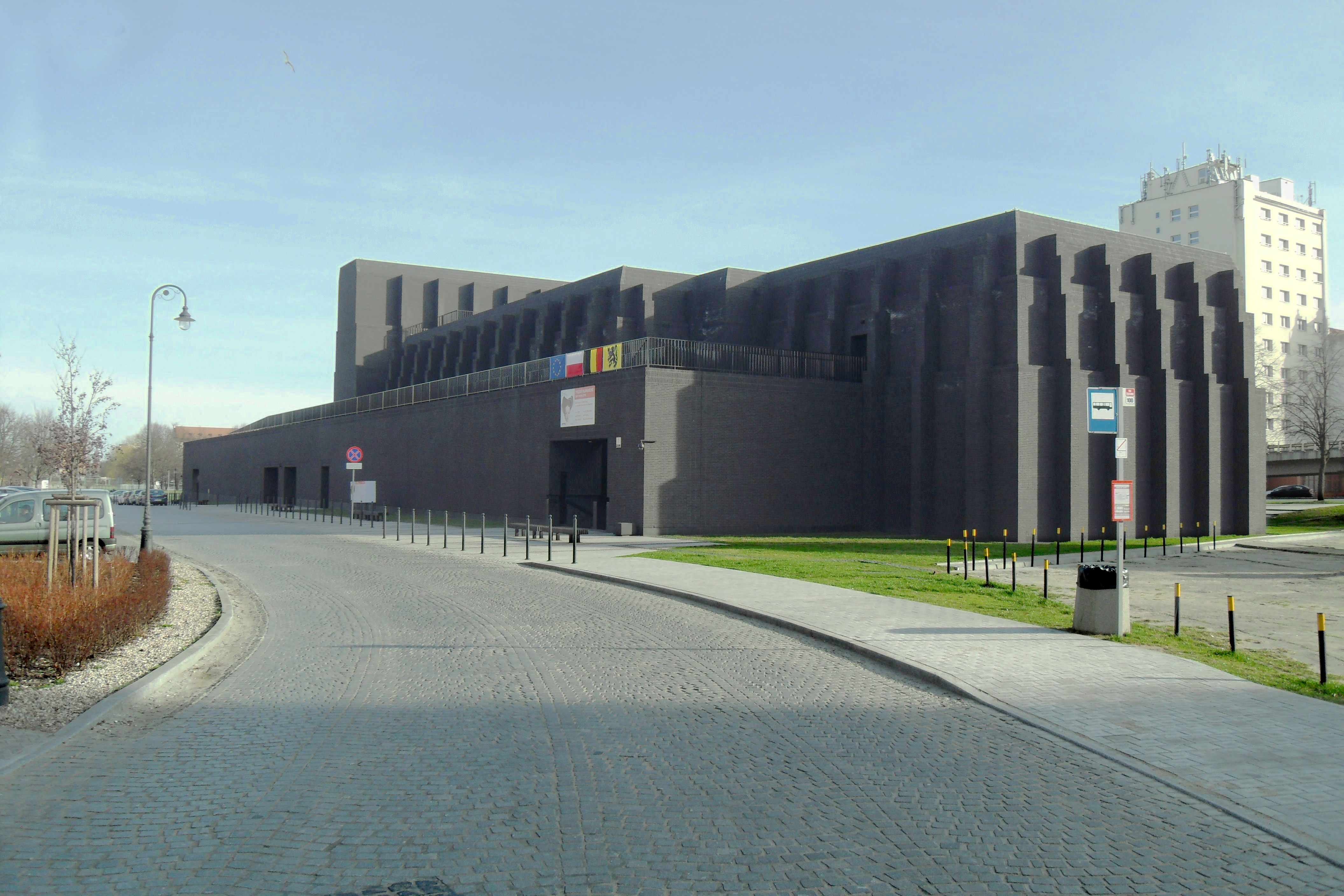
Le théâtre Szekspirowski.

Tout au long de l'année, de nombreux festivals et événements culturels se déroulent dans la cité. Au XVIe siècle, Gdańsk commença à accueillir le théâtre shakespearien lors de ses tournées à l'étranger. Depuis, un Festival Shakespeare a lieu chaque année. Actuellement, les représentations sont données au Shakespeare Theatre (Teatr Szekspirowski), un projet de l'architecte italien Renato Rizzi, qui visait à reconstruire le théâtre de Shakespeare dans son siège historique. Gdańsk dispose depuis 2014 d'un théâtre permanent en langue anglaise.

### Musées

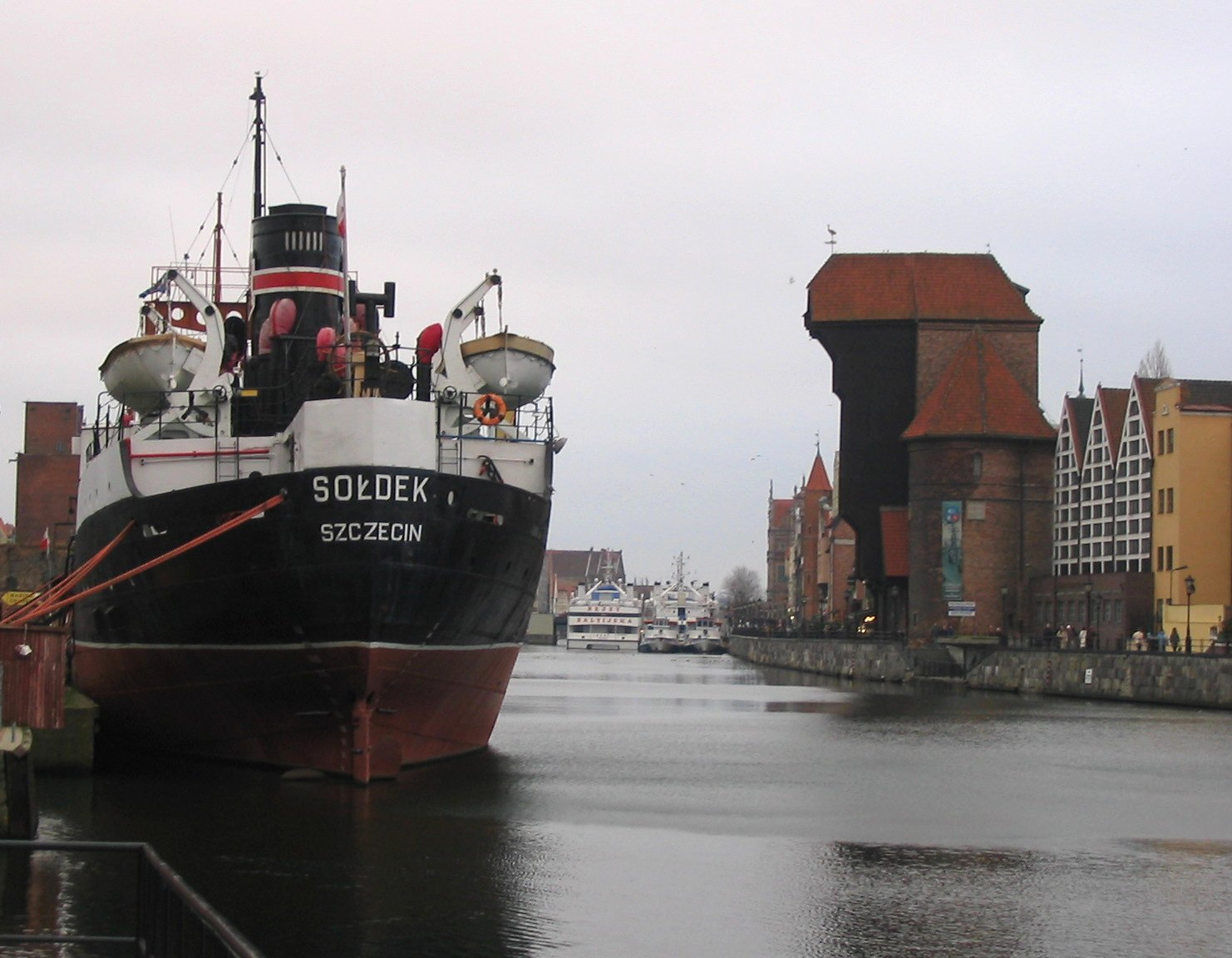
Le SS Sołdek - un navire musée ; premier navire polonais d'après-guerre, construit à Szczecin.

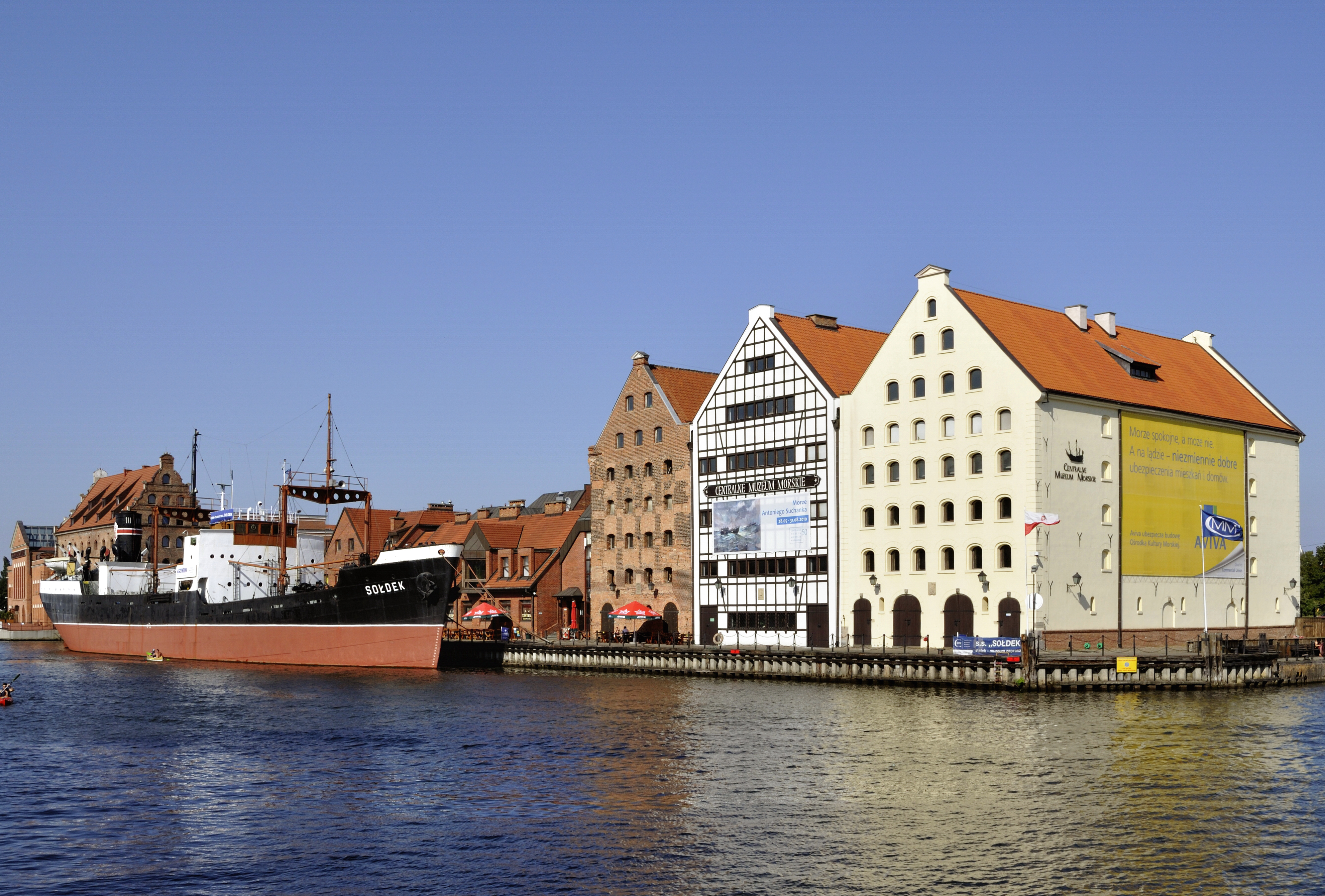
Greniers et navire-musée Sołdek.

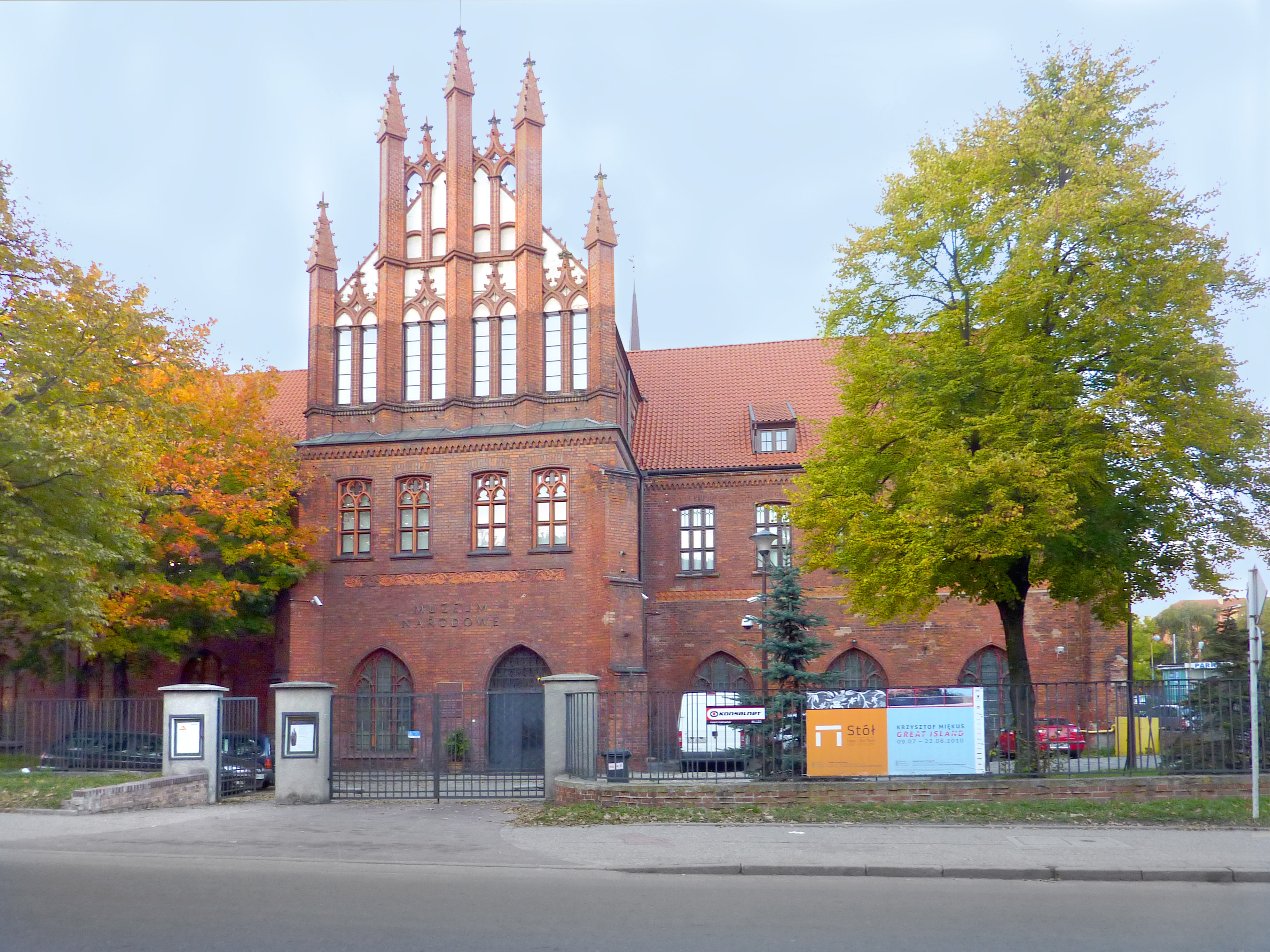
Musée National de Gdańsk.

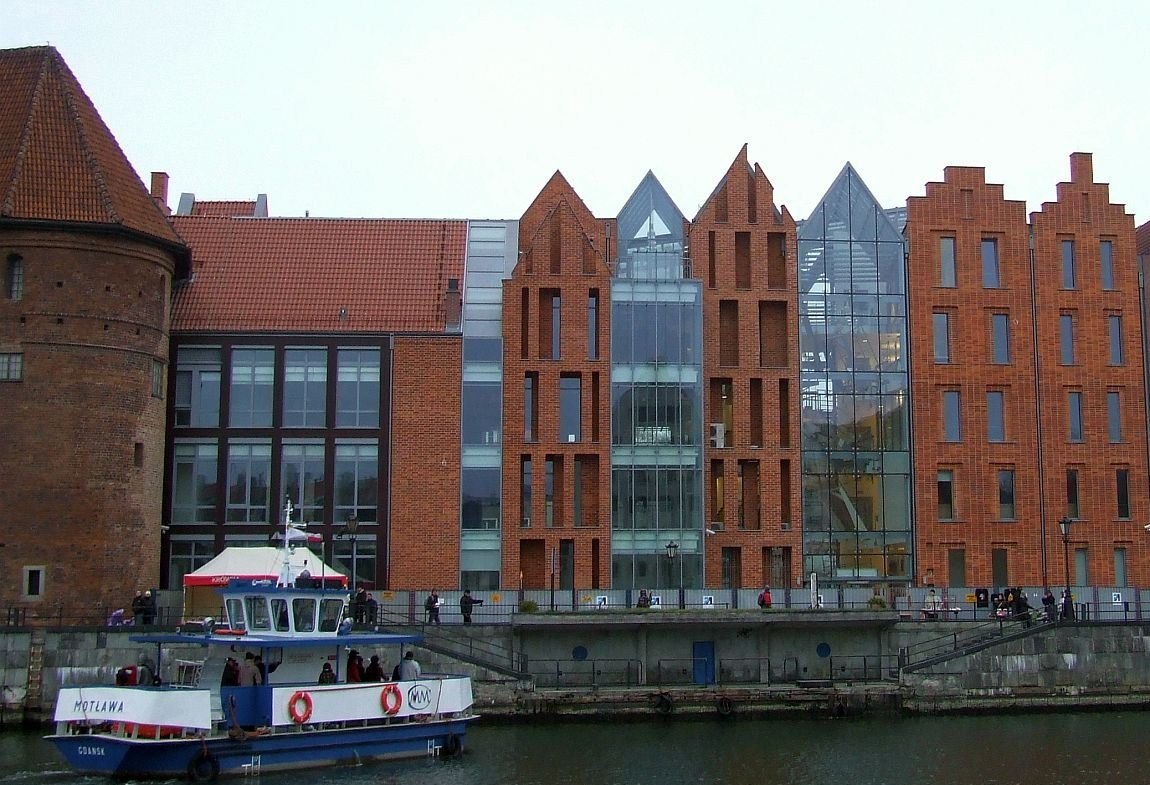
Musée maritime central.

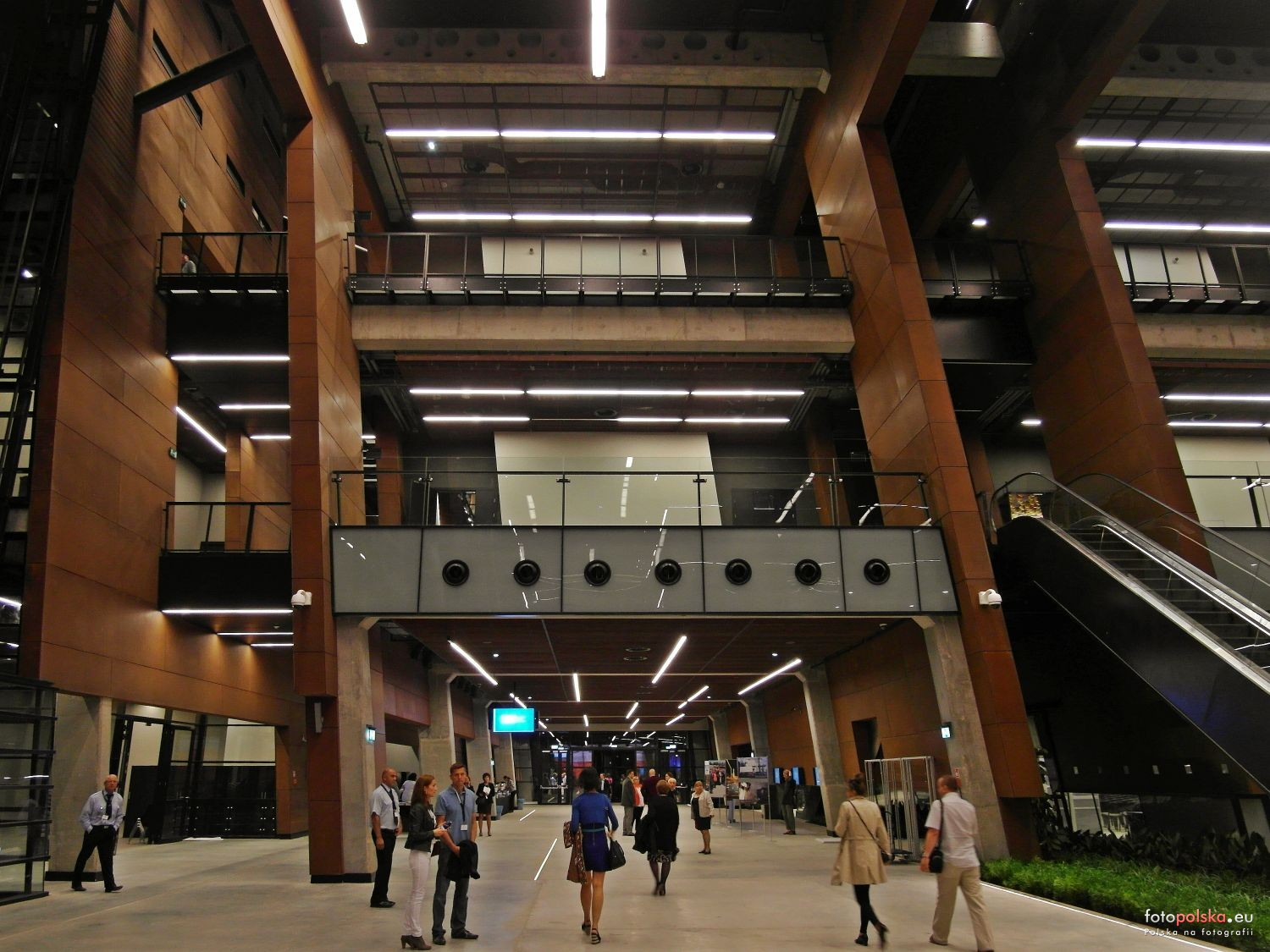
Centre européen de solidarité.

Grâce à son énorme patrimoine historique et culturel, la ville est le foyer de nombreux musées abritant des œuvres de grande valeur artistique et culturelle. Le Musée historique de Gdańsk préserve des monuments et bâtiments de grande valeur, il est divisé en plusieurs parties qui constituent son patrimoine artistique: la cour d'Artus, la maison Uphagen, etc. Le Musée National de Gdańsk contient un certain nombre d'importantes œuvres, comprenant le Jugement dernier de Hans Memling, et est divisé en plusieurs secteurs, telles que: le Département d'Art Ancien et le Département d'art, etc. Le Musée Maritime Central à Gdansk est situé à proximité des installations portuaires, et traite de l'histoire maritime de la ville. Le musée possède plusieurs sites comme le S/S bateau-musée Soldek, ancré sur la rivière Motława, qui a été le premier navire construit en Pologne après la guerre 1939-1945.
Le « Centre de la solidarité européenne » (Europejskie Centrum Solidarności) est le musée consacré au mouvement syndical « Solidarność ». Sa vocation est de promouvoir et de préserver le patrimoine de « Solidarność » pour les générations futures.
En outre, un musée de la Seconde Guerre mondiale (Muzeum II Wojny Światowej w Gdańsku) est ouvert à Gdańsk depuis 2017, qui fournit un témoignage fort de la violence qui s'est produite dans la ville au cours de la Seconde Guerre mondiale.
Les grands musées de la ville sont :
- Musée National de Gdańsk (Muzeum Narodowe w Gdańsku), à la Porte Verte, et ses diverses branches ;
- Musée historique de Gdańsk (Muzeum Historyczne Miasta Gdańska) et ses diverses branches ;
- Musée maritime national de Gdańsk (Narodowe Muzeum Morskie w Gdańsku) et ses diverses branches ;
- Musée archéologique de Gdańsk (Muzeum Archeologiczne w Gdańsku).

Il y en outre un musée du jouet.

### Musique
Gdańsk possède un ensemble musical, le Goldberg Baroque Ensemble, qui se consacre à l'interprétation de la musique ancienne de Gdańsk et de la Baltique,,. Ses enregistrements ont été publiés par les labels polonais Dux et Sarton dans la série Héritage musical de la ville de Gdańsk (Muzyczne Dziedzictwo Miasta Gdańska) qui présente des œuvres musicales dont les partitions sont conservées dans la collection de la bibliothèque de Gdańsk de l'Académie polonaise des sciences, et par le label MDG (Musikproduktion Dabringhaus Und Grimm) dans la série Musica Baltica,,,.

### Monuments et lieux d'intérêt
Gdańsk est considérée comme la deuxième ville de Pologne (après Cracovie), pour l'importance de son patrimoine historique et culturel. La ville a plusieurs beaux bâtiments et monuments de style gothique, Renaissance, maniériste et baroque. L'architecture de Gdańsk est le résultat de l'héritage laissé par les nombreuses cultures d'Europe du Nord qui, au cours des siècles, se sont installées dans cette ville: allemande, polonaise, écossaise, flamande et néerlandaise (mennonites). Cette diversité a contribué à laisser à la ville une forte empreinte architecturale, encore très visible de nos jours et qui est plus marquée à Gdańsk que dans les autres villes polonaises. Gdańsk abrite également certains des plus beaux exemples de l'architecture gothique baltique en brique, comme la Basilique de Sainte-Marie, ou du maniérisme du nord, exprimé quant à lui à travers la Porte dorée, un résultat dû à la présence dans la ville de quelques-uns des artistes et architectes les plus célèbres de ce dernier courant. Bien qu'une reconstruction minutieuse ait laissé de vastes ensembles d'architecture contemporaine, Gdańsk reste aujourd'hui l'un des exemples les plus importants du style flamand, néerlandais et nord-allemand en Europe centrale et orientale. L'alignement des façades fait se succéder des pignons à gradins aux pignons à volutes, très caractéristiques de l'architecture du nord de l'Europe et notamment des anciennes villes hanséatiques. Sa richesse et ses monuments historiques étant mondialement reconnus, il a été récemment proposé d'inclure la ville historique de Gdańsk sur la liste des sites du patrimoine mondial de l'UNESCO.

#### Architecture civile
Les parties historiques de Gdańsk comprennent la Ville Principale et la Vieille Ville de Gdańsk, Westerplatte et Oliwa. Parmi les monuments les plus importants, nous incluons :
- Fontaine de Neptune (Fontanna Neptuna[52])
- Porte Dorée (Brama Złota)
- Rue Longue (Ulica Długa)
- Rue Piwna (Ulica Piwna)
- Rue Mariacka (Ulica Mariacka[53])
- Maison Uphagen (Dom Uphagena)
- Hôtel de Ville (Ratusz Głównego Miasta)
- Place Długi Targ (Długi Targ)
- Maison Anglaise (Dom Angielski)
- Palais des Abbés d'Oliwa (Pałac Opatów)
- Grand Arsenal (Wielka Zbrojownia)
- Cour d'Artus (Dwór Artusa)
- Maison d'Or (Złota Kamienica)
- Porte Verte (Brama Zielona)
- Grue portuaire (Brama Żuraw[54])
- Palais de la Société de recherche de Gdańsk (Dom Towarzystwa Przyrodniczego)
- Porte Haute (Hohes Tor / (Brama Wyżynna)
- Maison de la torture (Katownia) et la Tour des Prisons (Wieża Więzienna)
- Grand Moulin (Wielki Mlyn)
- Petit Moulin (Mały Młyn)
- Île de Spichrze
- Parc d'Orunia
- Horloge astronomique: Au centre de la ville, dans le transept nord de l'immense église Notre-Dame se trouvait l’horloge astronomique[55]. Haute de 14 mètres, elle fut à sa construction la plus grande horloge du monde. Achevée en 1470, elle était composée de deux cadrans : calendrier en bas, cadran astronomique en haut. Elle fut détruite pendant la Seconde Guerre mondiale, mais reconstruite depuis. Elle reste aujourd'hui un objet de curiosité : elle donne l'heure, la date, les phases de la lune, et les saints du calendrier.
- Chantiers navals de Gdańsk avec près de l'entrée la place Solidarność où s’élève le Monument aux ouvriers du chantier naval tombés en 1970, trois croix décorées d’une ancre de marine à la mémoire des ouvriers tués lors des grèves de 1970.

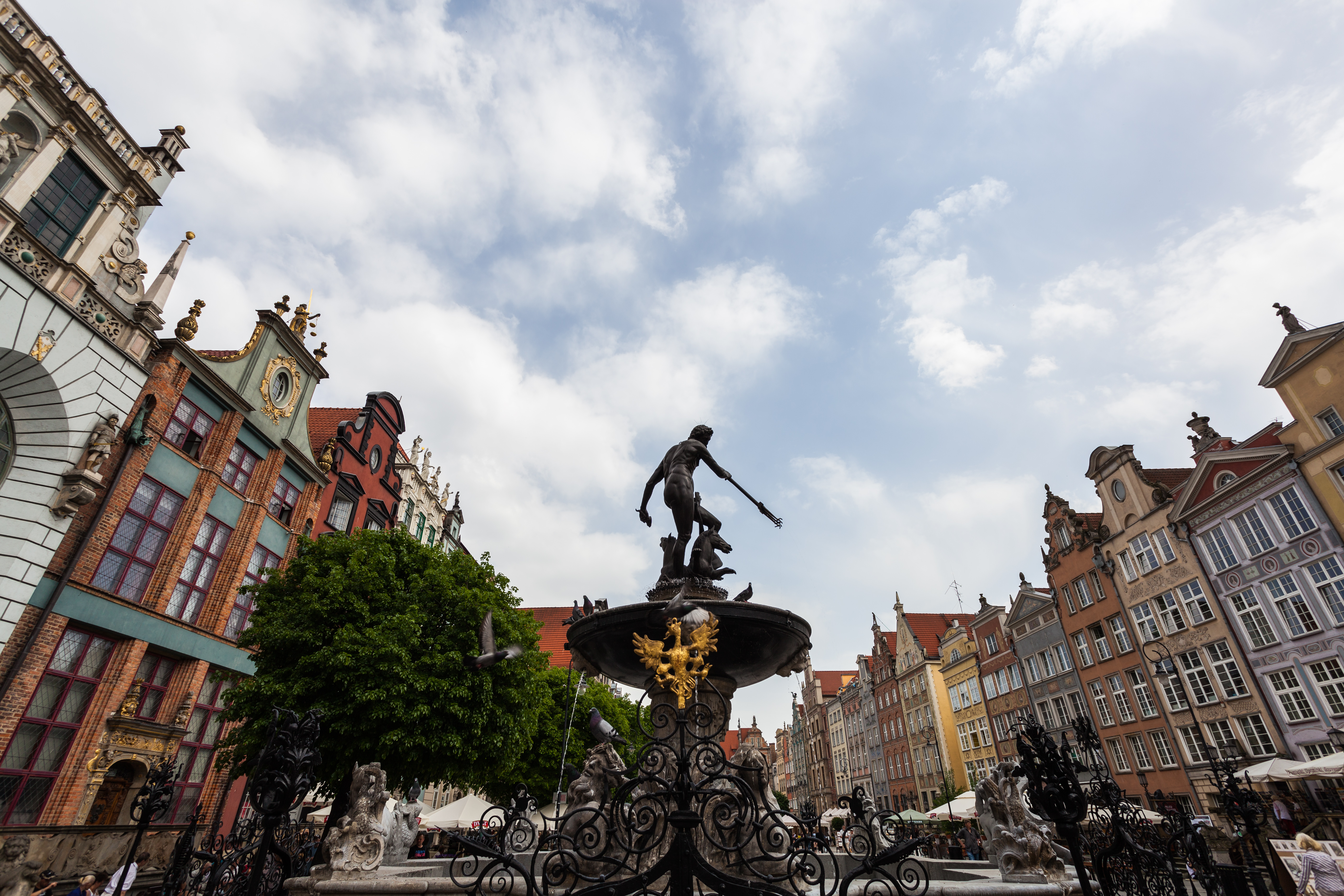
Statue de Neptune
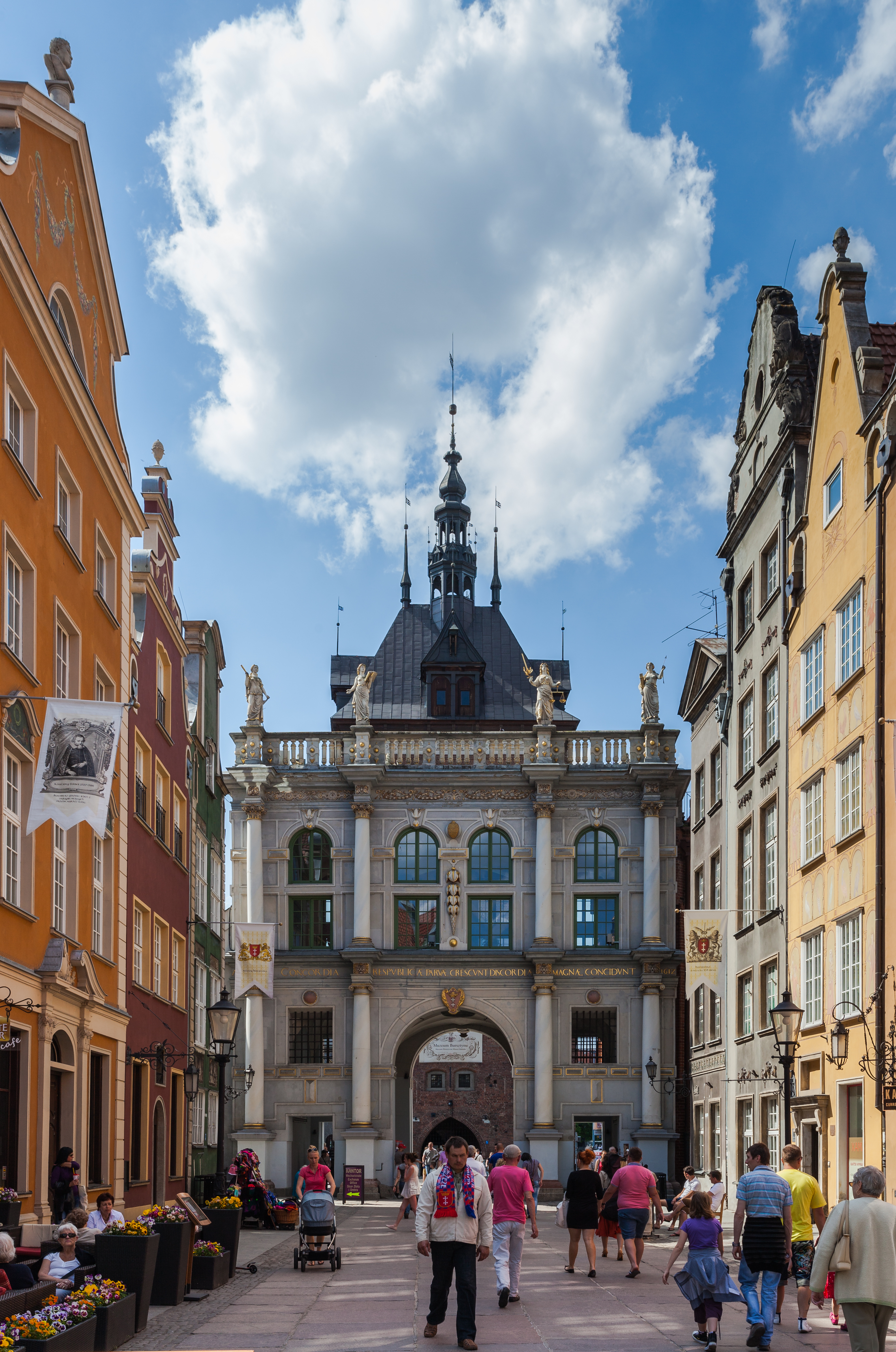
Porte d'Or
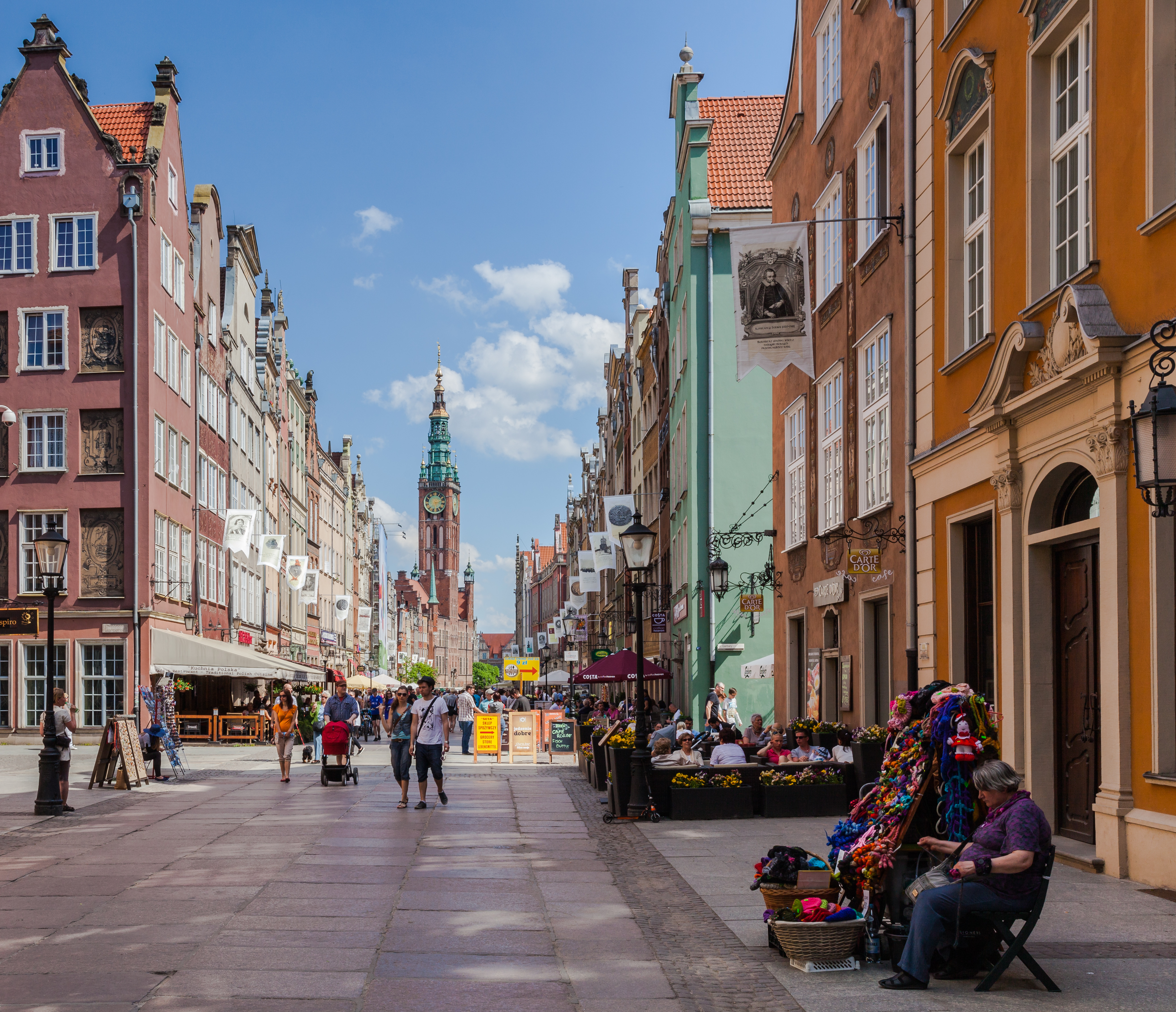
Rue Długa
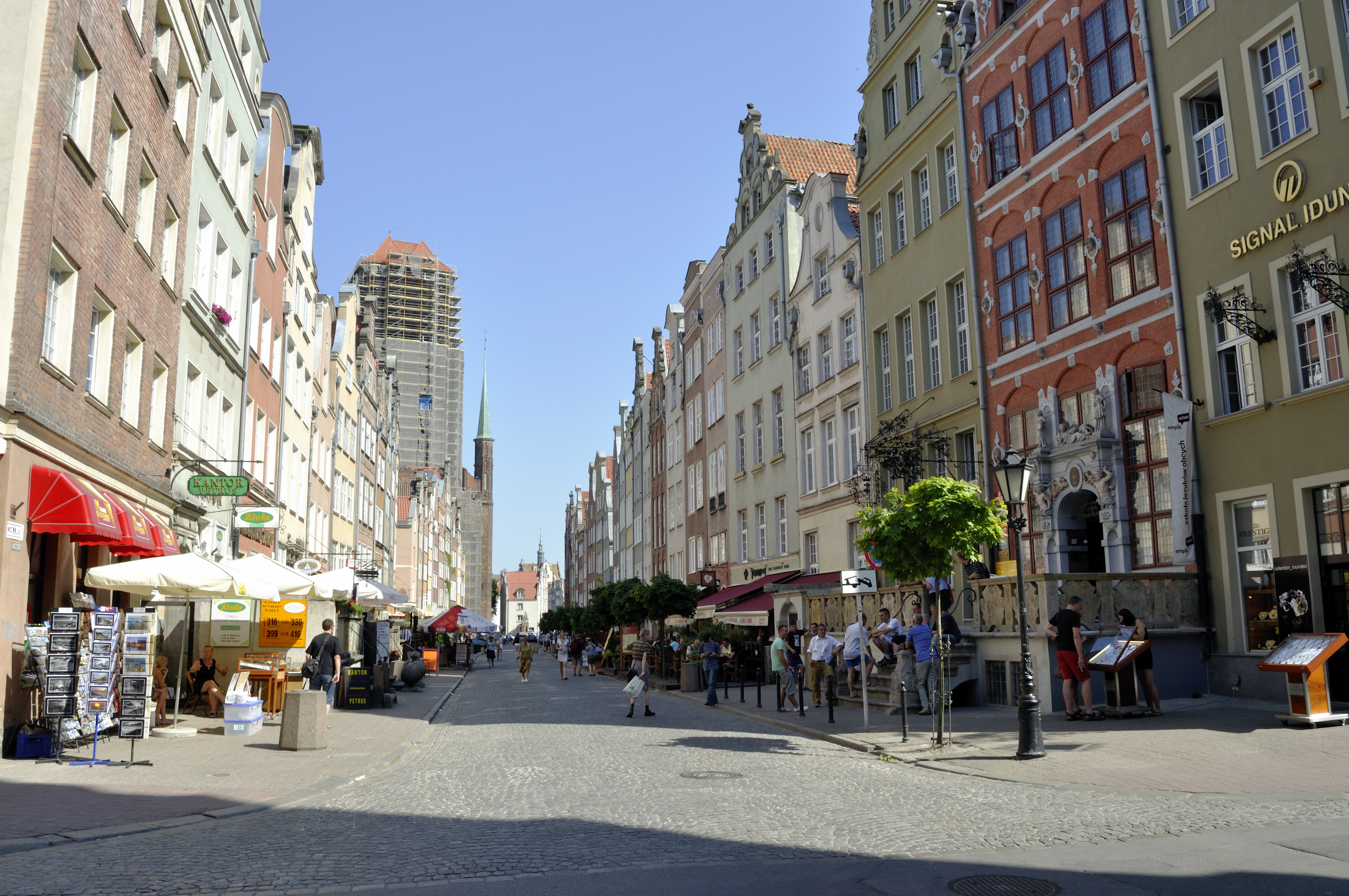
Rue Piwna
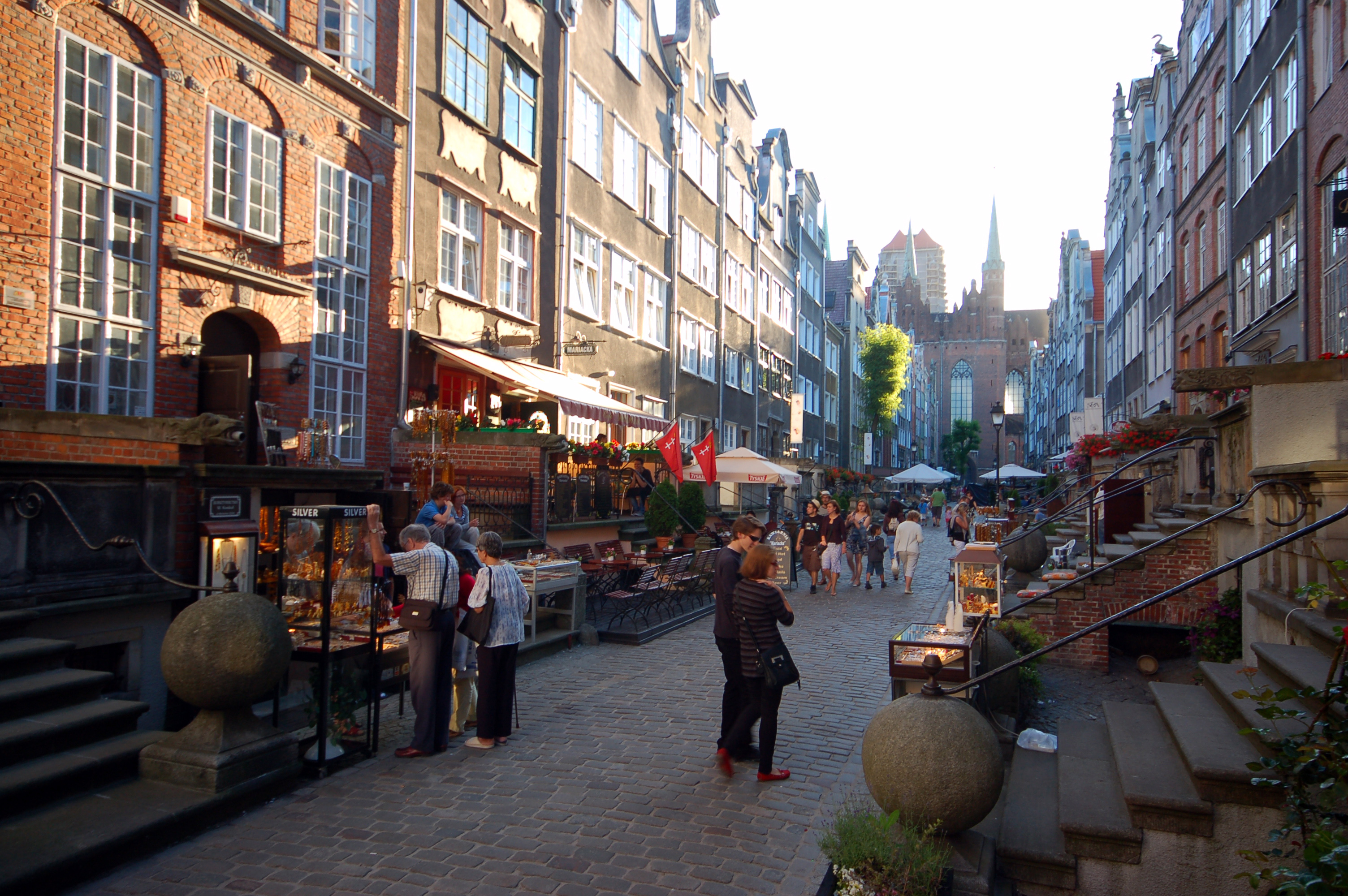
Rue Mariacka
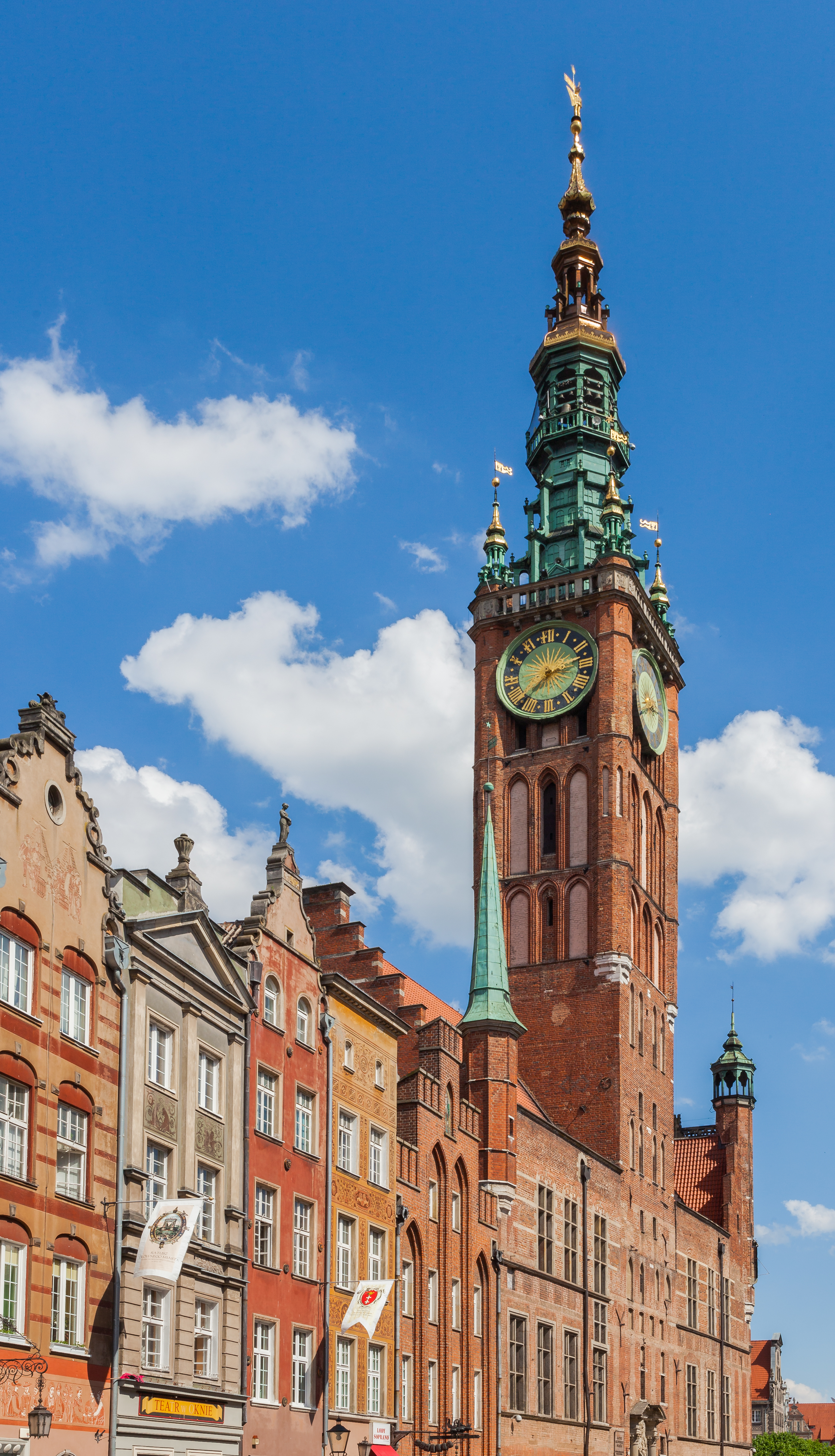
Hôtel de ville
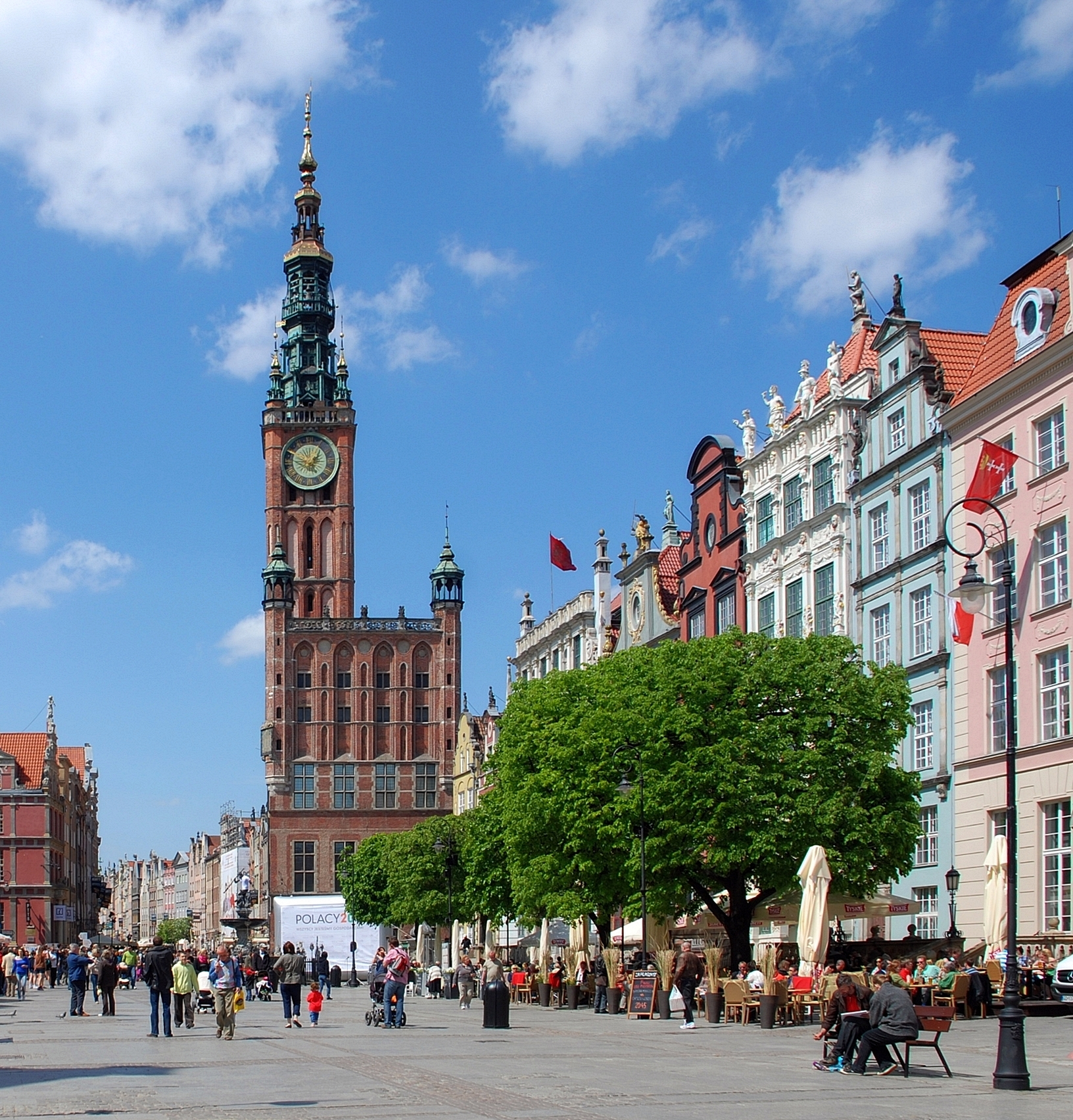
Place Długi Targ
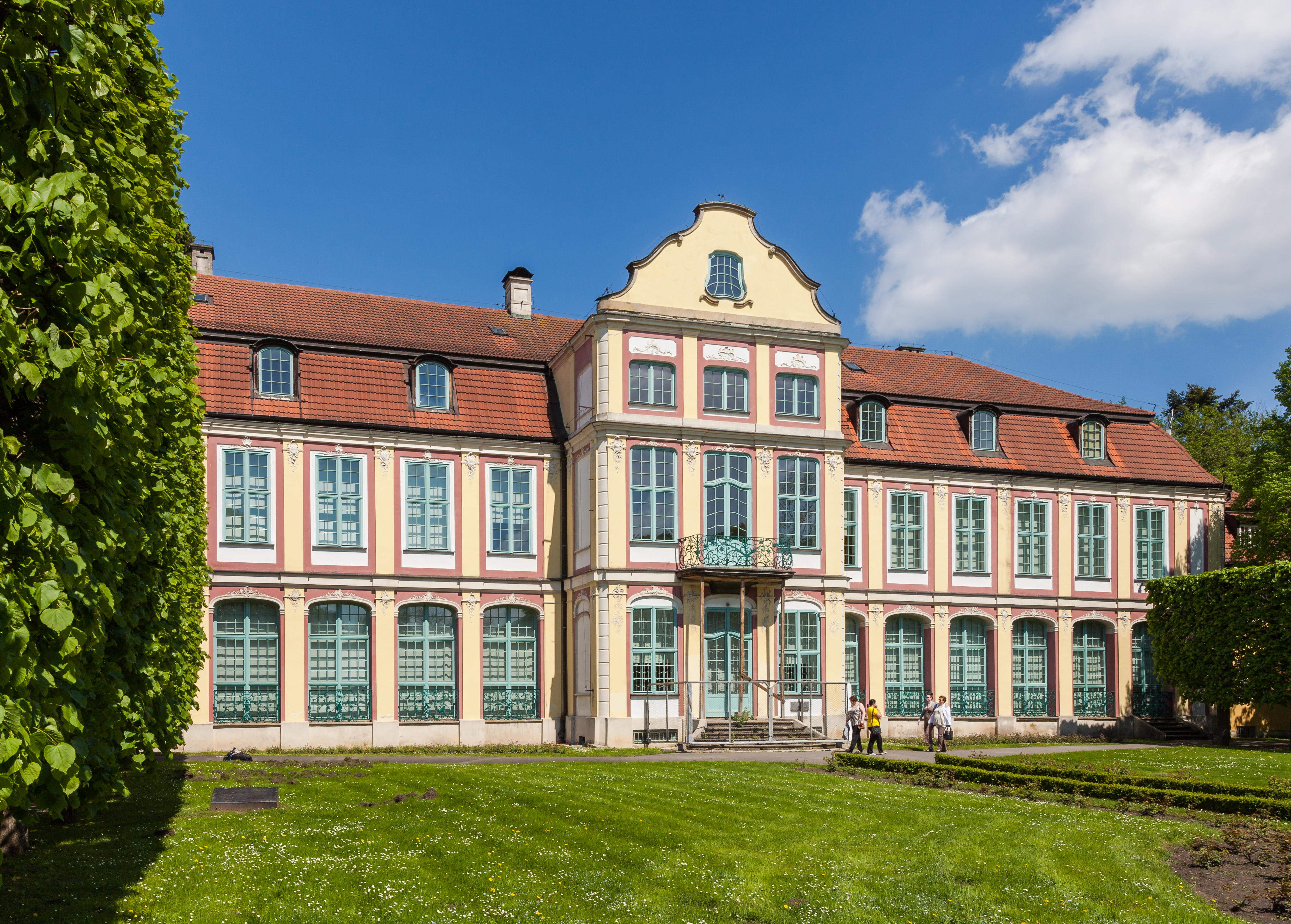
Palais des Abbés
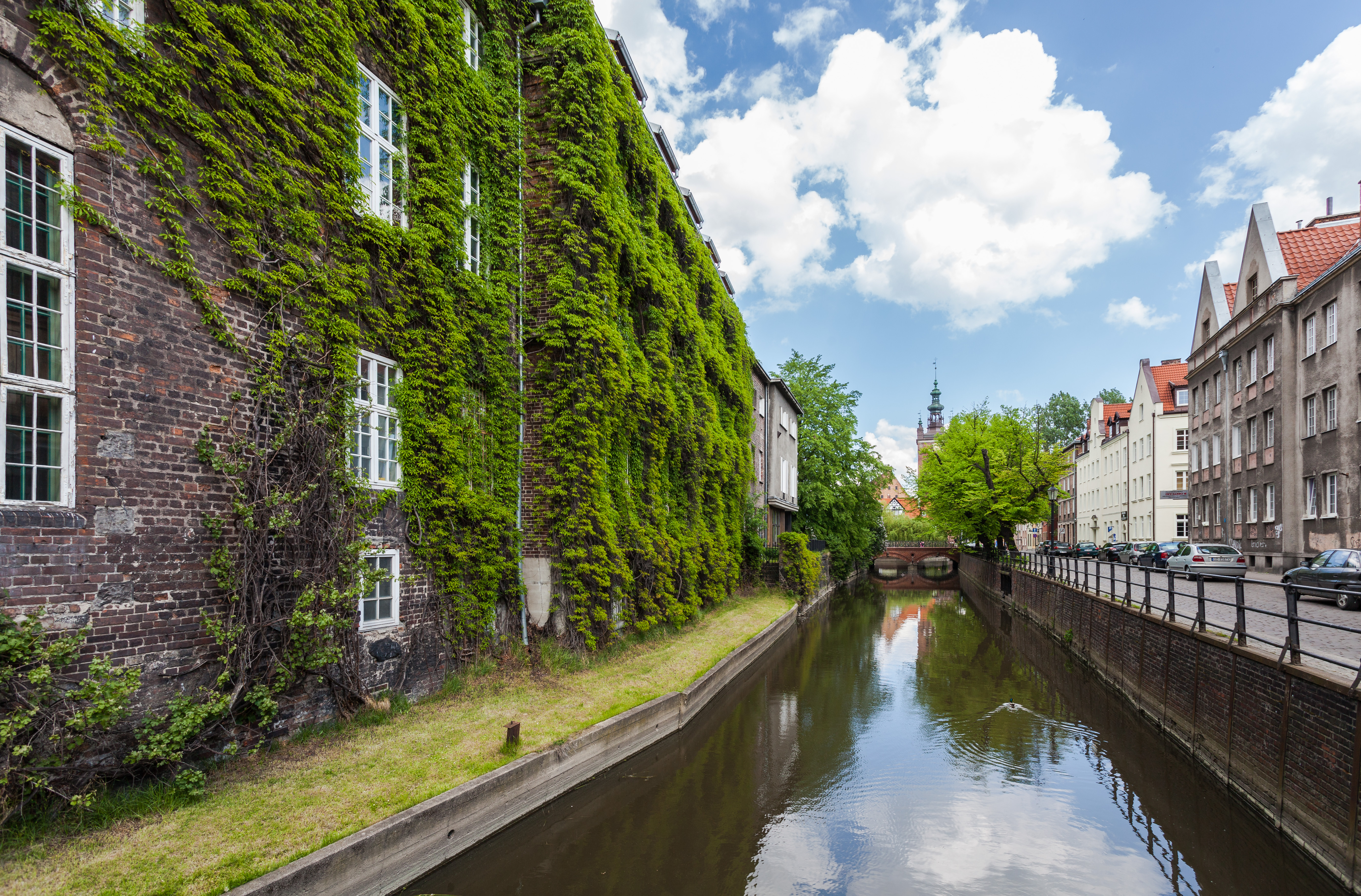
Maison des abbés de Pelplin
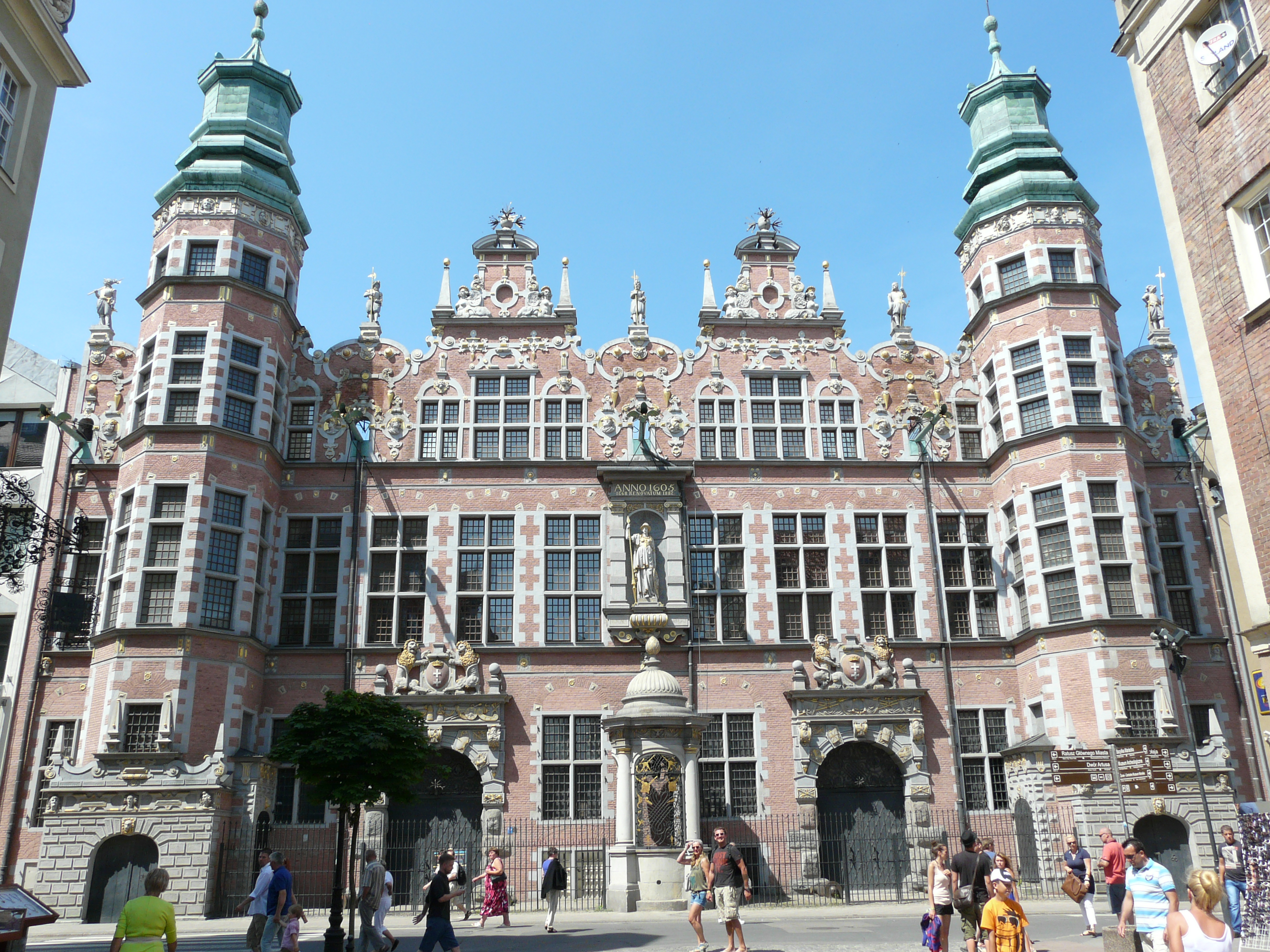
Grand Arsenal
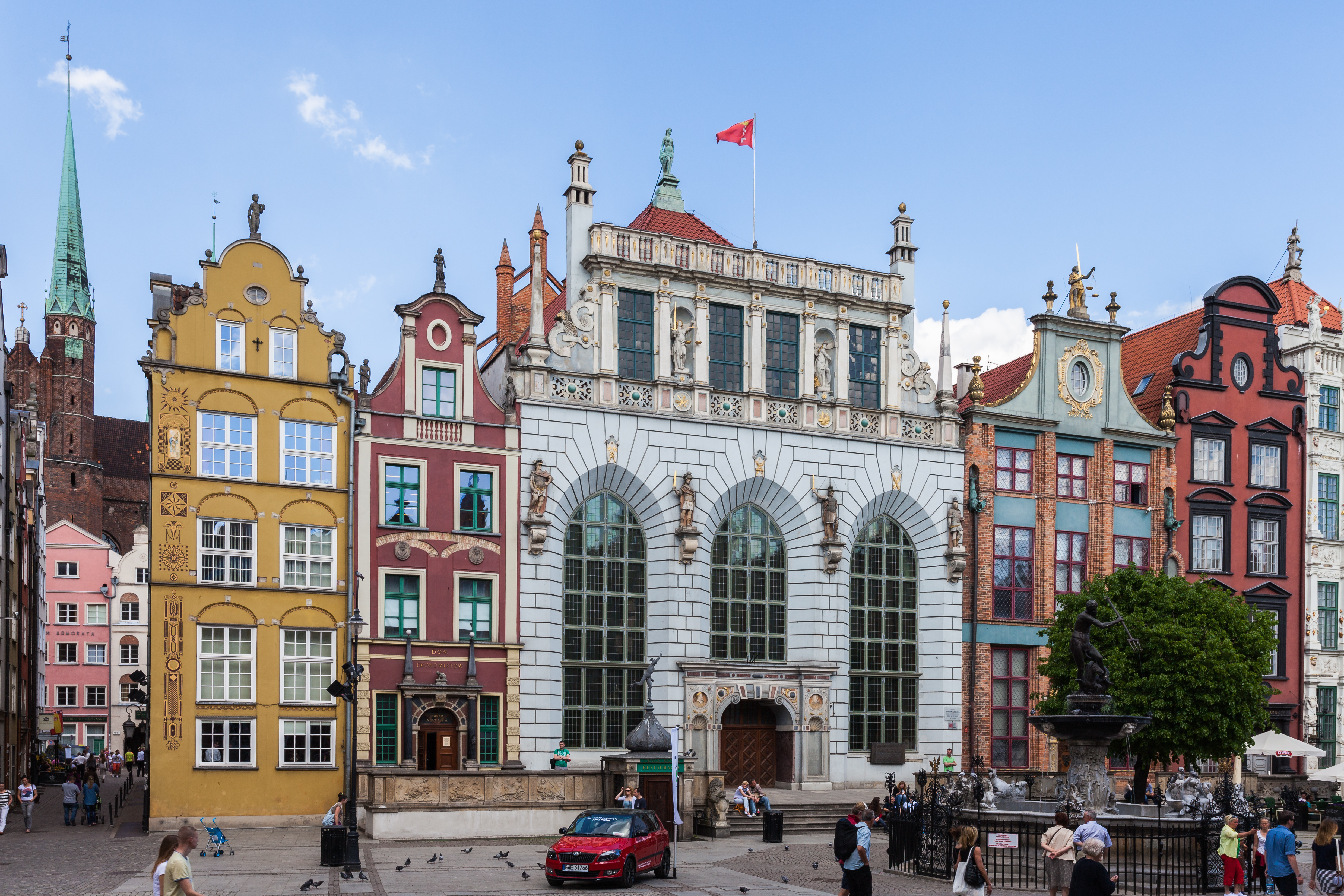
Cour d'Artus
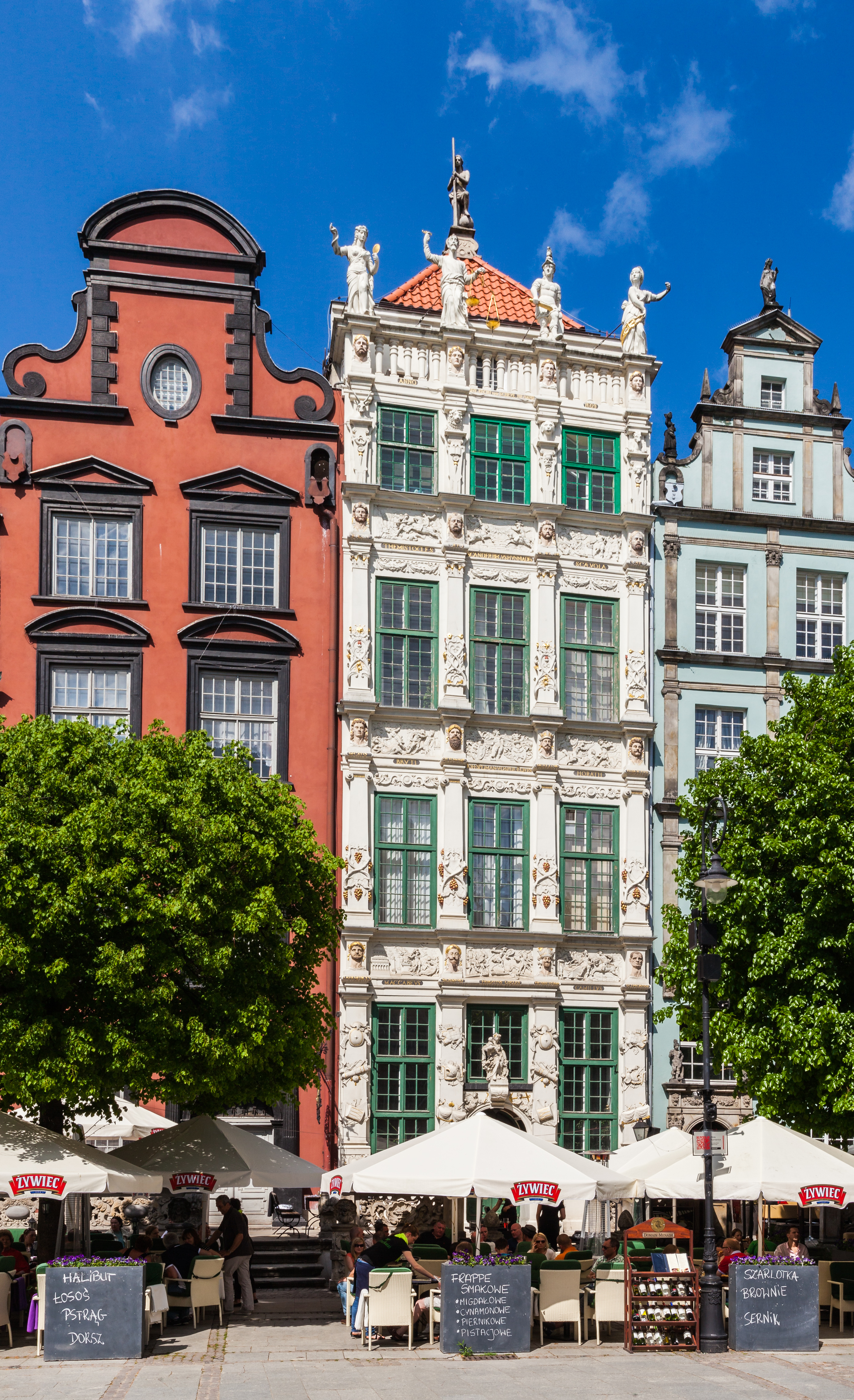
Maison d'Or
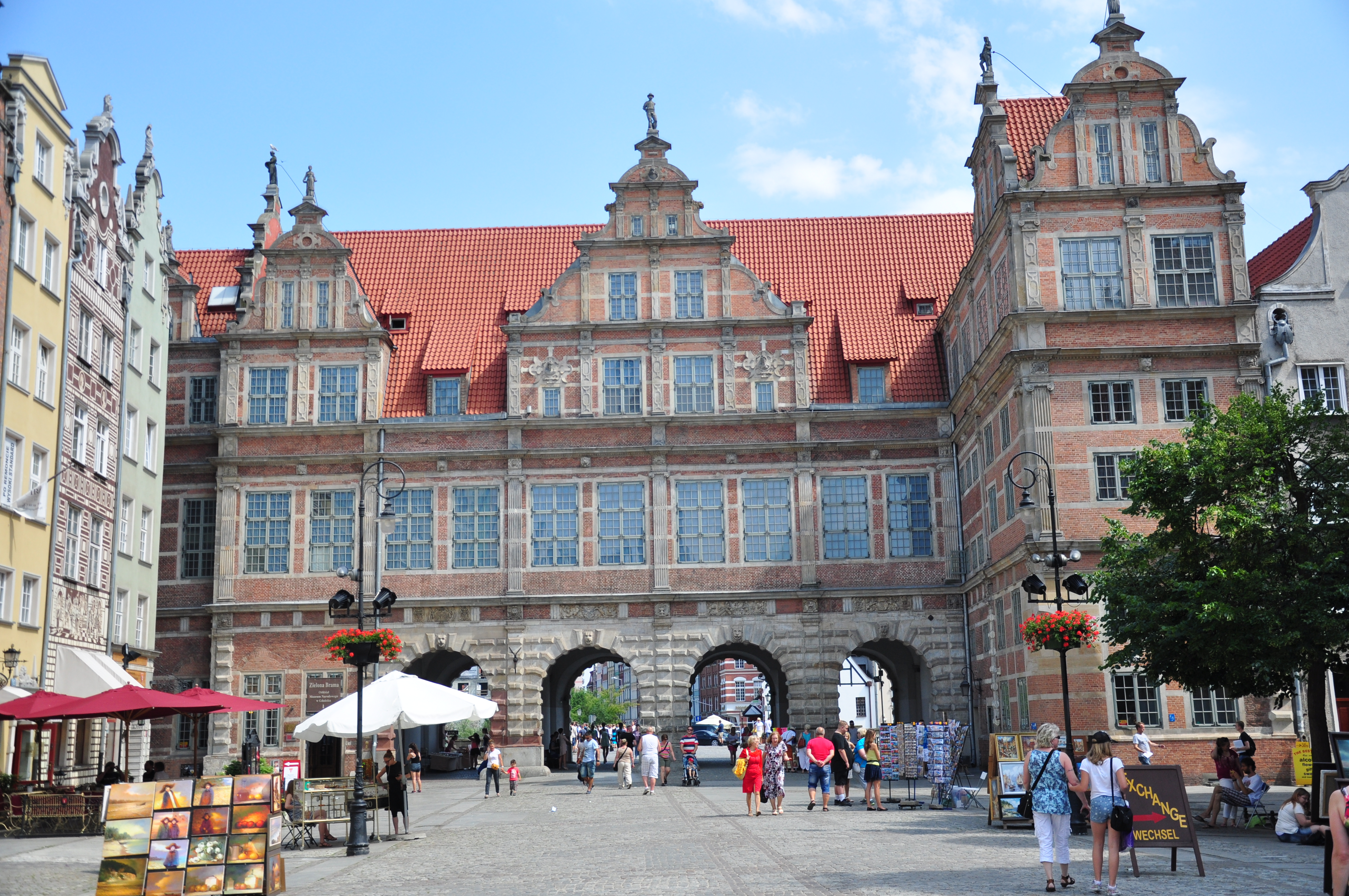
Porte Verte
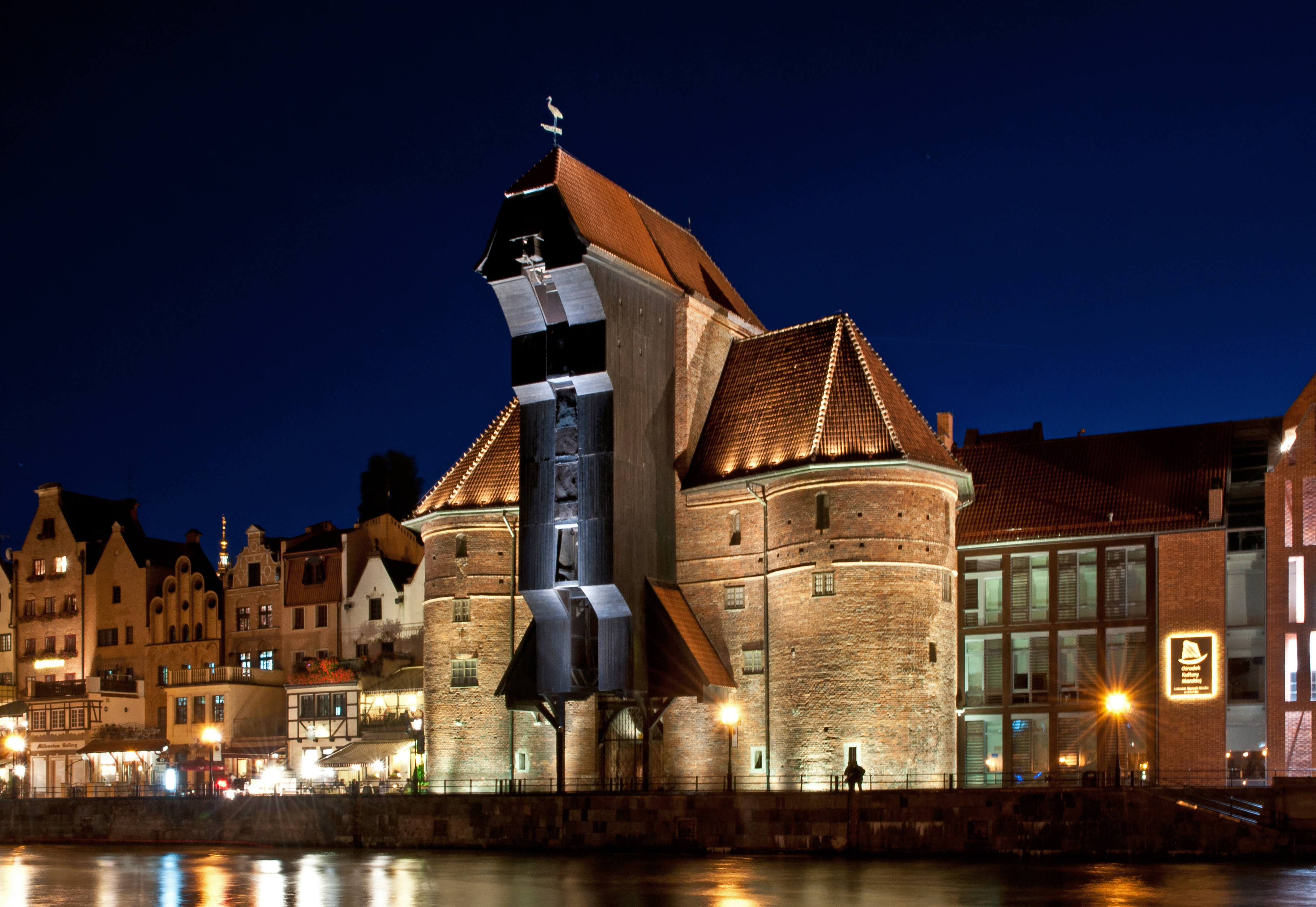
Grue portuaire (Żuraw)
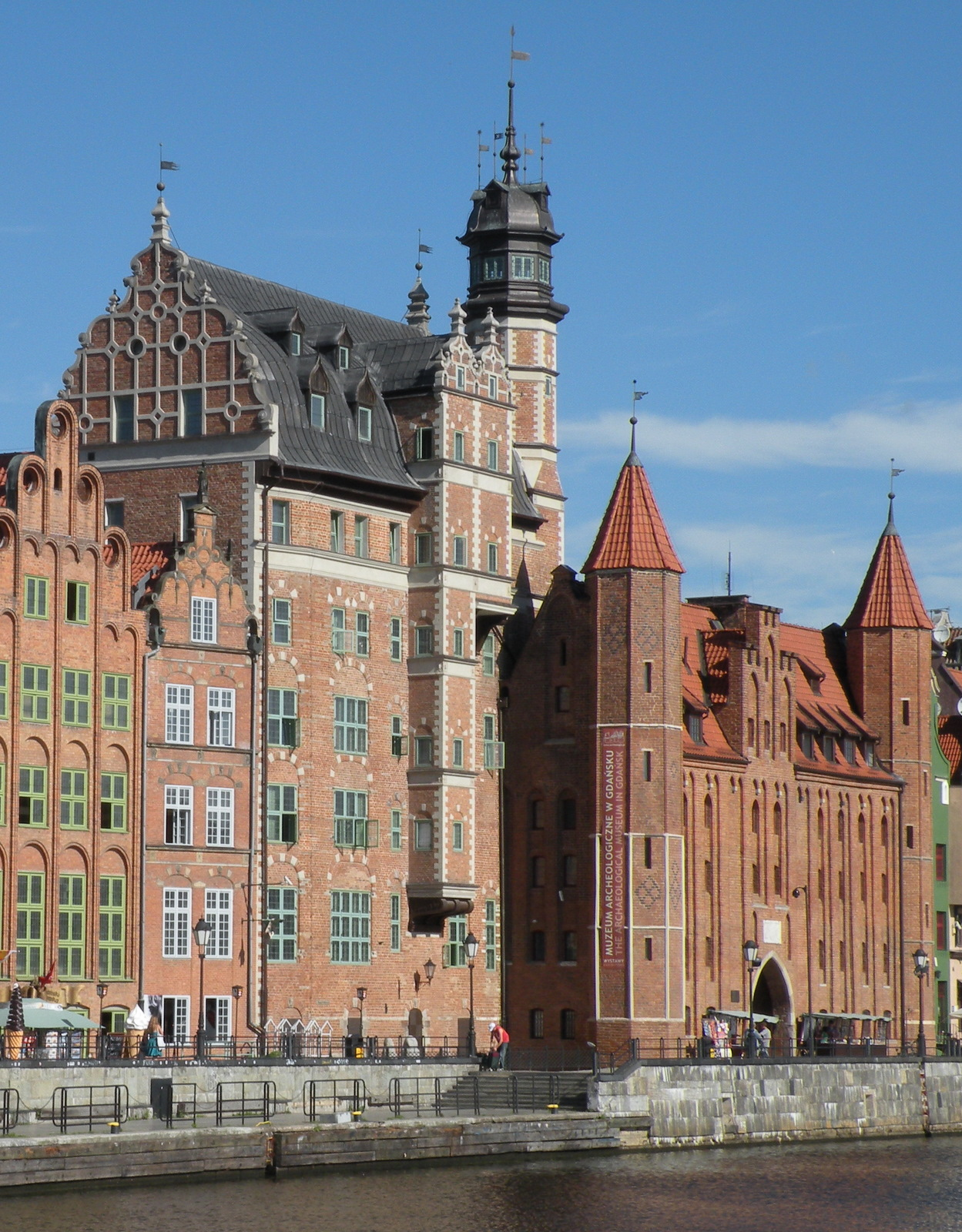
Palais de la Société de recherche
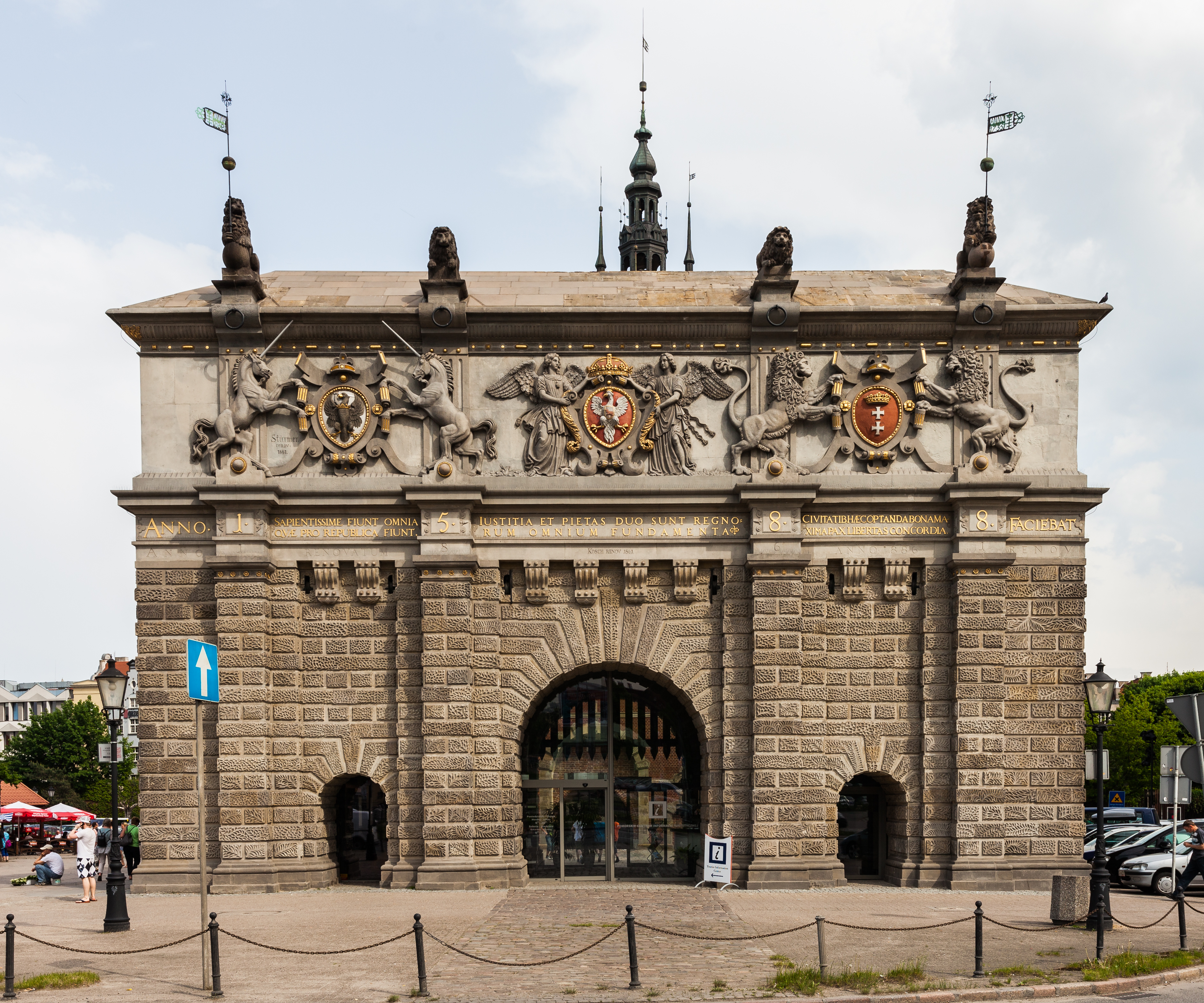
Porte Haute
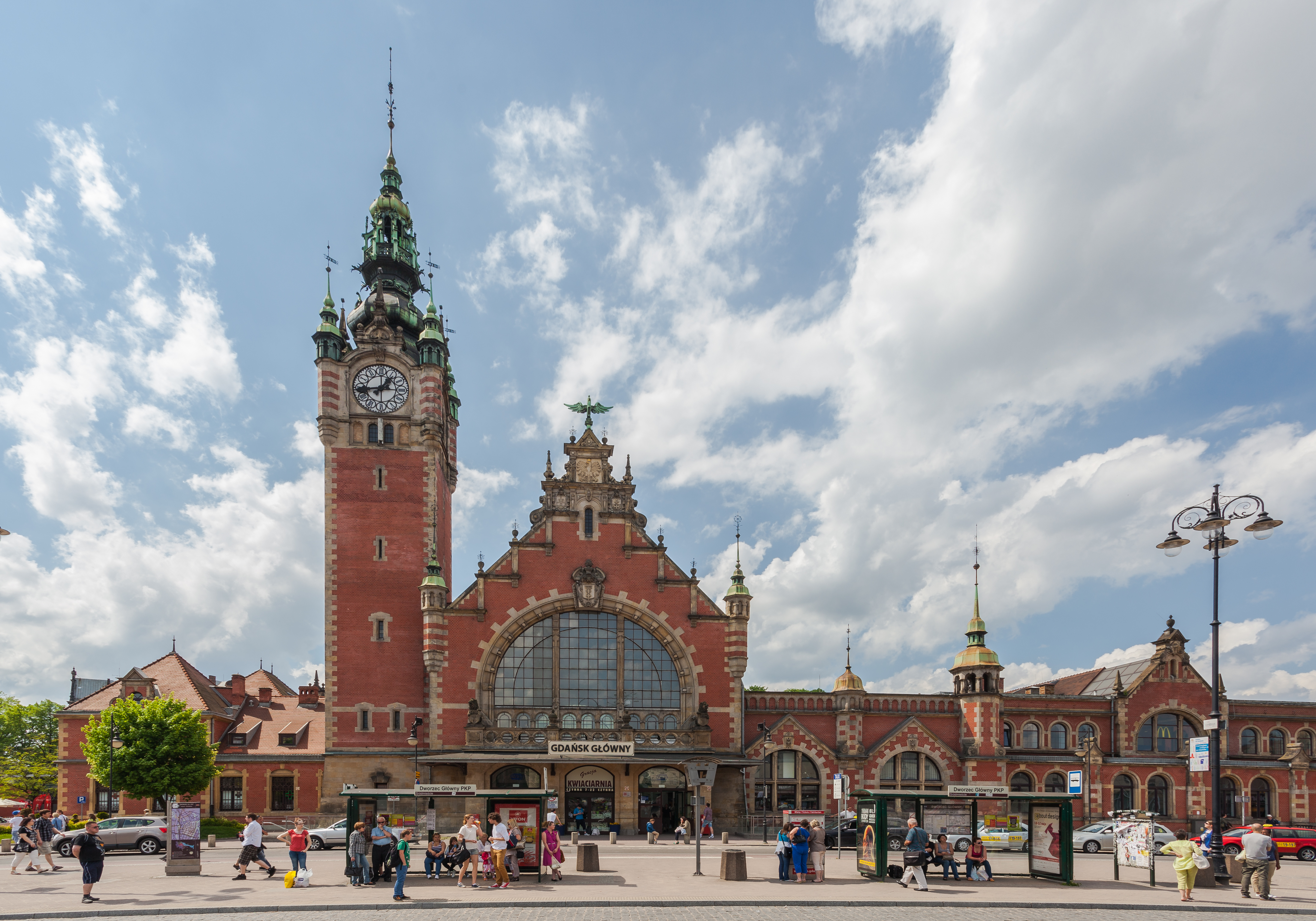
Gare centrale de Gdańsk
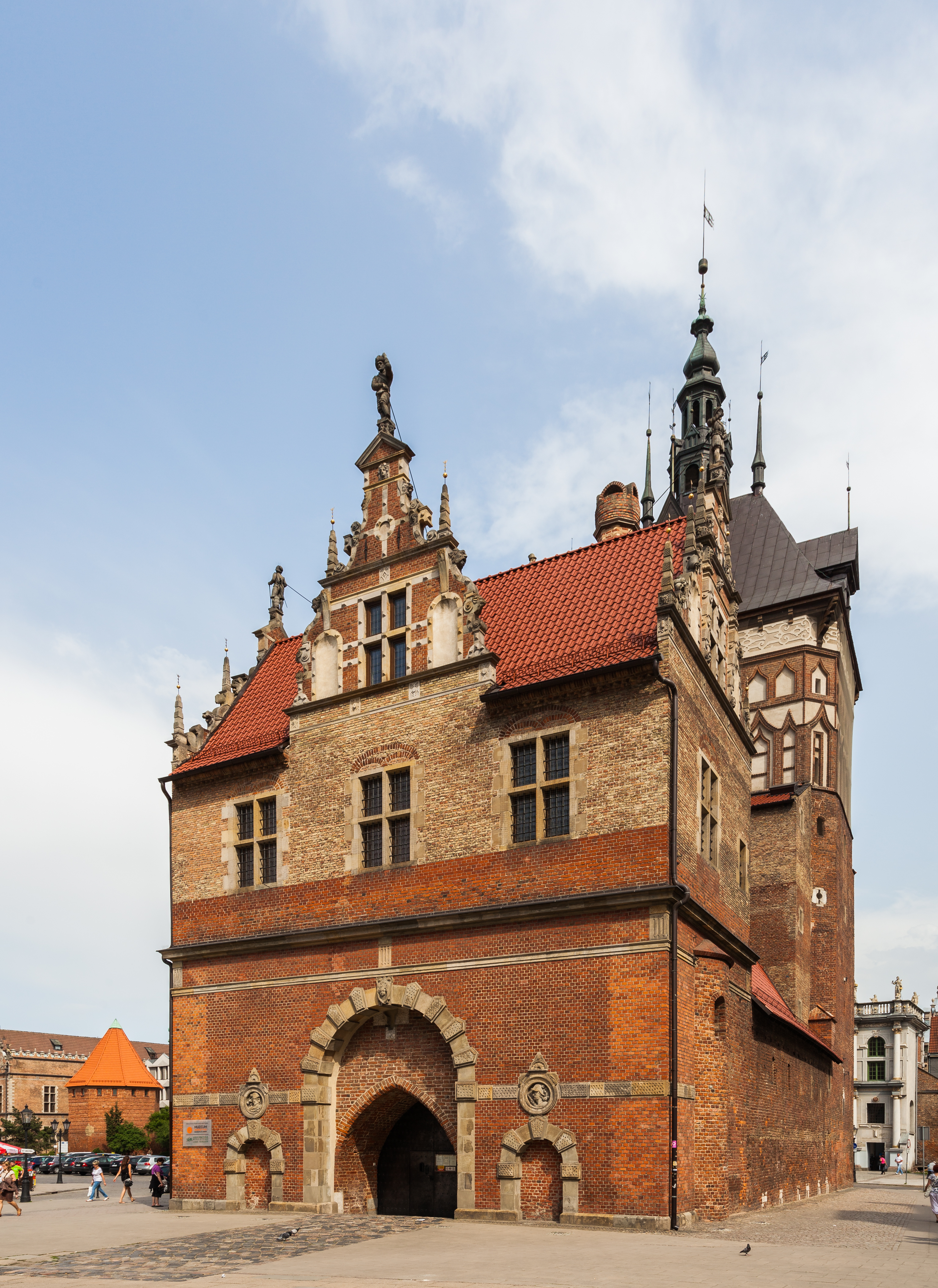
Maison de la torture et la Tour des Prisons
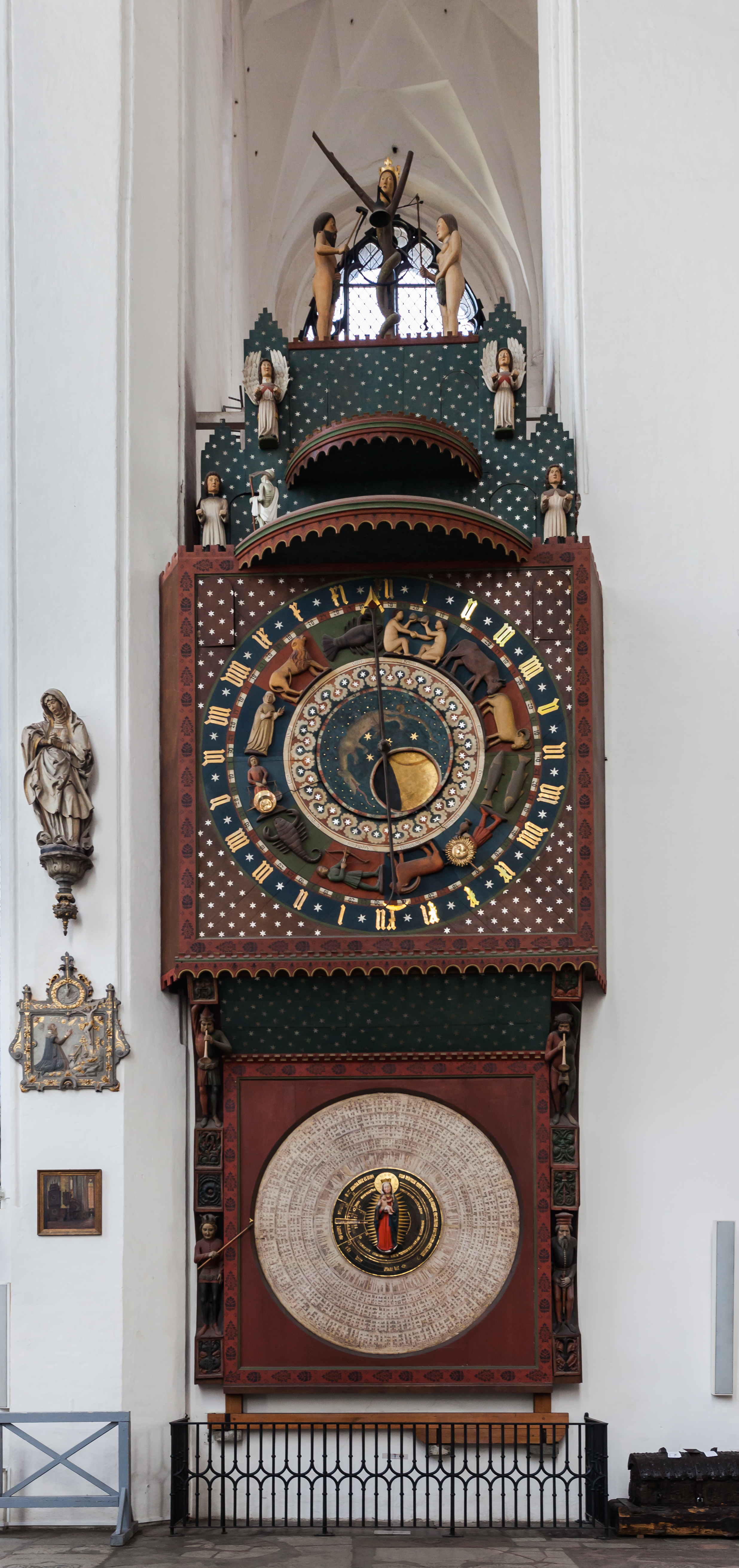
Horloge astronomique
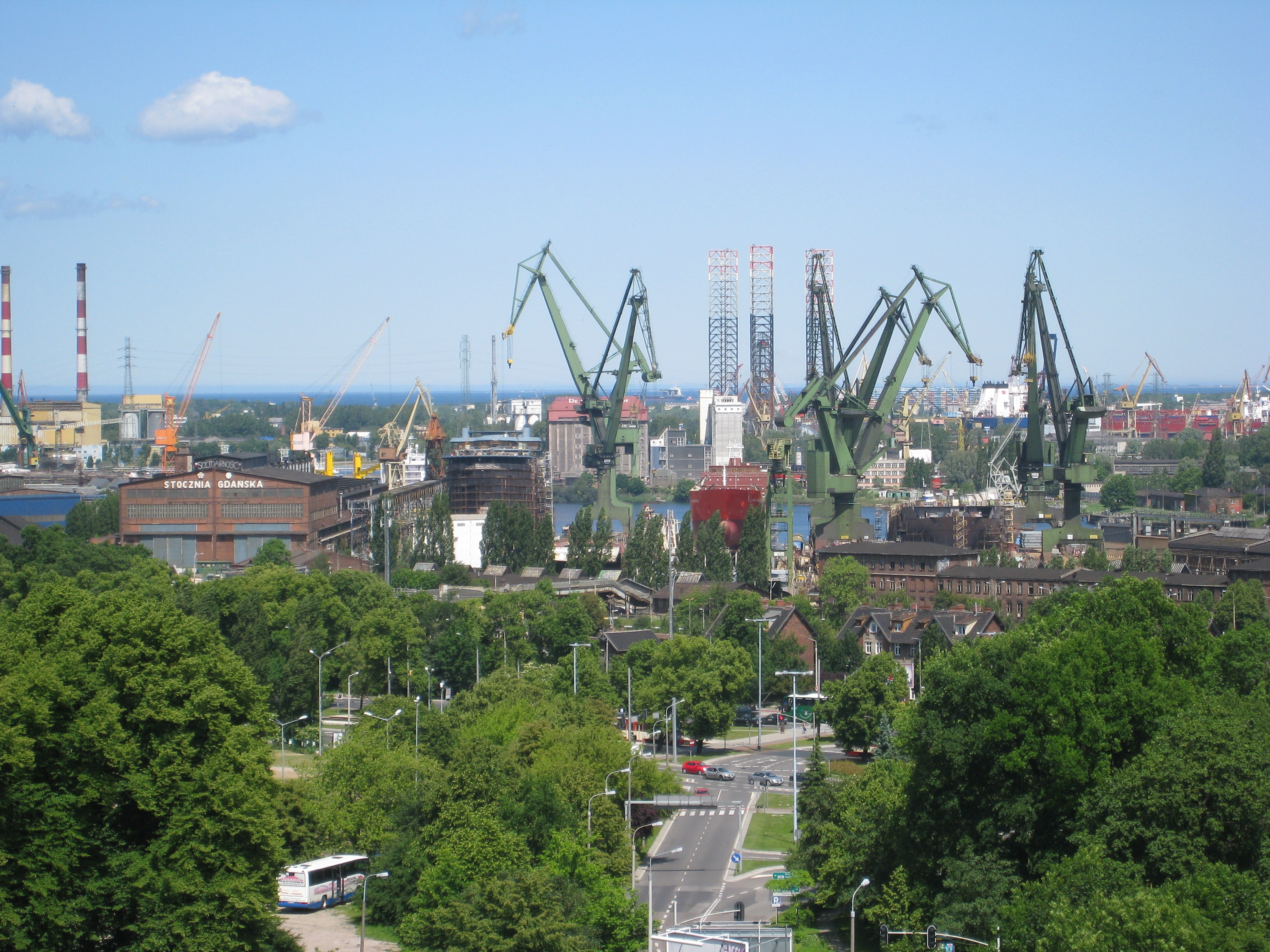
Chantiers navals de Gdańsk
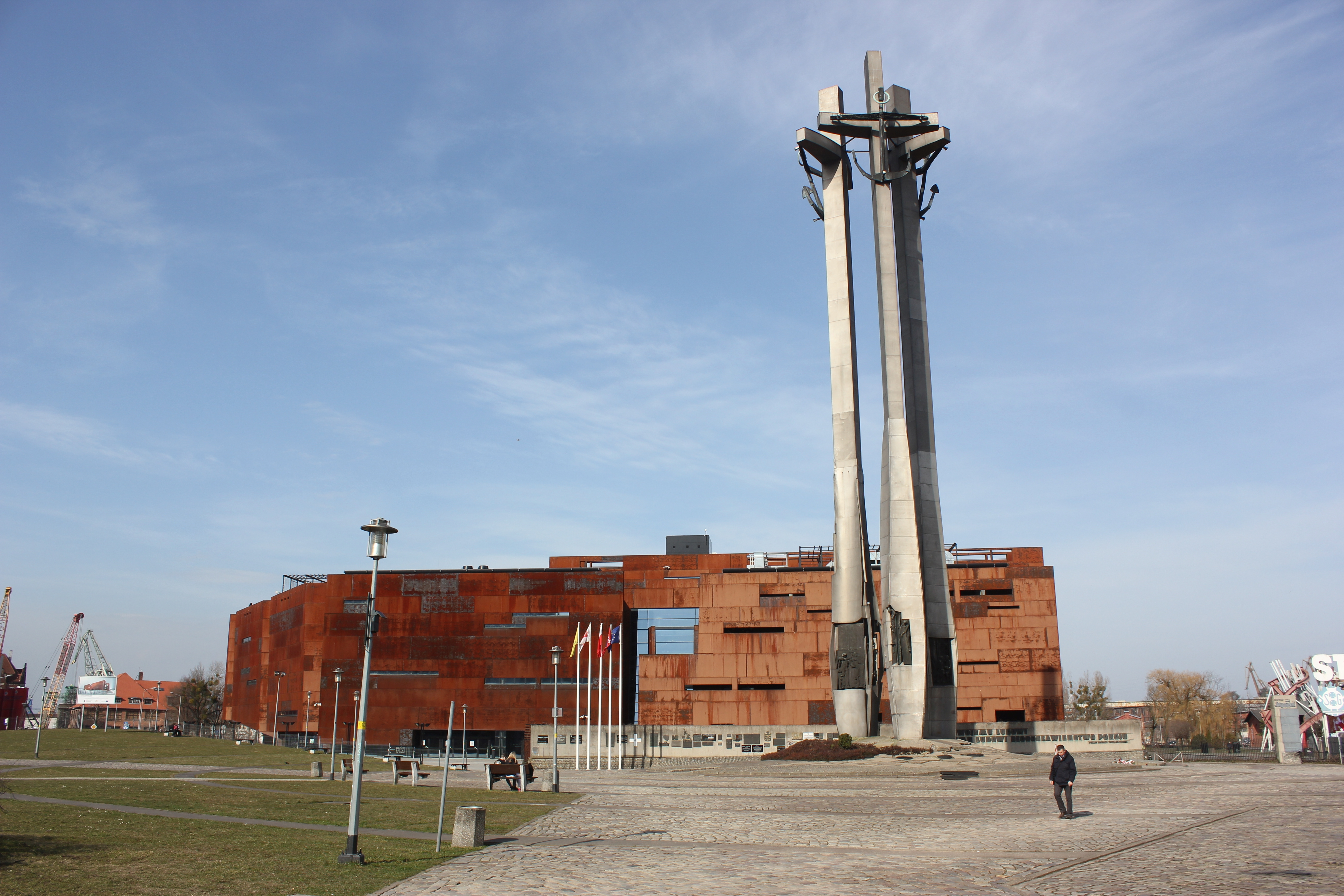
Monument aux ouvriers du chantier naval tombés en 1970

#### Architecture religieuse
- Église Sainte-Marie de Gdańsk, basilique de la ville et l’une des plus grandes églises en brique au monde, (construite au XVe siècle)[56]
- Cathédrale de Gdańsk-Oliwa (Bazylika de archikatedralna w Oliwie)
- Chapelle Royale (Kaplica Królewska)
- Église Sainte-Brigitte (Kościół św. Brygidy)
- Église Sainte-Catherine (Kościół św. Katarzyny)
- Église Saint-Jean (Kościół Św. Jana)
- Église Saint-Joseph
- Église Saint-Nicolas (Kościół św. Mikołaja)
- Église Saint-Pierre-et-Saint-Paul (Kościół św. Piotra i Pawła)
- Église de la Sainte-Trinité (Kościół św.Trójcy)
- Nouvelle synagogue de Gdańsk-Wrzeszcz

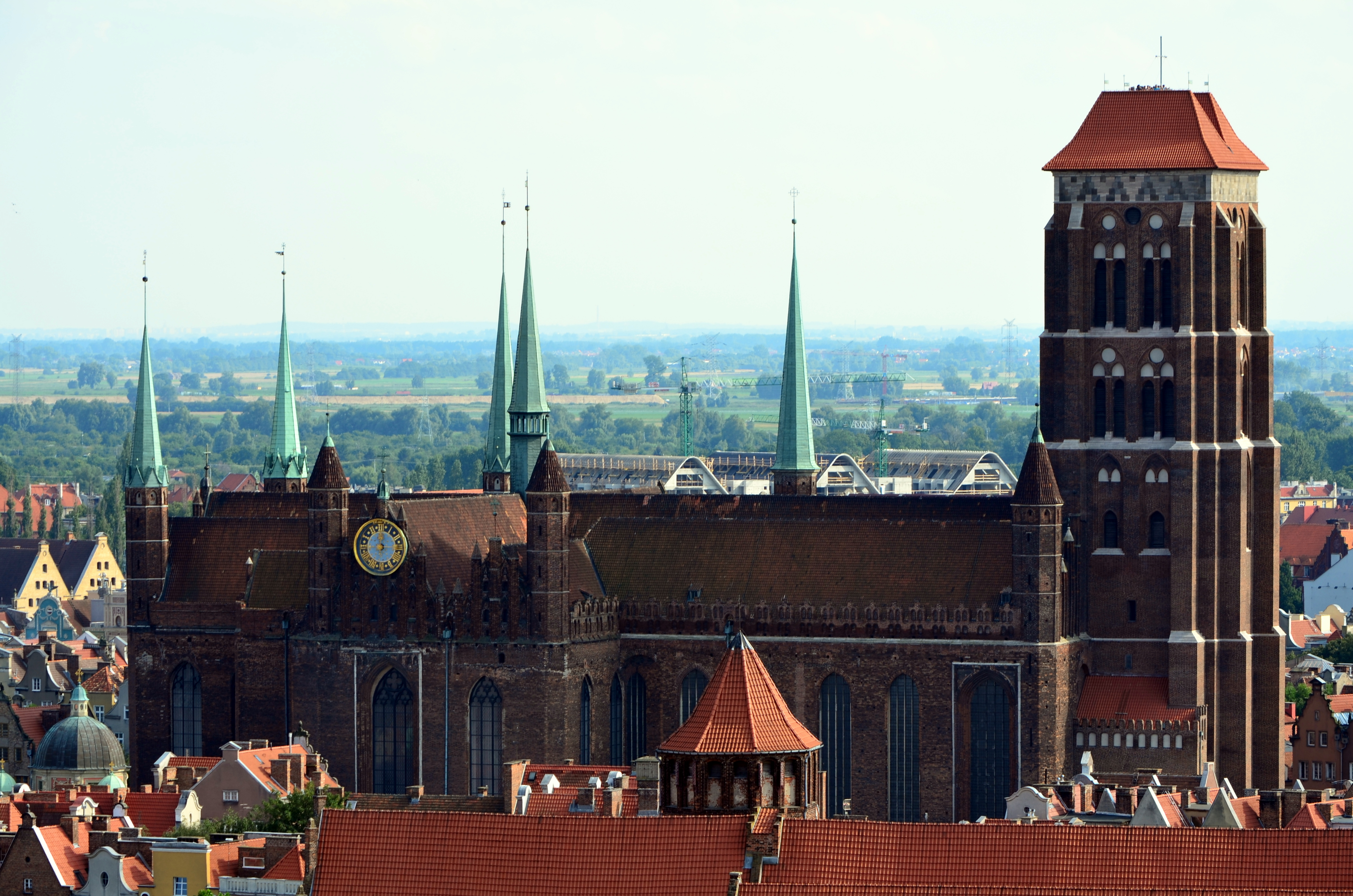
Église Sainte-Marie
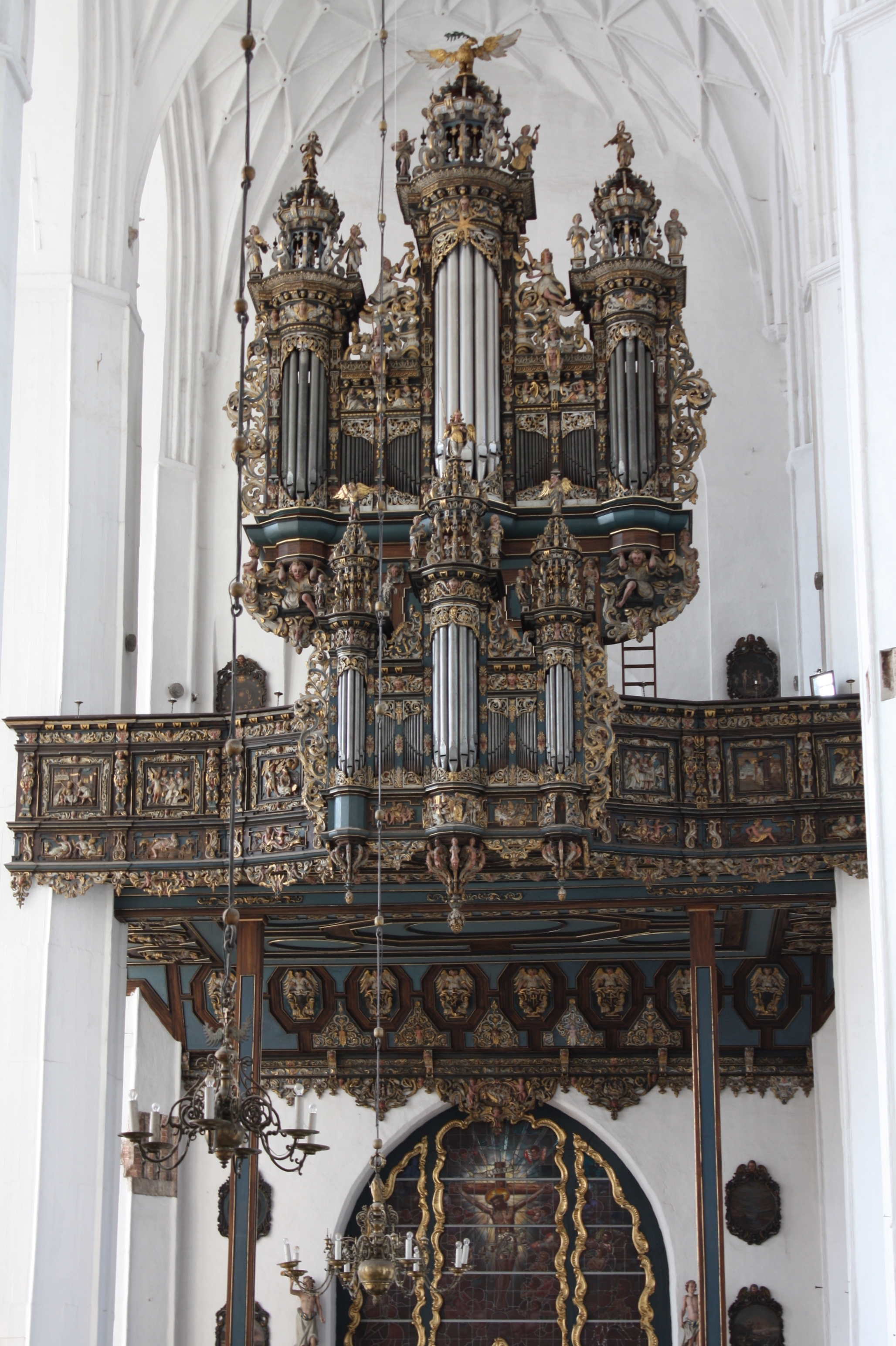
Église Sainte-Marie - l'orgue
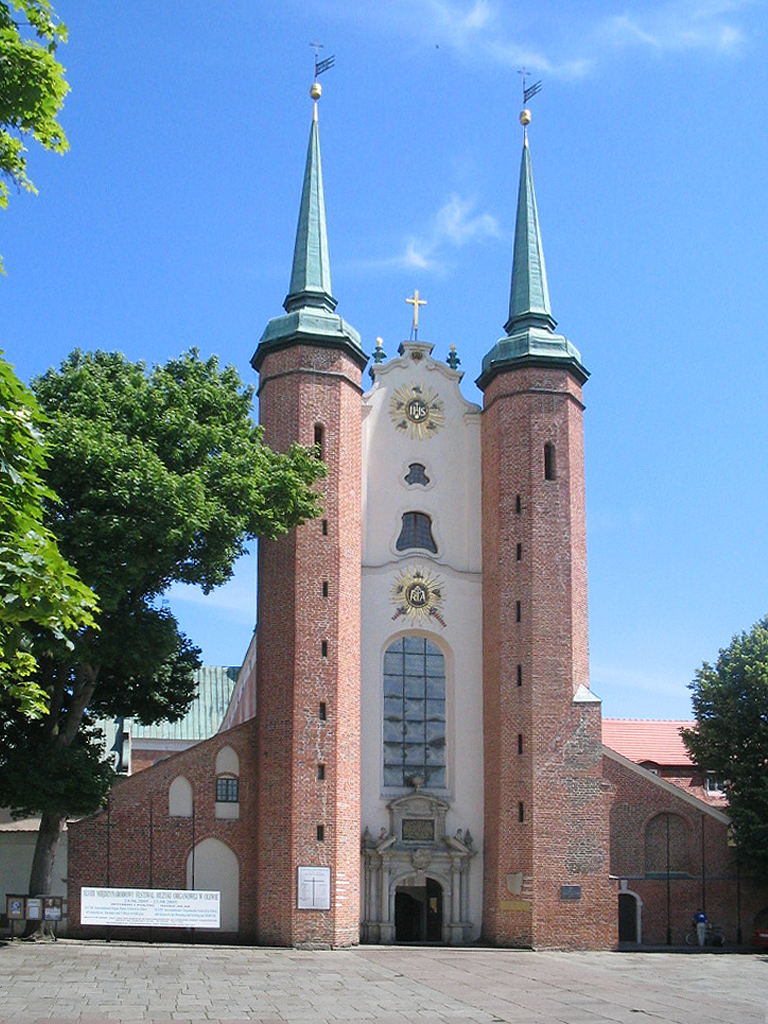
Cathédrale d'Oliwa
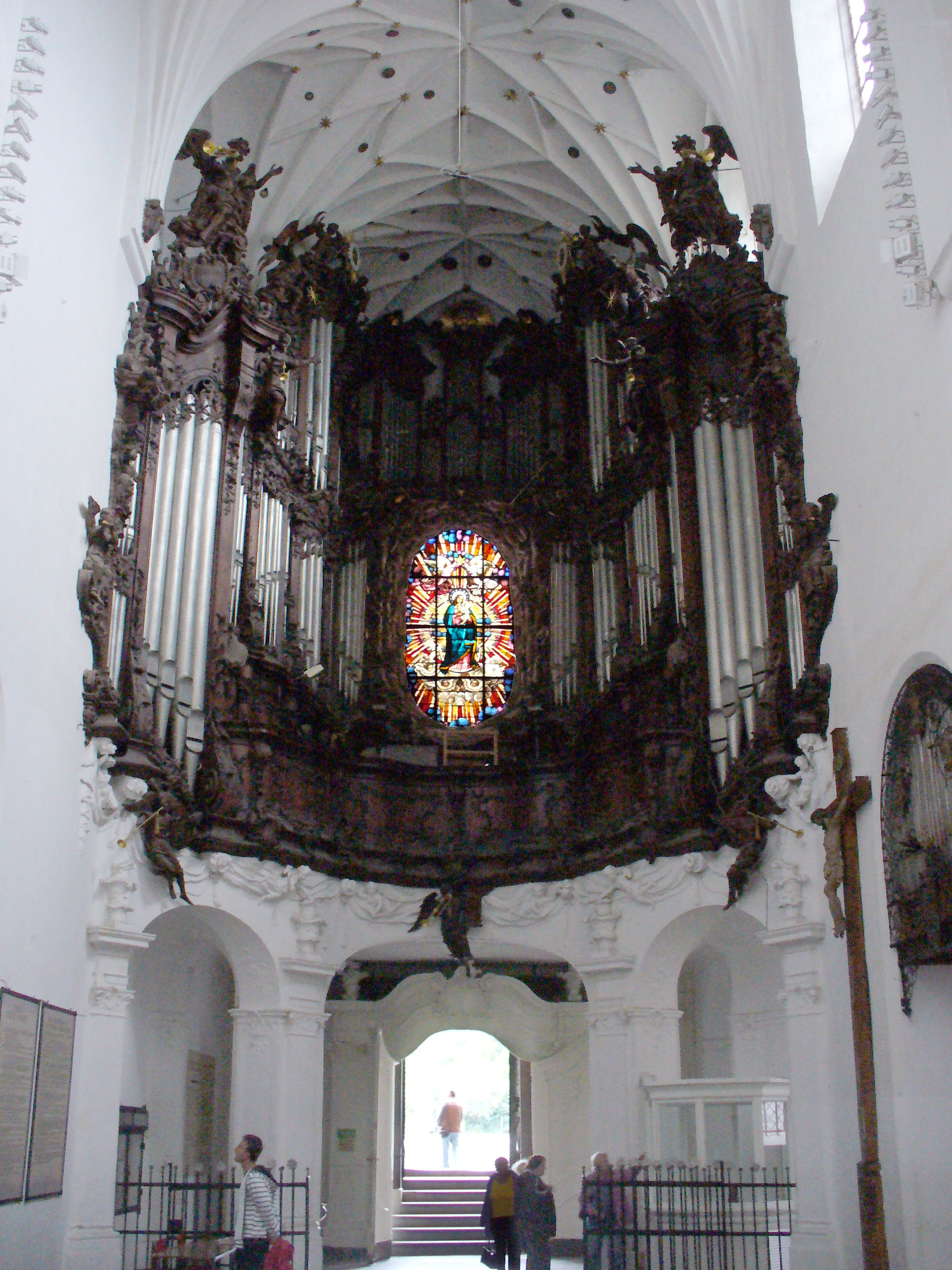
Cathédrale d'Oliwa - l'orgue
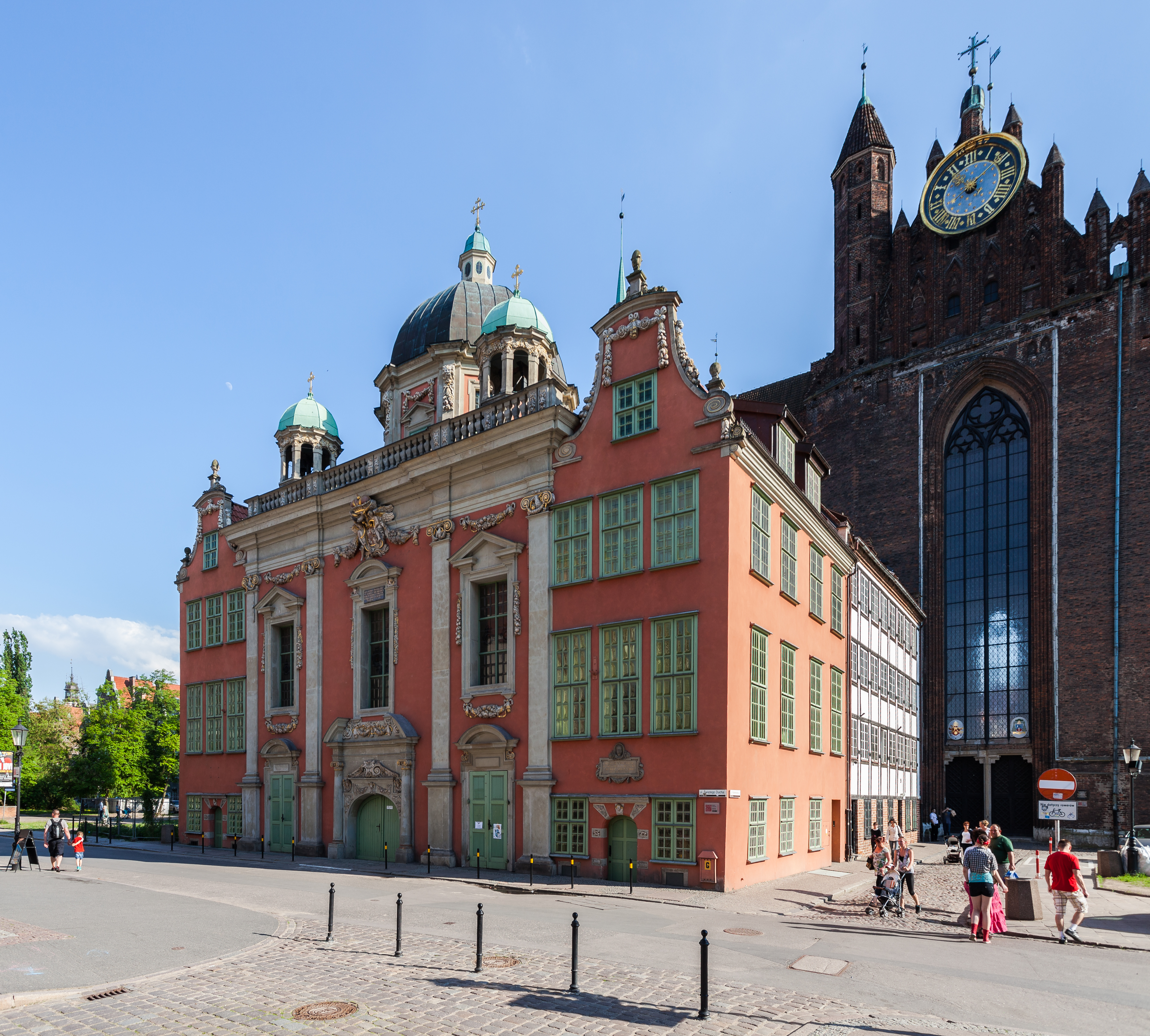
Chapelle Royale
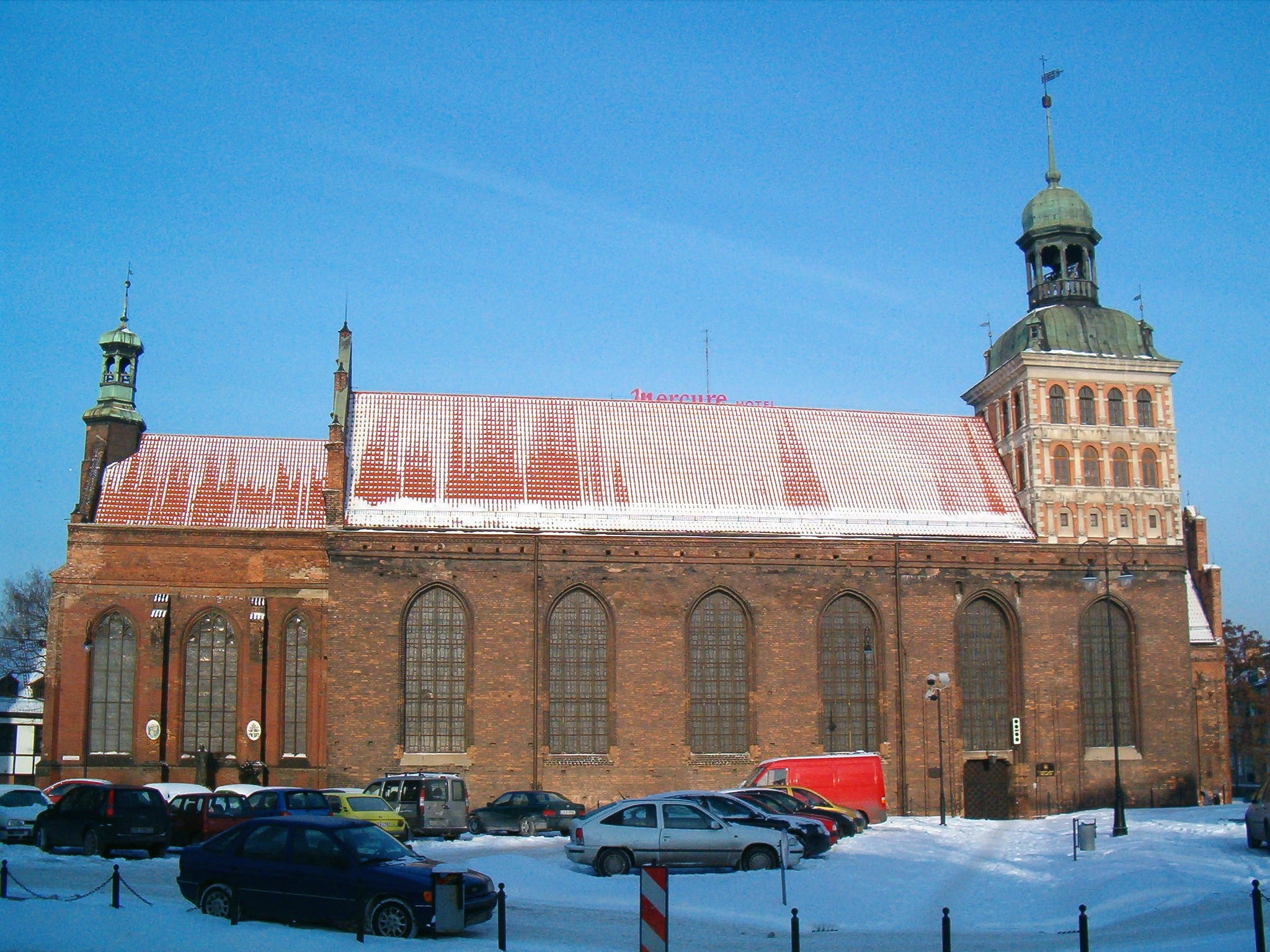
Église Sainte-Brigitte
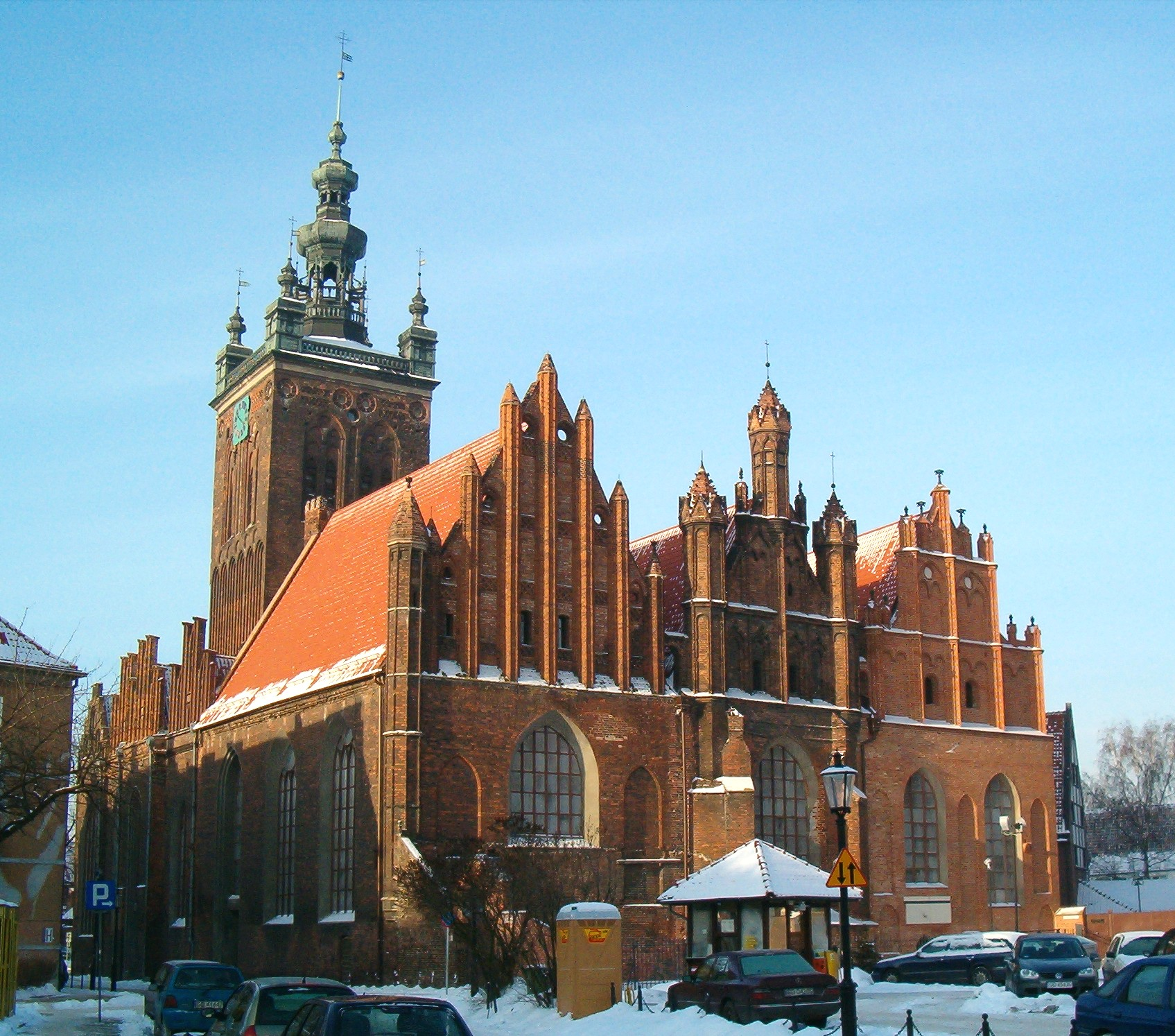
Église Sainte-Catherine
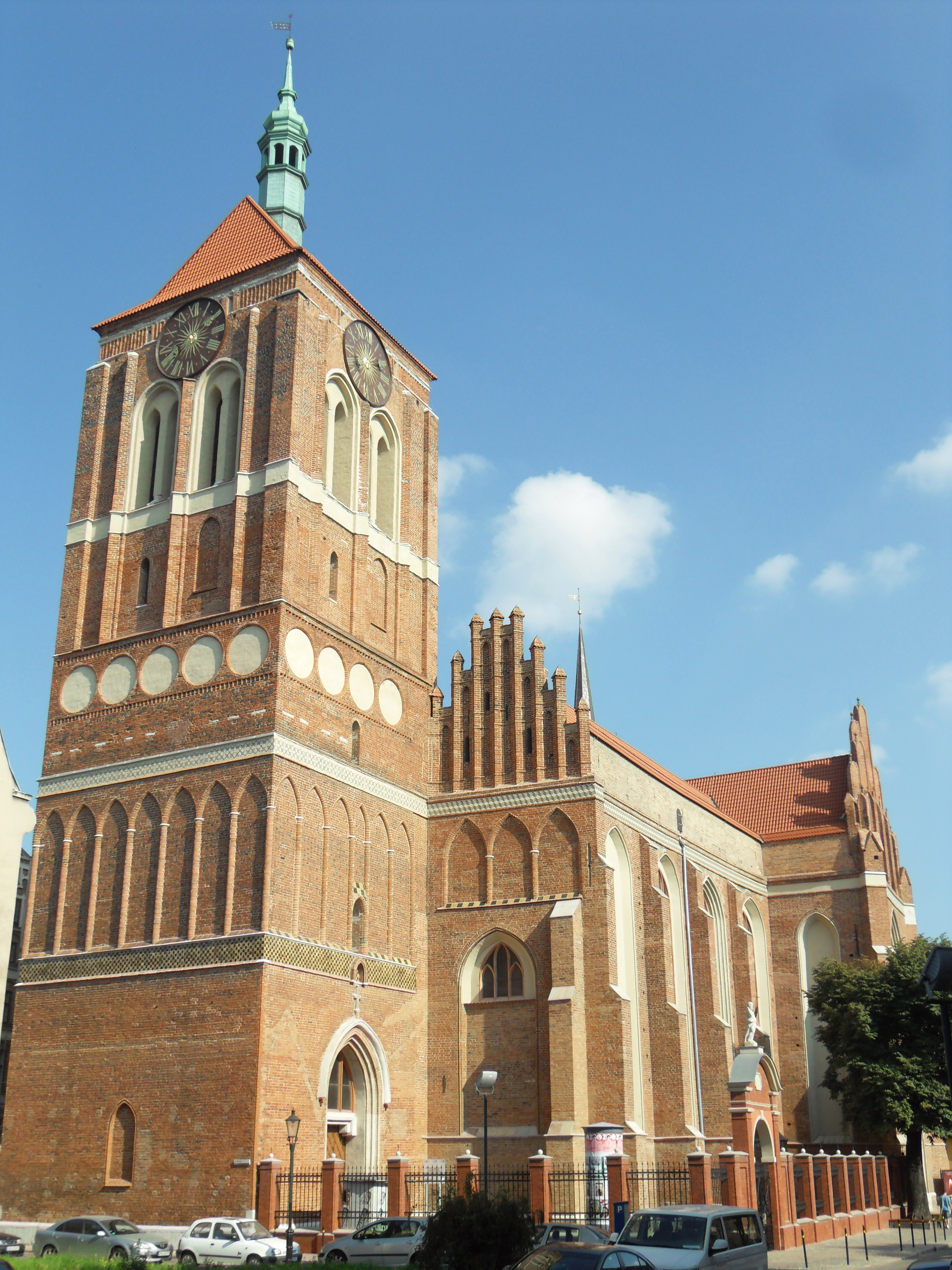
Église Saint-Jean
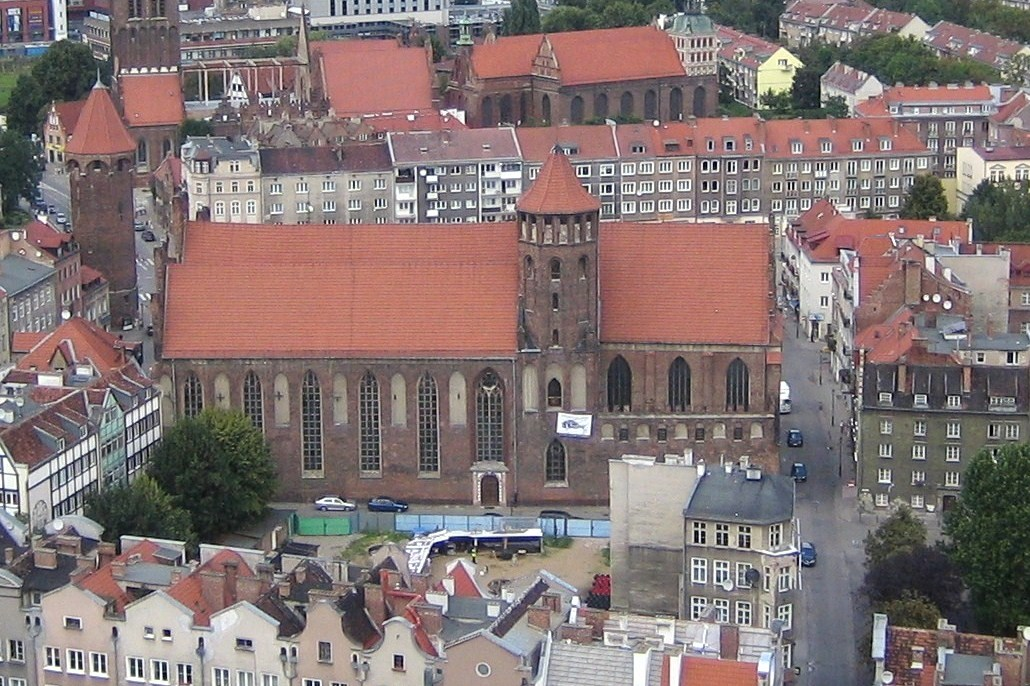
Église Saint-Nicolas
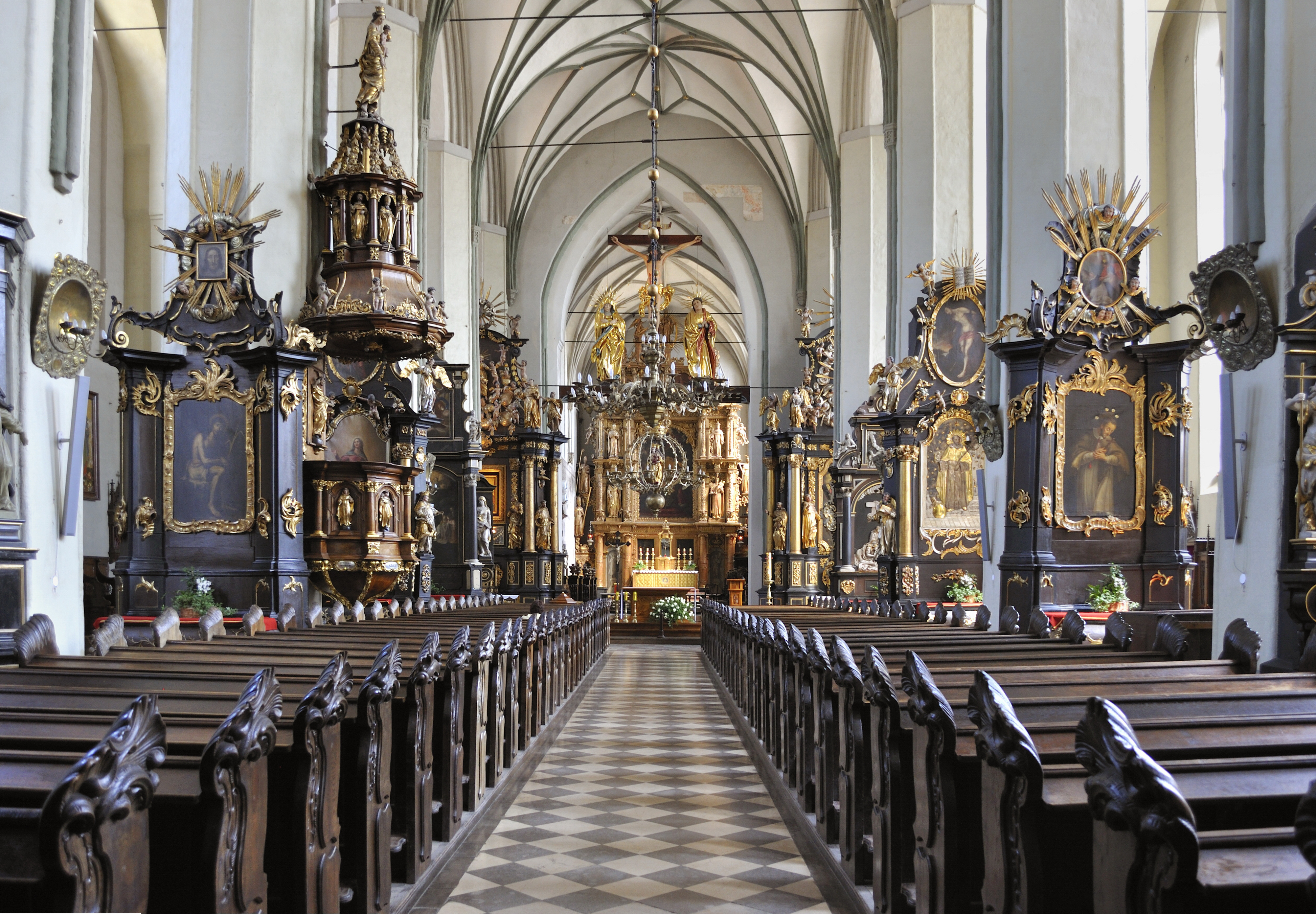
Église Saint-Nicolas - l'intérieur
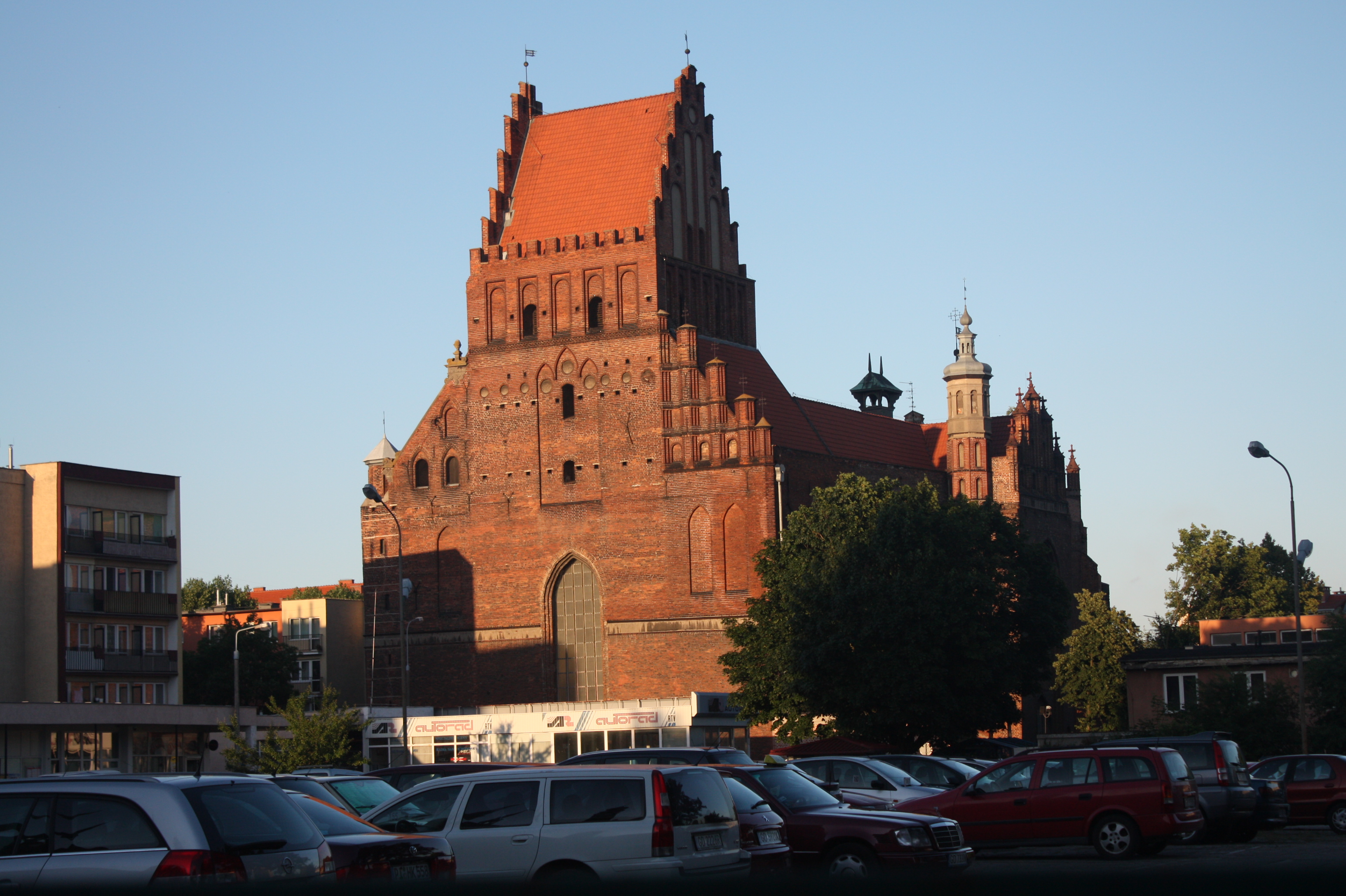
Église Saint-Pierre-et-Saint-Paul
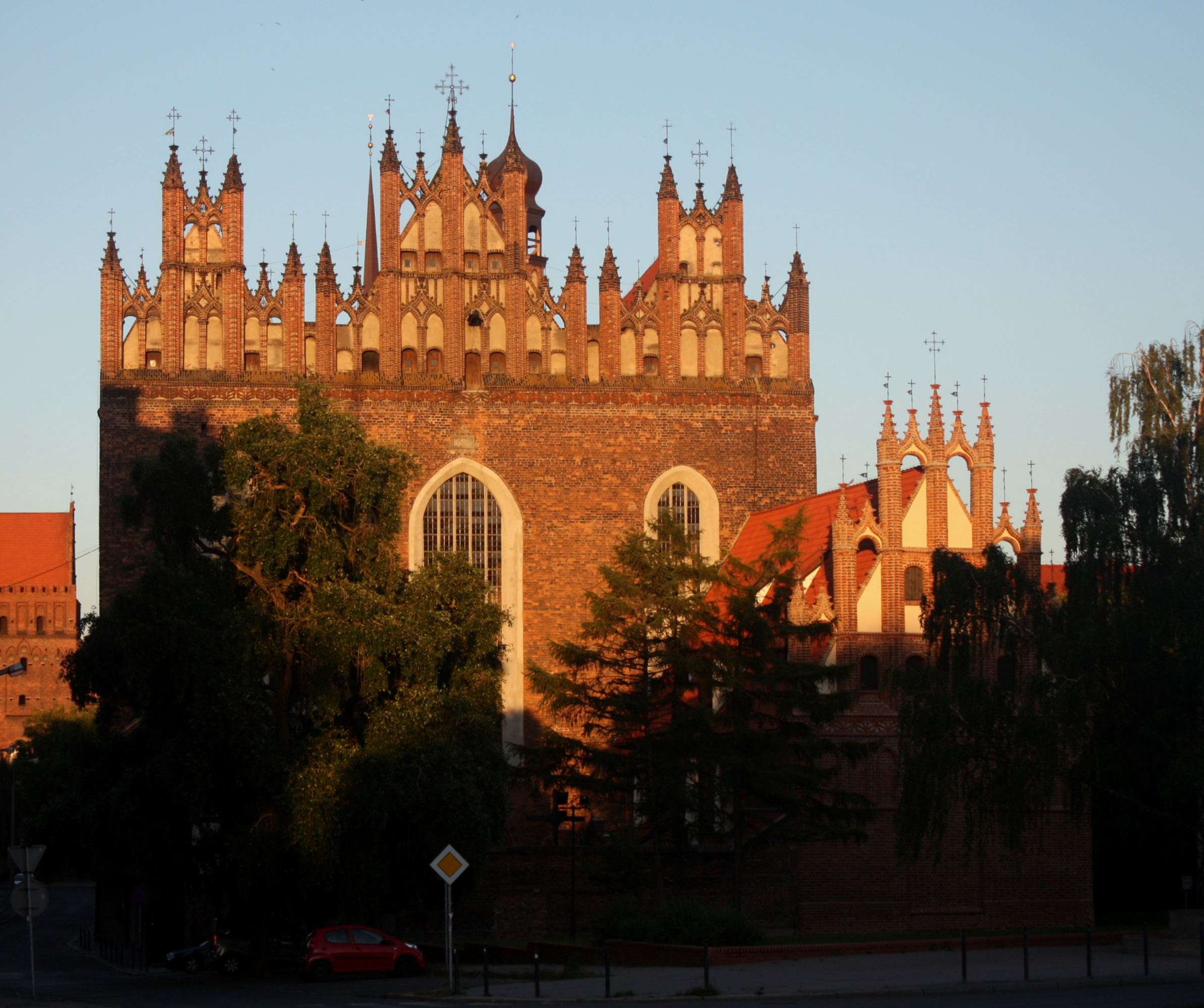
Église de la Sainte-Trinité

### Expressions françaises y faisant référence
- Chocolat de Dantzig : synonyme d'argent, en référence au cadeau de l’empereur Napoléon au maréchal Lefebvre, qu'il fit duc de Dantzig après son siège victorieux de la ville et qui offrit une boite censée contenir du chocolat[57]. En l'ouvrant le soir, Lefebvre s'aperçut qu'elle contenait en fait 300 000 francs, une somme considérable pour l'époque[57]. L'histoire se sut, et les soldats de Lefebvre prirent l'habitude d'appeler leur solde des chocolats de Dantzig[57].
- Ne pas mourir pour Dantzig, en référence au célèbre éditorial de Marcel Déat paru en août 1939 dans le journal L’Œuvre  sous le titre : « mourir pour Dantzig ? » et qui deviendra un slogan pacifiste juste avant guerre. Déat, alors homme politique pacifiste et qui deviendra collaborationniste pendant l’Occupation, traduisait sous cette question qu'il ne fallait pas déclarer la guerre à l'Allemagne si celle-ci envahissait la ville libre de Dantzig, dont la majorité de la population était allemande et sur lequel le Troisième Reich avait des revendications territoriales. La France et le Royaume-Uni étaient liés avec la Pologne par des traités militaires les obligeant à intervenir militairement en cas d'agression contre l'un d'eux par un pays tiers (il s'agissait en l'occurrence de l'Allemagne). Or, lorsque la Pologne est attaquée par l'Allemagne nazie le 1er septembre 1939, les premiers coups de feu s’abattent sur les installations militaires polonaises du territoire de la Ville libre de Dantzig. Les Français et les Britanniques tardent à remplir leurs engagements et laissent l'armée polonaise isolée dans son combat. Bien que les deux pays déclarent finalement la guerre à l'Allemagne le 3 septembre 1939, cela ne se traduit pas en actions concrètes (drôle de guerre). Par la suite il est trop tard pour inverser le cours des évènements. La Pologne est écrasée, la France sera à son tour envahie par les Allemands. Cet épisode marque profondément la conscience collective polonaise et relativise la francophilie traditionnelle des Polonais.

### Personnalités

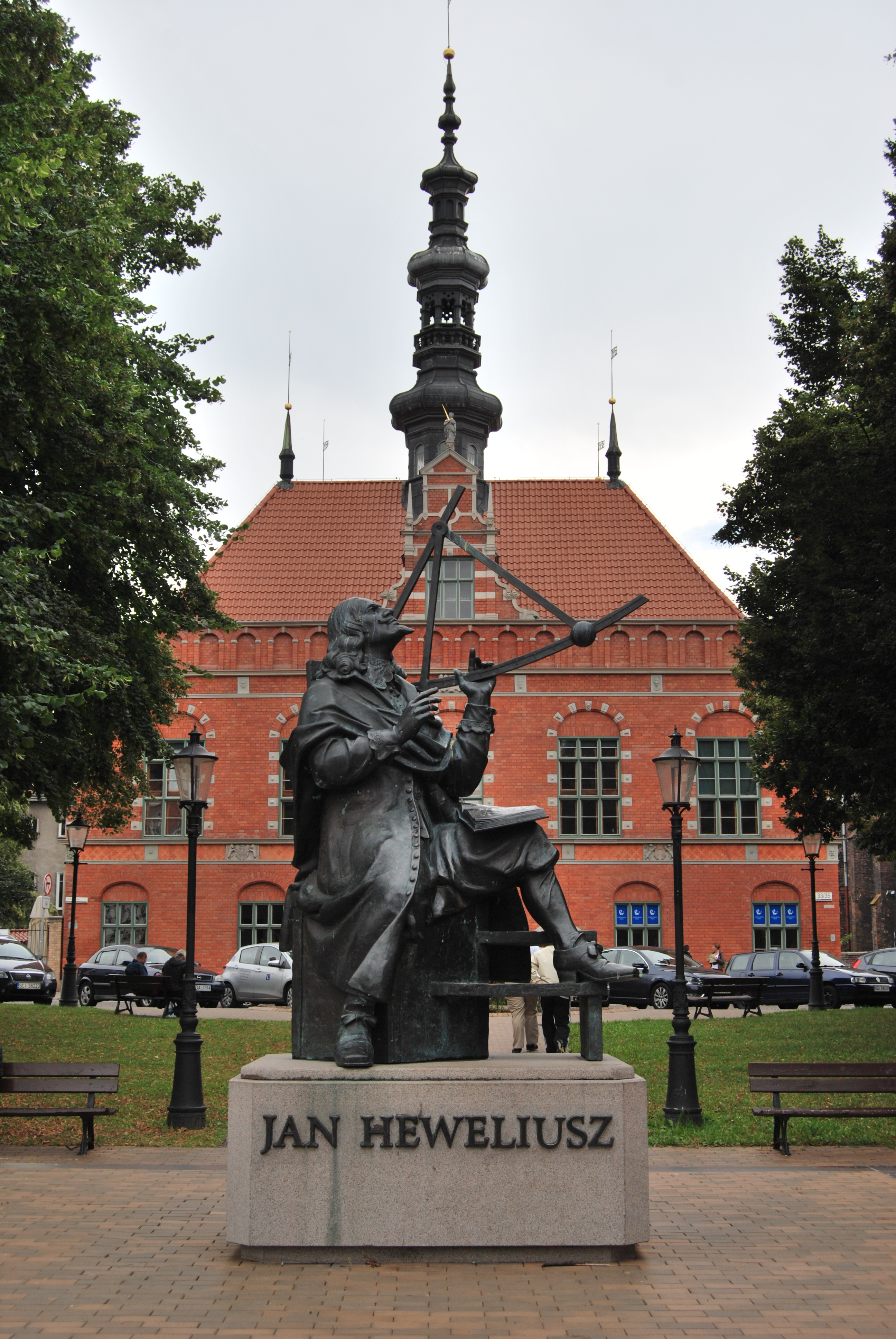
Monument à Johannes Hevelius.

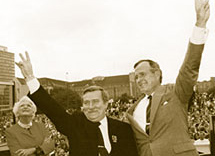
Lech Wałęsa et George H. W. Bush, 1989.

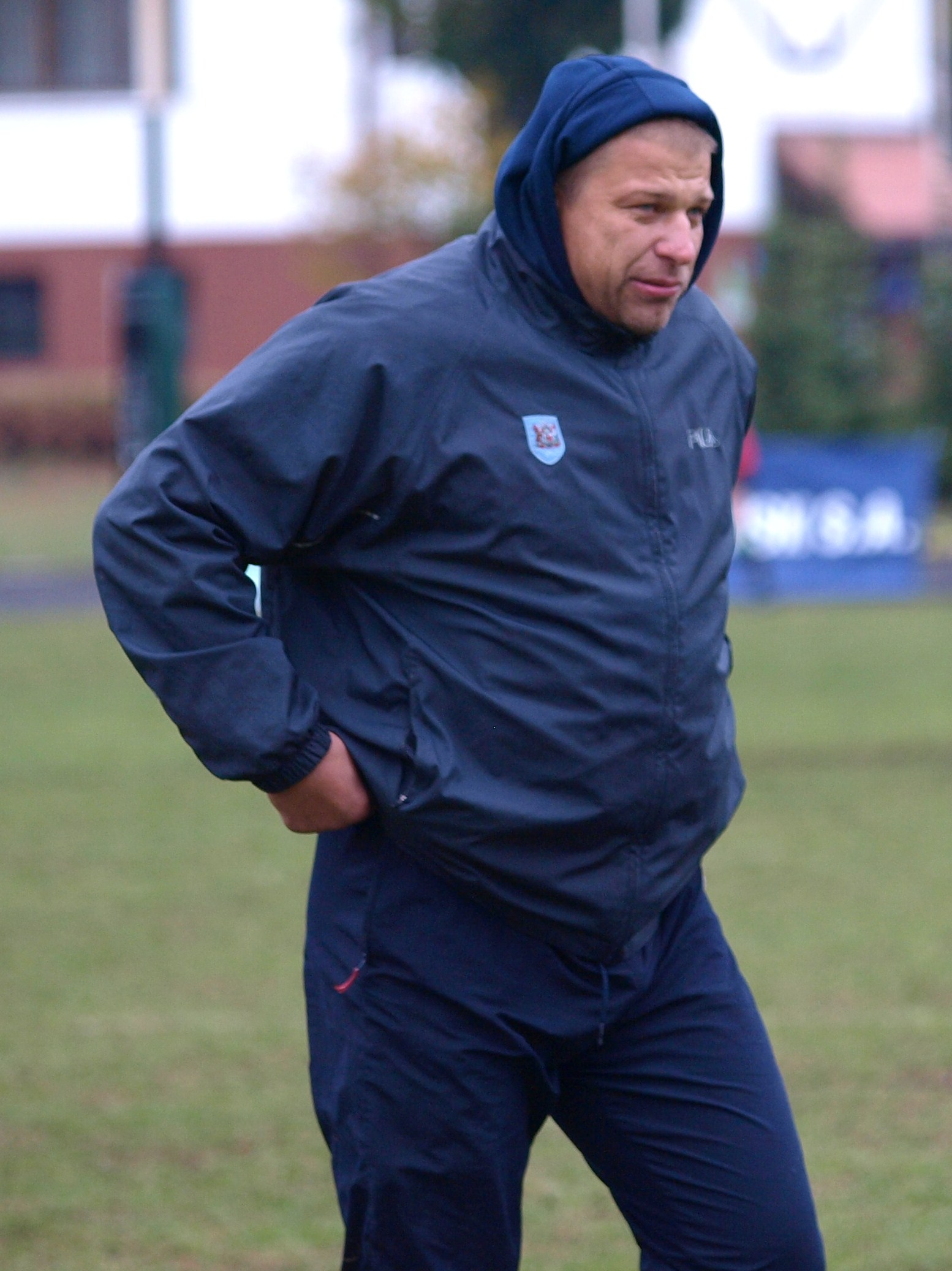
Gregory Kacala.

- Świętopełk II de Poméranie (vers 1191-1266), duc de Poméranie-Gdańsk.
- Johannes Dantiscus (1485-1548), poète, humaniste et diplomate polonais.
- Abraham van den Blocke (1572-1628), architecte et sculpteur prussien.
- Izaak van den Blocke (1572-1626), peintre.
- Jeremias Falck (en) (1610-1667), peintre prussien.
- Georg von Strackwitz (de) (1614-1675), architecte polonais.
- Johannes Hevelius (1611-1687), astronome.
- Georg Pasch (1661-1707), philosophe allemand.
- Gabriel Daniel Fahrenheit (1686-1736), physicien allemand.

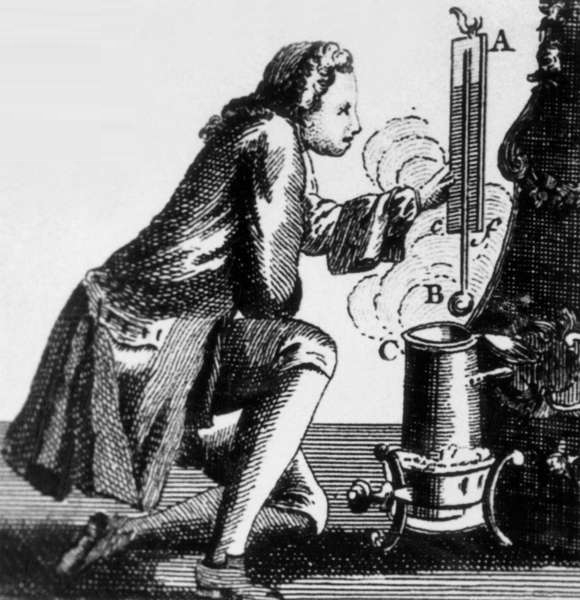
Gabriel Fahrenheit.

- Daniel Gralath (en) (1708-1767), physicien et maire de Gdansk.
- Daniel Chodowiecki (1726-1801), peintre et graveur germano-polonais.
- Adam Kazimierz Czartoryski (1734-1823), homme politique, homme de lettres et mécène de la république des Deux Nations.
- Johann Uphagen (de) (1731-1802), armateur allemand.
- Krzysztof Celestyn Mrongovius (en) (1764-1855), écrivain, philosophe et pasteur.
- Jean Georg Haffner (1775-1830), médecin militaire français.
- Arthur Schopenhauer (1788-1860), philosophe allemand.
- Adolf Echtler (1843-1914), peintre, né à Dantzig.
- Hugo von Wasielewski (1853-1936), général prussien.
- Walter Turszinsky (1874-1915), journaliste et scénariste allemand.
- Marie Baum (1874-1964), personnalité politique allemande.
- Conrad Broßwitz (1881-1945), homme politique allemand.
- Ilse Fehling (1896-1982), sculptrice allemande.
- Bruno Groening (1906-1959), guérisseur allemand.
- Trude Guermonprez (1910-1976), artiste germano-américaine.
- Lech Bądkowski (en) (1920-1984), journaliste et militant polonais.
- Rosemarie Springer (1920-2019), cavalière de dressage allemande.
- Zygmunt Chychła (1926-2009), champion olympique de boxe
- Günter Grass (1927-2015), écrivain allemand.
- Erwina Barzychowska (1929-1939), participante à la défense de la poste polonaise contre les Allemands, victime du nazisme.
- Avi Pazner (1937), diplomate israélien.
- Holger Czukay (1939-2017), musicien allemand.
- Christa Speck (1942-2013), mannequin américaine.
- Lech Wałęsa (1943), militant syndical et chef d'État polonais.
- Krzysztof Kolberger (1950), acteur, réalisateur et scénariste polonais.
- Jan de Weryha-Wysoczański (1950), sculpteur polonais.
- Mieczysław Abramowicz (pl) (1952), historien polonais.
- Bogdan Lis (1952), syndicaliste et homme politique polonais.
- Jerzy Owsiak (en) (1953), journaliste polonais.
- Tomek Steifer (ou Tomasz Steifer) (1955-2015), peintre polonais.
- Donald Tusk (1957), homme d'État polonais.

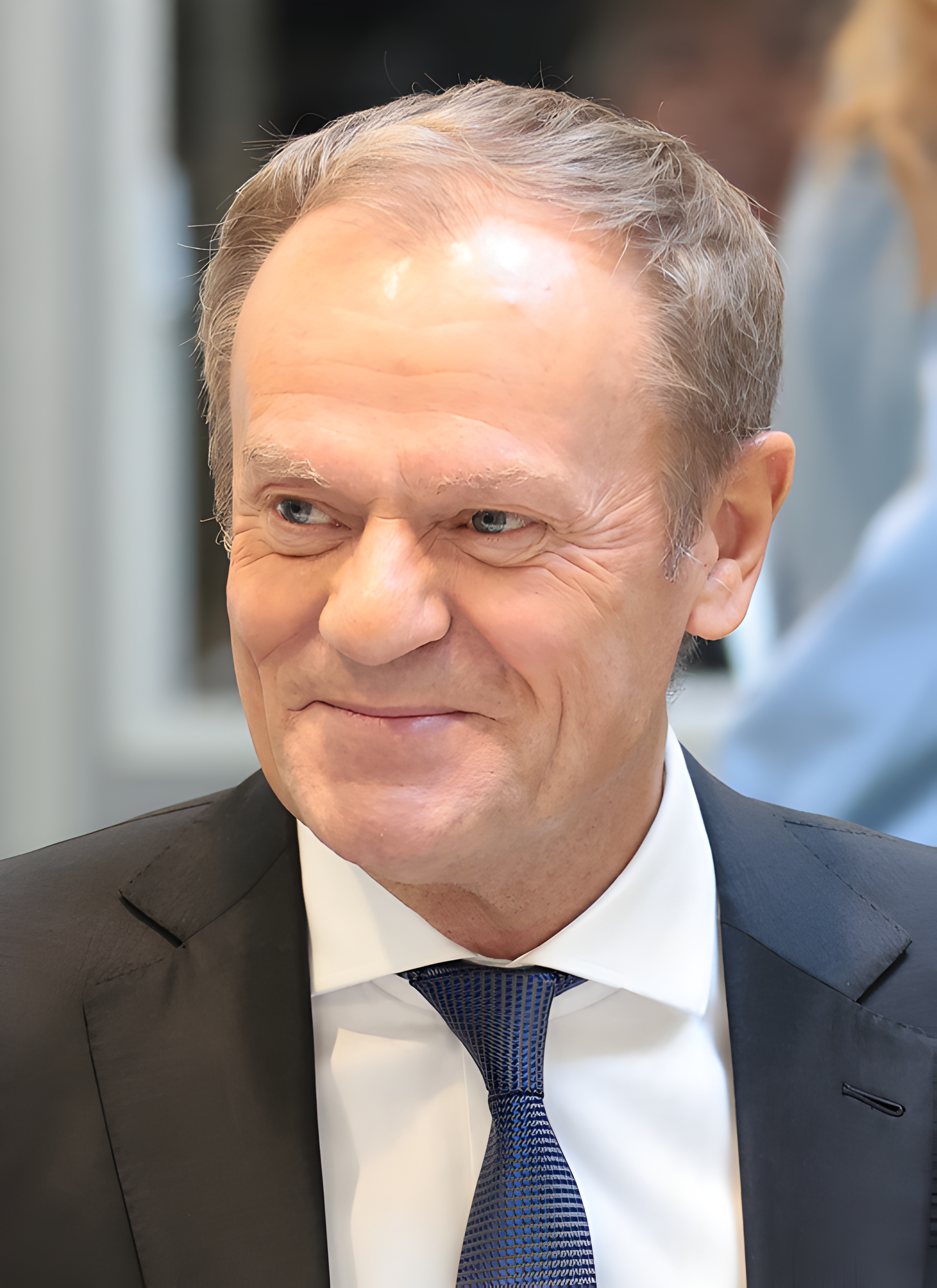
Donald Tusk.

- Paweł Huelle (1957-2023), écrivain polonais.
- Maciej Płażyński (1958-2010), homme politique polonais.
- Jan Lewtak (° 1959), violoniste polonais.
- André Ochodlo, directeur de théâtre, chanteur, réalisateur.
- Maja Miro & Maria Ka, musiciennes.
- Dariusz Michalczewski (1968), boxeur polonais-allemand.
- Robert Orzechowski (1989), handballeur polonais.
- Gregory Kacala (1966), joueur de rugby polonais.
- Ursula Happe (1926-2021), nageuse allemande.
- David Dushman (1923-2021), soldat juif de l'Armée rouge.
- Hania Rani (1990), pianiste, compositrice et chanteuse polonaise.